# Andalucía
Andalucía es una comunidad autónoma española reconocida como nacionalidad histórica por su Estatuto de Autonomía. Compuesta por ocho provincias: Almería, Cádiz, Córdoba, Granada, Huelva, Jaén, Málaga y Sevilla. Su capital y ciudad más poblada es Sevilla, sede del Consejo de Gobierno de la Junta de Andalucía, del Parlamento y de la presidencia de la Junta de Andalucía. La sede del Tribunal Superior de Justicia de Andalucía se encuentra en Granada.
Es la comunidad autónoma más poblada del país (8 619 616 habitantes en 2024) y la segunda más extensa (87 599 km²) —tras Castilla y León—. Se encuentra ubicada en la parte meridional de la península ibérica; limitando al oeste con Portugal, al norte con las comunidades autónomas de Extremadura (Badajoz) y Castilla-La Mancha (Ciudad Real y Albacete), al este con la Región de Murcia, al suroeste con el océano Atlántico y al sur con el mar Mediterráneo y Gibraltar. A través del estrecho de Gibraltar, separado por 14 km en su parte más estrecha, se encuentran Marruecos y Ceuta en el continente africano. En 1981 se constituyó en comunidad autónoma, al amparo de lo dispuesto en el artículo segundo de la Constitución Española de 1978, que reconoce y garantiza el derecho a la autonomía de las nacionalidades y regiones españolas. El proceso de autonomía política se cursó a través del procedimiento restrictivo expresado en el artículo 151 de la Constitución, tras las manifestaciones multitudinarias del 4 de diciembre de 1977 y el referéndum del 28 de febrero de 1980, donde el pueblo andaluz expresó su voluntad de situarse en la vanguardia de las aspiraciones de autogobierno de máximo nivel en el conjunto de los pueblos de España. Andalucía fue pues la única Comunidad que tuvo una fuente de legitimidad específica en su vía de acceso a la autonomía expresada en las urnas mediante referéndum.
En el preámbulo del Estatuto de Autonomía de Andalucía de 2007 se dice textualmente que:

El Manifiesto andalucista de Córdoba describió a Andalucía como realidad nacional en 1919, cuyo espíritu los andaluces encauzaron plenamente a través del proceso de autogobierno recogido en nuestra Carta Magna. En 1978 los andaluces dieron un amplio respaldo al consenso constitucional. Hoy, la Constitución, en su artículo 2, reconoce a Andalucía como una nacionalidad en el marco de la unidad indisoluble de la nación española.

En el articulado del estatuto autonómico se le otorga a Andalucía la condición de «nacionalidad histórica», reflejando la identidad política propia del pueblo andaluz resultado de su singularidad histórica y cultural. En el anterior estatuto, el Estatuto de Autonomía de 1981 o Estatuto de Carmona, era definida como «nacionalidad».
El marco geográfico es uno de los elementos que da singularidad y personalidad propia a Andalucía. Desde el punto de vista geográfico, se pueden distinguir tres grandes áreas ambientales, conformadas por la interacción de los distintos factores físicos que inciden sobre el medio natural: Sierra Morena —que separa Andalucía de la Meseta—, los sistemas Béticos y la depresión Bética que individualizan la Alta Andalucía de la Baja Andalucía.
La historia de Andalucía es el resultado de un complejo proceso en el que se fusionan a lo largo del tiempo diferentes culturas y pueblos, como el íbero, el fenicio, el cartaginés, el romano, el bizantino, el andalusí, el sefardí, el gitano y el castellano, que han dado pie a la formación de la identidad y cultura andaluza.
En la actualidad, la economía de Andalucía está marcada por la desventaja de la región con respecto a los marcos globales español y europeo a causa de la tardía llegada de la revolución industrial, dificultada además por la situación periférica que adoptó Andalucía en los circuitos económicos internacionales. Esto resultó en un menor impacto del sector industrial en la economía, un gran peso relativo de la agricultura y una hipertrofia del sector servicios.
|  |

## Toponimia

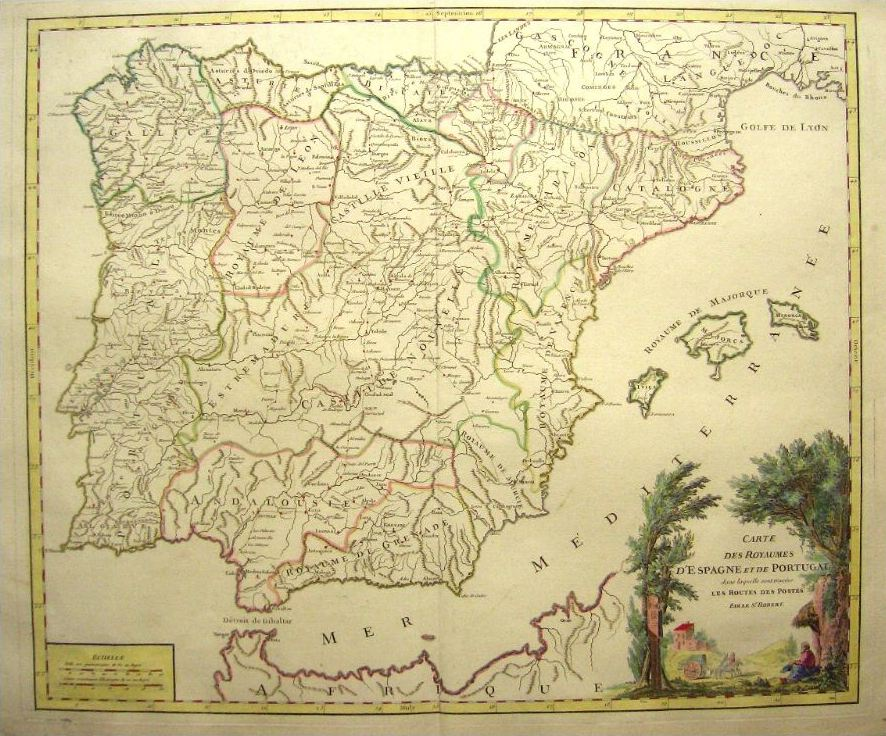
Mapa de la península ibérica datado en 1770, donde los reinos de Sevilla, Córdoba y Jaén son denominados «Andalucía», mientras que el Reino de Granada aparece por separado

El topónimo «Andalucía» se introdujo en la lengua castellana durante el siglo XIII bajo la forma «el Andalucía». Se trata de la castellanización de al-Andalusiya, gentilicio y adjetivo árabe referido a al-Ándalus, nombre que recibían los territorios de la península ibérica bajo gobierno islámico desde el 711 al 1492. Varias etimologías han sido propuestas para este topónimo. La denominada tesis vándala hace derivar al-Ándalus de Vandalia o Vandalusia (tierra de los vándalos) y aunque fue muy difundida a partir del siglo XVI no goza en la actualidad de crédito científico alguno. La llamada tesis visigótica encuentra el origen etimológico en el nombre visigodo de la antigua provincia romana Bética: *Landahlauts. Los visigodos, al ocupar estas tierras, se las repartieron mediante sorteos; los premios que le tocaban a cada uno de ellos y las correspondientes tierras se llamaban sortes Gothica, apareciendo en las fuentes escritas, todas en latín, como Gothica sors (singular) como designación del reino godo en su conjunto. La correspondiente designación goda, *Landahlauts («tierra de sorteo»), se transformaría según esta tesis en al-Ándalus. Una tercera tesis, la tesis atlántica explica la aparición del topónimo al-Ándalus como una corrupción del latín Atlanticum. Varias fuentes como la Enciclopedia Inglesa y estudiosos como Dietrich Schwanitz y Heinz Halm, reafirman teorías de un topónimo formado incluso antes de la ocupación árabe.
En cuanto a su uso, el vocablo «Andalucía» no siempre se ha referido exactamente al territorio hoy conocido como tal. Durante las últimas fases de la Reconquista cristiana, se otorgó este nombre exclusivamente al sur peninsular bajo dominio musulmán, quedando posteriormente como denominación del último territorio en ser reconquistado. En la Primera Crónica General de Alfonso X el Sabio, escrita en la segunda mitad del siglo XIII, el término Andalucía se emplea en tres significados diferentes:
1. Como simple traducción de al-Ándalus. El nombre de al-Ándalus aparece ya en tradiciones y en poesía árabe de la primera época del islam anterior a la conquista. Aparece en estas fuentes orientales y en las primeras que narran la conquista de Hispania como el nombre de una isla, Chazirat al-Ándalus, o de un mar, Bahr al-Ándalus.
2. Para designar los territorios conquistados por los cristianos en el valle del Guadalquivir y en los reinos de Granada y Murcia. De hecho Alfonso X se tituló Rey de Castilla, León y de toda Andalucía en un documento de 1253.
3. Para nombrar las tierras conquistadas por los cristianos en el valle del Guadalquivir (Reinos de Jaén, Córdoba y Sevilla). Este tercer significado sería el más común durante la Baja Edad Media y la Edad Moderna. Desde el punto de vista administrativo, el reino de Granada mantuvo su nombre y singularidad dentro del contexto andaluz[12] debido, sobre todo, a su carácter emblemático como culminación de la Reconquista y por ser la sede de la importante Real Chancillería de Granada. Sin embargo, el hecho de que la conquista y repoblación de dicho reino fuese realizada mayoritariamente por andaluces, hizo que durante la Edad Moderna la noción de Andalucía se extendiera, de hecho, al conjunto de los cuatro reinos,[13] frecuentemente denominados los «cuatro reinos de Andalucía», al menos desde mediados del siglo XVIII.[14][15]

En ocasiones y de forma no oficial se ha denominado a este territorio «Castilla Novísima» siguiendo el orden cronológico de la Reconquista, tras Castilla la Vieja y Castilla la Nueva.

## Símbolos

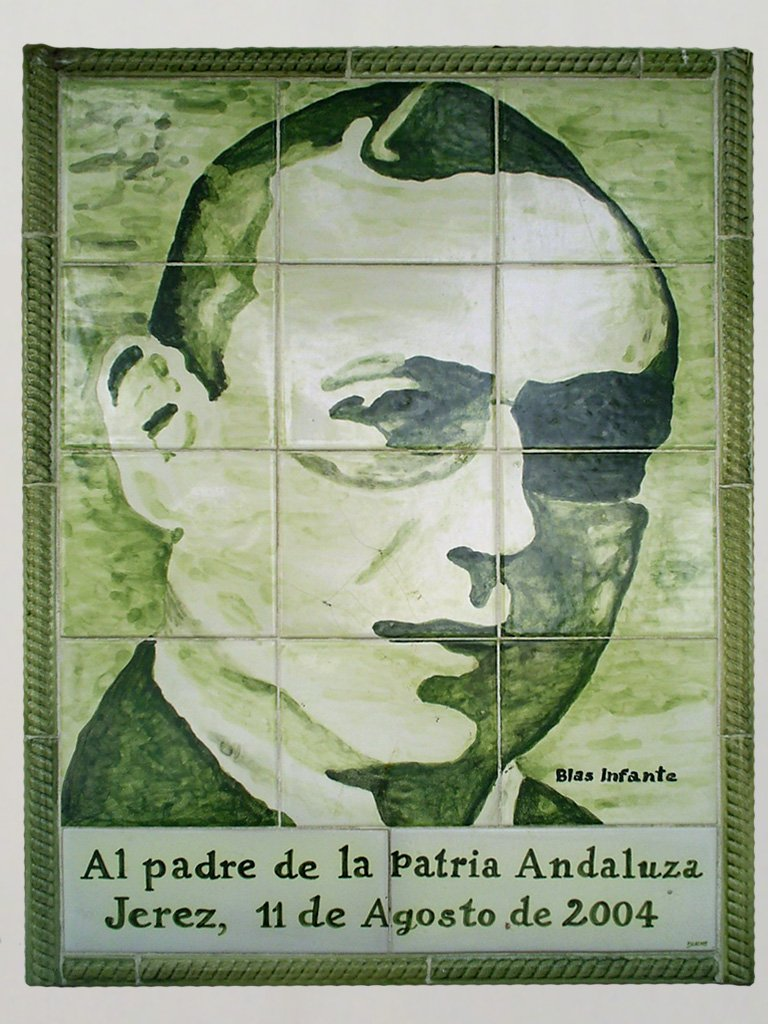
Retrato de Blas Infante, realizado sobre azulejos, situado en la avenida homónima de Jerez

### Escudo
El escudo de Andalucía muestra la figura de un Hércules joven entre las dos columnas de Hércules que la tradición sitúa en el estrecho de Gibraltar, con una inscripción a los pies de una leyenda que dice: «Andalucía por sí, para España y la Humanidad», sobre el fondo de una bandera andaluza. Cierra las dos columnas un arco de medio punto con las palabras latinas Dominator Hercules Fundator, también sobre el fondo de la bandera andaluza.

### Bandera
La bandera oficial de Andalucía está compuesta por tres bandas horizontales verde, blanca y verde, de igual tamaño; sobre la banda central blanca se sitúa su escudo. Fue creada por Blas Infante y aprobada en la Asamblea de Ronda de 1918. Infante eligió el verde como símbolo de la esperanza y la unión y el blanco como símbolo de paz y diálogo. La elección de estos colores se debe a que Blas Infante consideraba que habían sido los más usados a lo largo de la historia del territorio andaluz. Según él, el estandarte de la dinastía andalusí de los Omeyas era verde y representaba la convocatoria del pueblo. El blanco, en cambio, simbolizaba el perdón entre los almohades, que en la heráldica europea es interpretado como parlamento o paz. Otras noticias históricas justifican la elección de los colores de la bandera. Los nacionalistas andaluces la denominan la Arbonaida, que significa «blanquiverde» en lengua mozárabe.

### Himno
El himno de Andalucía es una composición musical de José del Castillo Díaz, director de la banda municipal de Sevilla y conocido comúnmente como Maestro Castillo con letra de Blas Infante. La música está inspirada en el Santo Dios, un canto religioso popular que los campesinos y jornaleros de algunas comarcas andaluzas cantaban durante la siega en las provincias de Málaga, Sevilla y Huelva.[cita requerida] Blas Infante puso este canto en conocimiento del Maestro Castillo, quien adaptó y armonizó la melodía. La letra del himno apela a los andaluces para que se movilicen y pidan «tierra y libertad», mediante un proceso de reforma agraria y un estatuto de autonomía política para Andalucía, en el marco de España.
El Parlamento andaluz aprobó de forma unánime en 1983 que, en el preámbulo del Estatuto de Autonomía para Andalucía, se reconociera a Blas Infante como «Padre de la Patria Andaluza», reconocimiento que se revalidó en la reforma de dicho estatuto, sometida a referéndum popular el 18 de febrero de 2007.

### Día oficial
El Día de Andalucía se celebra el 28 de febrero y conmemora el referéndum del año 1980, que dio autonomía plena a la comunidad andaluza tras una larga lucha a través del procedimiento estipulado en el artículo 151 de la Constitución para aquellas comunidades que, como la andaluza, no habían aprobado un estatuto de autonomía durante la Segunda República por el estallido de la Guerra civil.
El título honorífico de Hijo Predilecto de Andalucía es concedido por la Junta de Andalucía a quienes se les reconocen méritos excepcionales que hayan redundado en beneficio de Andalucía, por su trabajo o actuaciones científicas, sociales o políticas. Es la más alta distinción de la comunidad autónoma.

## Geografía

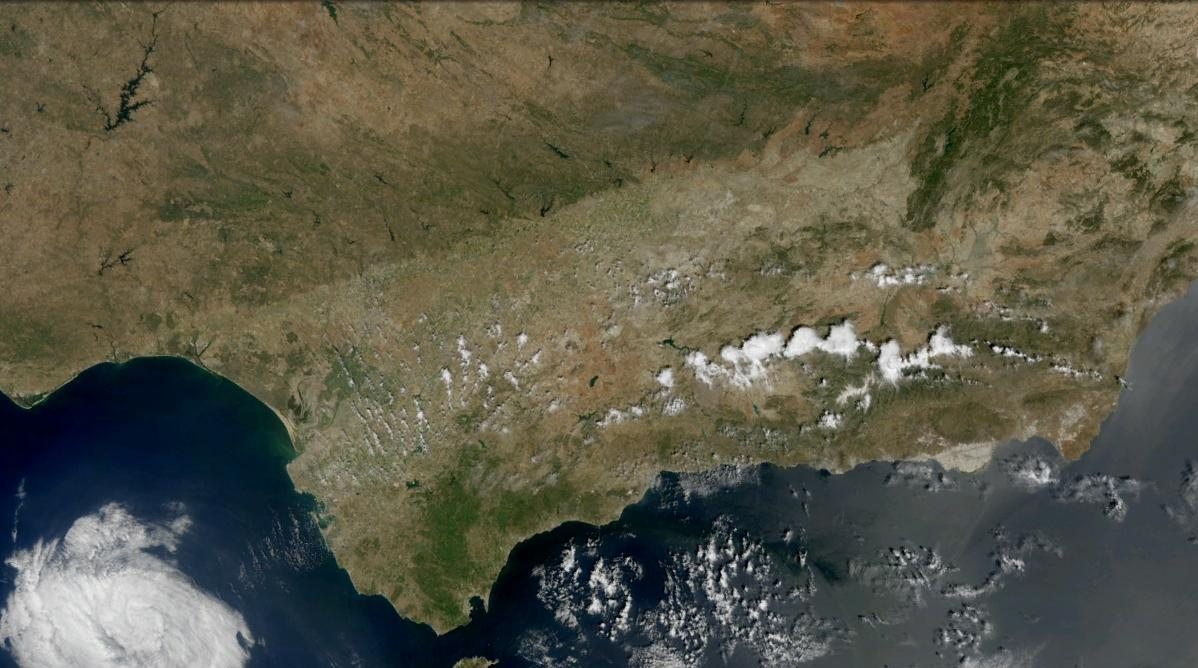
Vista de Andalucía por satélite en junio de 2010

Uno de los elementos que da singularidad y personalidad propia a Andalucía es su marco geográfico. El historiador sevillano Domínguez Ortiz resume esta condición afirmando que:

[...] hay que buscar la esencia de Andalucía en su realidad geográfica, de una parte y, de otra, en la conciencia de sus habitantes. Desde el punto de vista geográfico, el conjunto de las tierras meridionales es demasiado amplio y variado para englobarlas a todas en una unidad. En realidad hay no dos, sino tres Andalucías: la Sierra Morena, el Valle y la Penibética [...]

Estas tres grandes unidades ambientales van a ser el resultado de la conjunción de los distintos factores físicos, donde el relieve juega un papel fundamental.

### Límites

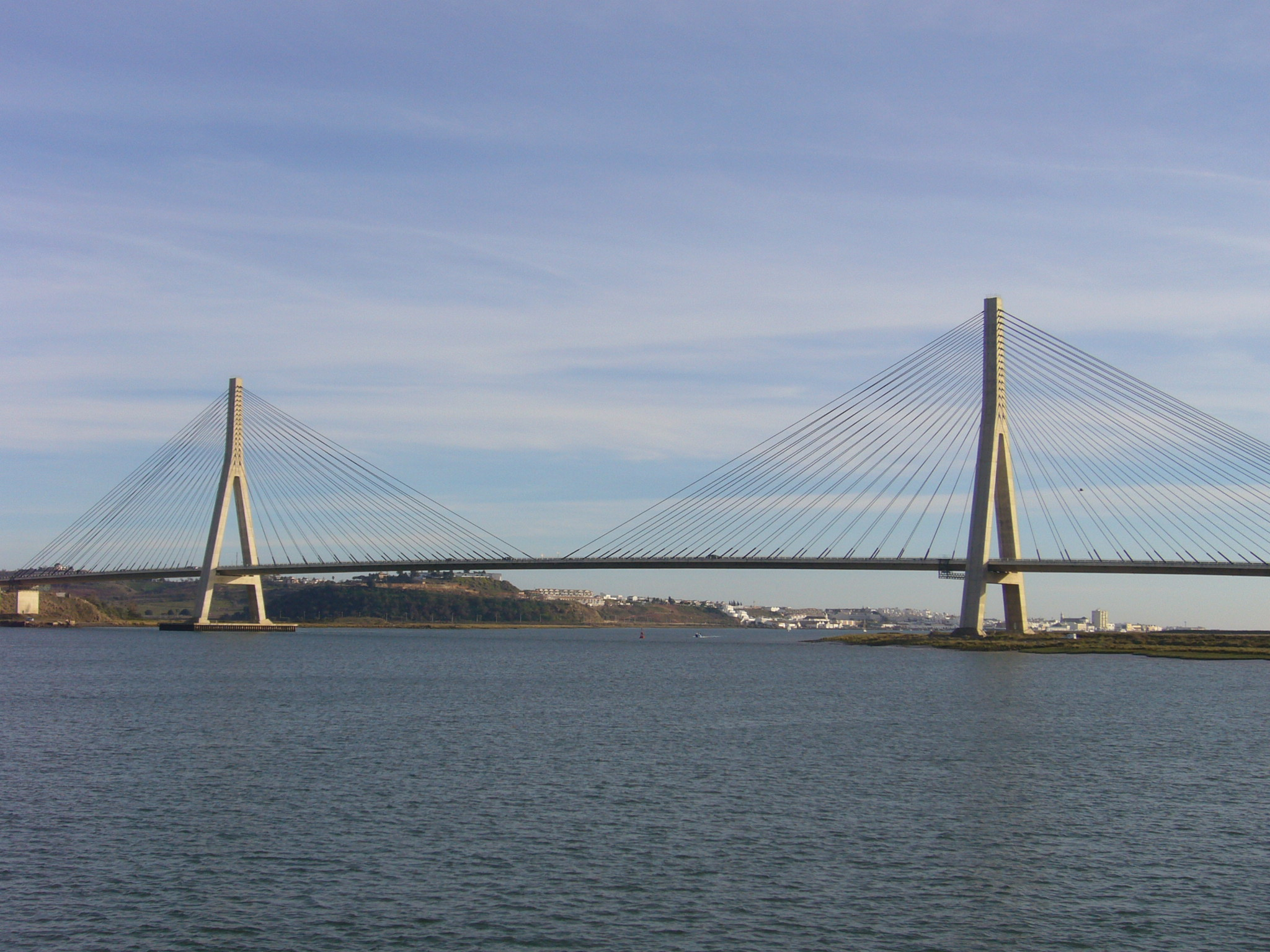
El puente Internacional del Guadiana une España y Portugal

Andalucía tiene una extensión de 87 268 km², que equivale al 17,3 % del territorio español, por lo que es comparable con muchos de los países europeos, tanto por su superficie como por su complejidad interna. Hacia el este y al oeste limita con el mar Mediterráneo y con el océano Atlántico y Portugal respectivamente, mientras que al norte lo hace con la Sierra Morena, que la separa de la Meseta y al sur con el estrecho de Gibraltar, que la separa del continente africano.
Andalucía se localiza en una latitud entre los 36° y los 38°44′ N, en la zona templado-cálida de la Tierra, dando a su clima características muy definitorias como la bonanza de sus temperaturas y la sequedad de sus veranos. Sin embargo, en el amplio marco definido por sus límites existen unos grandes contrastes internos. De esta forma, se pasa de las extensas llanuras litorales del río Guadalquivir —a nivel del mar— a las zonas más altas de la península en Sierra Nevada. Contrasta la sequedad del desierto de Tabernas con el parque natural de la Sierra de Grazalema, la más lluviosa de España. Más significativo, si cabe, es el tránsito de las cumbres nevadas del Mulhacén a la costa subtropical granadina, a escasos 50 km.

### Clima

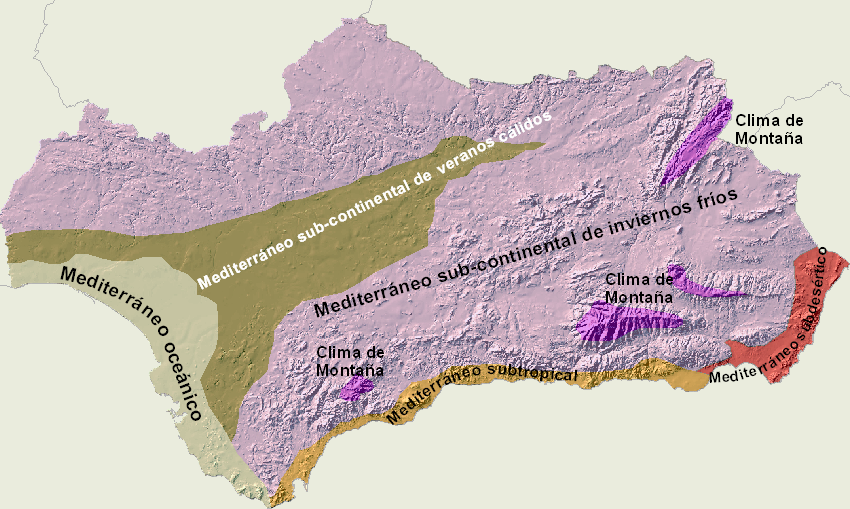
Principales tipos climáticos

Andalucía se encuadra en su totalidad dentro del dominio climático mediterráneo, caracterizado por el predominio de las altas presiones estivales —anticiclón de las Azores—, que traen como consecuencia la típica sequía estival, rota en ocasiones con precipitaciones torrenciales y temperaturas tórridas. En invierno, los anticiclones tropicales se desplazan hacia el sur y permiten que el frente polar penetre en el territorio andaluz. La inestabilidad se acrecienta y las precipitaciones se concentran en los períodos de otoño, invierno y primavera. Las temperaturas son muy suaves.
No obstante, existe una gran diversidad de tipos climáticos en las diferentes zonas de Andalucía, originando una gran riqueza y contrastes paisajísticos que son acrecentados por la disposición de los orógenos y su situación entre dos masas de agua de características muy diferentes.
Las precipitaciones disminuyen de oeste a este, siendo el punto más lluvioso la sierra de Grazalema (con el máximo histórico anual de precipitaciones registrado en toda la península ibérica y España, en el año 1963: 4346 mm) y el menos lluvioso de Europa continental (cabo de Gata, 117 mm anuales). La «Andalucía húmeda» coincide con los puntos más altos de la comunidad, sobresaliendo especialmente el área de la serranía de Ronda y la sierra de Grazalema. El valle de Guadalquivir presenta pluviometría media. En la provincia de Almería se encuentra el desierto de Tabernas, el único desierto de Europa. Los días de lluvia al año son alrededor de 75, descendiendo hasta 50 en las zonas más áridas. Así, en gran parte de Andalucía se superan los 300 días de sol al año, siendo Málaga y Almería las ciudades españolas con más horas de luz, 8,54 de media al día, según los datos de INE (Instituto nacional de Estadística), que en 2017, acumuló 3820 horas de sol en ambas.
La temperatura media anual de Andalucía es superior a 16 °C, con valores urbanos que oscilan entre los 18,5 °C de Málaga y los 15,1 °C en Baeza. En gran parte del valle del Guadalquivir y de la costa mediterránea, la media se sitúa en torno a 18 °C. El mes más frío es enero (6,4 °C de media en Granada) y los más calurosos julio o agosto (28,5 °C de media), siendo Córdoba la capital más calurosa seguida de Sevilla.
En el valle del Guadalquivir se registran las temperaturas más altas de España, de la península y de Europa, con un máximo histórico de 46,9 °C en Córdoba y 46,8 °C en El Granado (Huelva). según la AEMET. Montoro registró la temperatura máxima de 47,3 °C el 13 de julio de 2017.
Aunque hay datos de anteriores récords, son muy dudosos por haberse medido con instrumentos inadecuados. Las sierras de Granada y Jaén son las que registran las temperaturas más bajas de todo el sur de la península ibérica. En la ola de frío de enero de 2005 se alcanzaron –21 °C en Santiago de la Espada (Jaén) y –18 °C en Pradollano (Granada). Sierra Nevada tiene la temperatura media anual más baja del sur peninsular (3,9 °C en Pradollano) y sus cumbres permanecen nevadas la mayor parte del año.

### Relieve

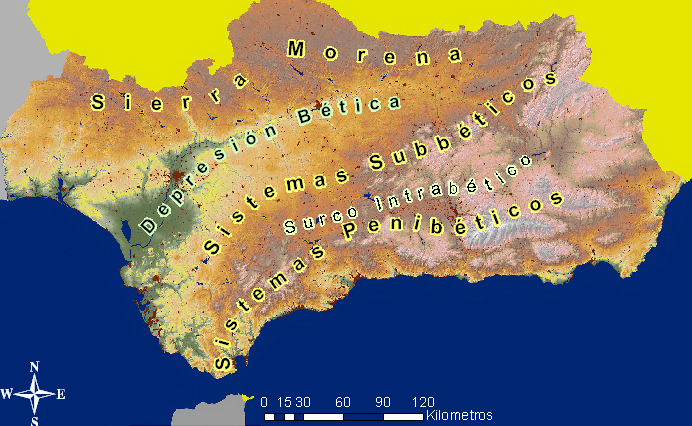
Relieve de Andalucía

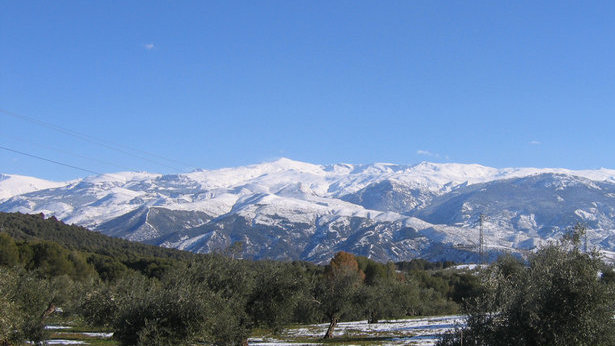
Sierra Nevada

El relieve es uno de los principales factores que configura el medio natural. Las alineaciones montañosas y su disposición tienen especial incidencia en la configuración del clima, la red fluvial, los suelos y su erosión, los pisos bioclimáticos e incluso va a tener influencia en la forma de aprovechamiento de los recursos naturales.
El relieve andaluz se caracteriza por el fuerte contraste altitudinal y en la pendiente. Entre sus fronteras se dan las mayores cotas de la península ibérica y casi un 15 % del territorio por encima de 1000 m; frente a las zonas deprimidas, con menos de 100 m s. n. m. de altitud en la gran Depresión Bética. En las pendientes, se produce el mismo fenómeno.
En cuanto a las costas andaluzas, el litoral atlántico se caracteriza por un predominio abrumador de playas y costas bajas; por su parte el litoral mediterráneo tiene una presencia muy importante de acantilados sobre todo en la Axarquía malagueña, Granada y Almería.
El carácter disimétrico es tal que va a configurar una división natural entre la Alta y la Baja Andalucía siguiendo las principales unidades del relieve:
- Sierra Morena, (con el pico Bañuela de 1323 m) al mismo tiempo que marca una ruptura entre Andalucía y la Meseta, presenta una gran separación —acrecentada por su despoblamiento— entre la Sierra y la Campiña de Huelva, Sevilla, Córdoba y Jaén. Sin embargo, su elevación es escasa y solo Sierra Madrona logra superar los 1300 m s. n. m. en su punto más alto la Bañuela (fuera de Andalucía). Dentro de este sistema montañoso cabe destacar el desfiladero de Despeñaperros, que constituye la frontera natural con Castilla.
- Las Cordilleras Béticas (Penibética y Subbética) se desarrollan paralelas al Mediterráneo y no están alineadas, dejando entre ellas el Surco Intrabético. El Subbético es muy discontinuo, por lo que presenta numerosos pasillos que facilitan la comunicación. Por el contrario, el Penibético ejerce de barrera aisladora entre el litoral mediterráneo y el interior.[31] Las mayores alturas de Andalucía se encuentran en Sierra Nevada, en la provincia de Granada; allí se sitúan las cotas más elevadas de la península ibérica: el pico Mulhacén (3478 m) y el Veleta (3392 m).
- La Depresión Bética se encuentra entre ambos sistemas. Es un territorio llano casi en su totalidad, abierto hacia el golfo de Cádiz por el suroeste. A lo largo de la historia, este ha sido el principal eje de población de Andalucía.

### Hidrografía

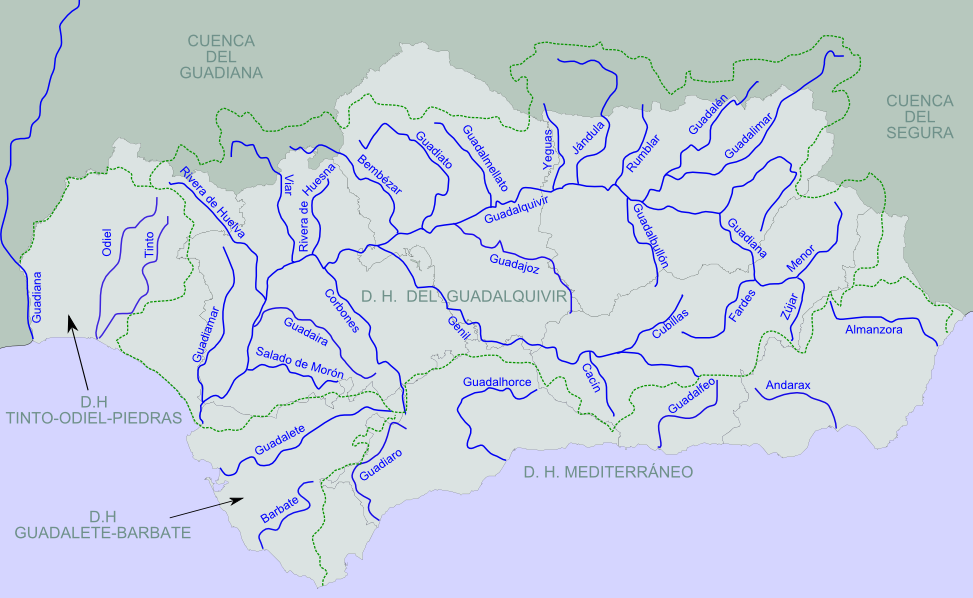
Ríos y cuencas

Por Andalucía discurren ríos de la vertiente atlántica y de la mediterránea. A la vertiente atlántica pertenecen los ríos Guadiana, Piedras, Odiel, Tinto, Genil, Guadalquivir, Guadalete y Barbate; mientras que a la vertiente mediterránea corresponden el Guadiaro, Guadalhorce, Guadalmedina, Guadalfeo, Andarax (o río Almería) y Almanzora. Entre ellos, el Guadalquivir destaca por ser el río más largo de Andalucía y el quinto de la península ibérica (657 km).
Los ríos de la cuenca atlántica se caracterizan por ser extensos, discurrir en su mayor parte por terrenos llanos y regar extensos valles. Este carácter determina los estuarios y las marismas que se forman en sus desembocaduras, como las marismas de Doñana formadas por el río Guadalquivir y las marismas del Odiel. Los ríos de la cuenca mediterránea son más cortos, más estacionales y con más pendiente media, lo que provoca unos estuarios menos extensos y valles menos propensos a la agricultura. El efecto de sotavento que provocan los Sistemas Béticos hace que sus aportes sean reducidos.
Los ríos andaluces se enmarcan en cinco cuencas hidrográficas distintas: la cuenca del Guadalquivir, la Cuenca atlántica andaluza, que incluye las subcuencas de Guadalete-Barbate y Tinto-Odiel y la cuenca del Guadiana, que conformarían la vertiente atlántica. En la cuenca mediterránea andaluza quedan los ríos que desembocan en el Mediterráneo. Además en Andalucía se extiende una pequeña parte de la cuenca del río Segura.

### Suelo
La pedogénesis es un proceso sintético en el que intervienen el resto de factores naturales, tanto bióticos como abióticos. Por lo tanto no es de extrañar que atendiendo al tipo de suelo predominante Andalucía se pueda dividir en tres grandes unidades de paisaje.

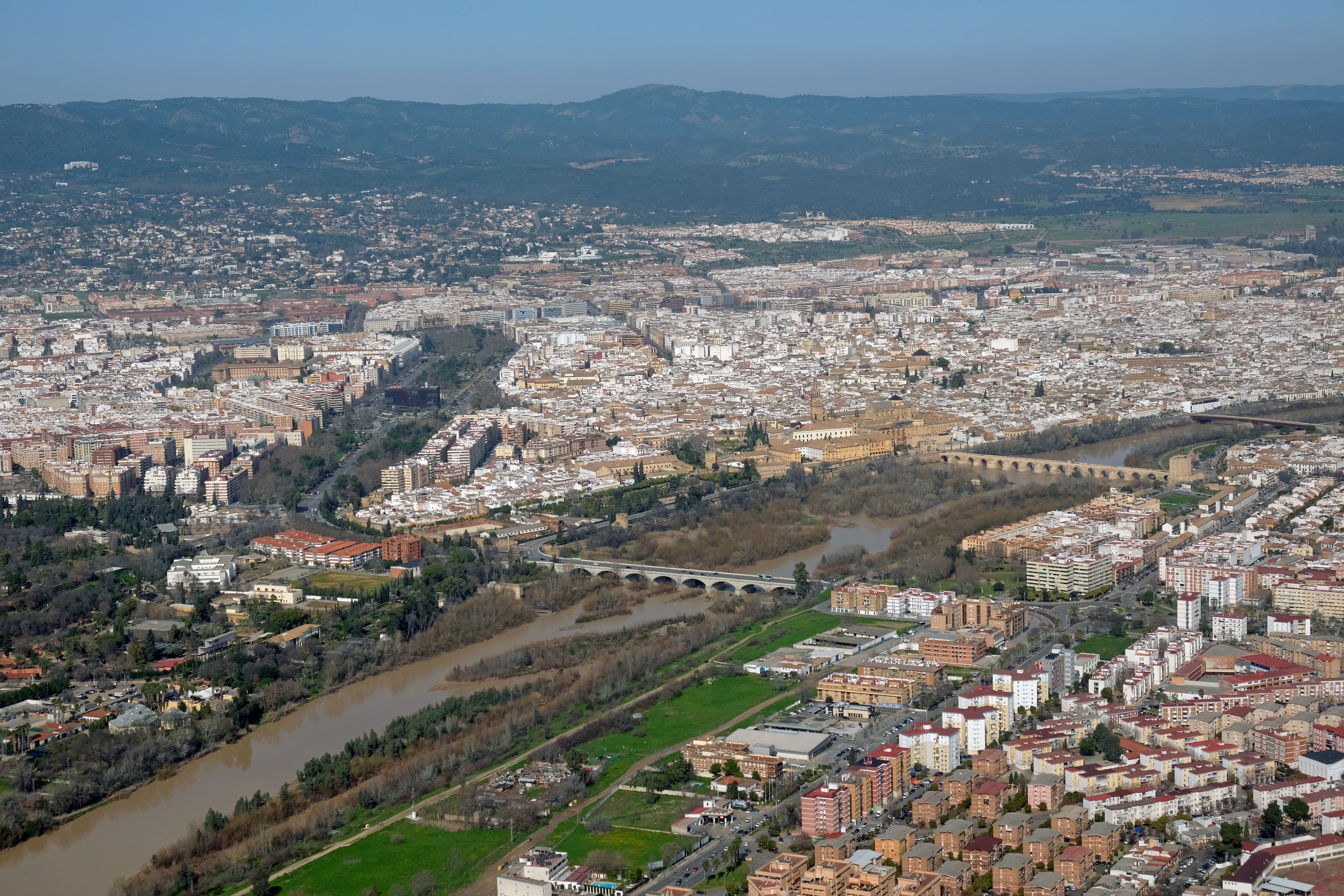
El Guadalquivir en Córdoba

En Sierra Morena, debido a su morfología y a sus suelos ácidos, se desarrollan suelos principalmente poco profundos y pobres con vocación forestal. En los valles y en zonas calizas se llegan a dar suelos más profundos donde existe una pobre agricultura cerealista asociada normalmente a la cabaña ganadera. Algo similar ocurre en los Sistemas Béticos. Su complejidad morfoestructural hace que sea la zona con un suelo y paisaje más heterogéneo de Andalucía. A muy grandes rasgos, cabe señalar -como diferencia con el otro gran espacio montano de Andalucía- la existencia de un predominio de materiales básicos en el Subbético, que unido a la morfología alomada, generan unos suelos más profundos con una mayor capacidad agronómica, principalmente utilizados en el cultivo del olivar. Por último, hay que destacar la Depresión Bética y el Surco Intrabético, como principales espacios para el desarrollo de suelos profundos, ricos y con gran capacidad agronómica. Hay que diferenciar los suelos de aluvión con una textura franca y especialmente aptos para los cultivos intensivos en regadío, donde destacan los del valle del Guadalquivir y la Vega de Granada.
Por su parte, en las zonas onduladas de la campiña, existe una doble dinámica: en las vaguadas —rellenadas de materiales calizos más antiguos— donde se han desarrollado unos suelos arcillosos muy profundos, denominados suelos de bujeo o tierras negras andaluzas donde son típicos los cultivos herbáceos en secano. En las zonas alomadas se ha desarrollado otro suelo muy típico —la albariza— con condiciones muy favorables para el cultivo de la vid.
Los suelos arenosos poco consolidados —principalmente del litoral onubense y almeriense—, a pesar de su marginalidad, en las últimas décadas han tomado una gran relevancia gracias al cultivo forzado bajo plástico de hortalizas y bayas —fresones, frambuesas, arándanos, entre otros—.

### Flora

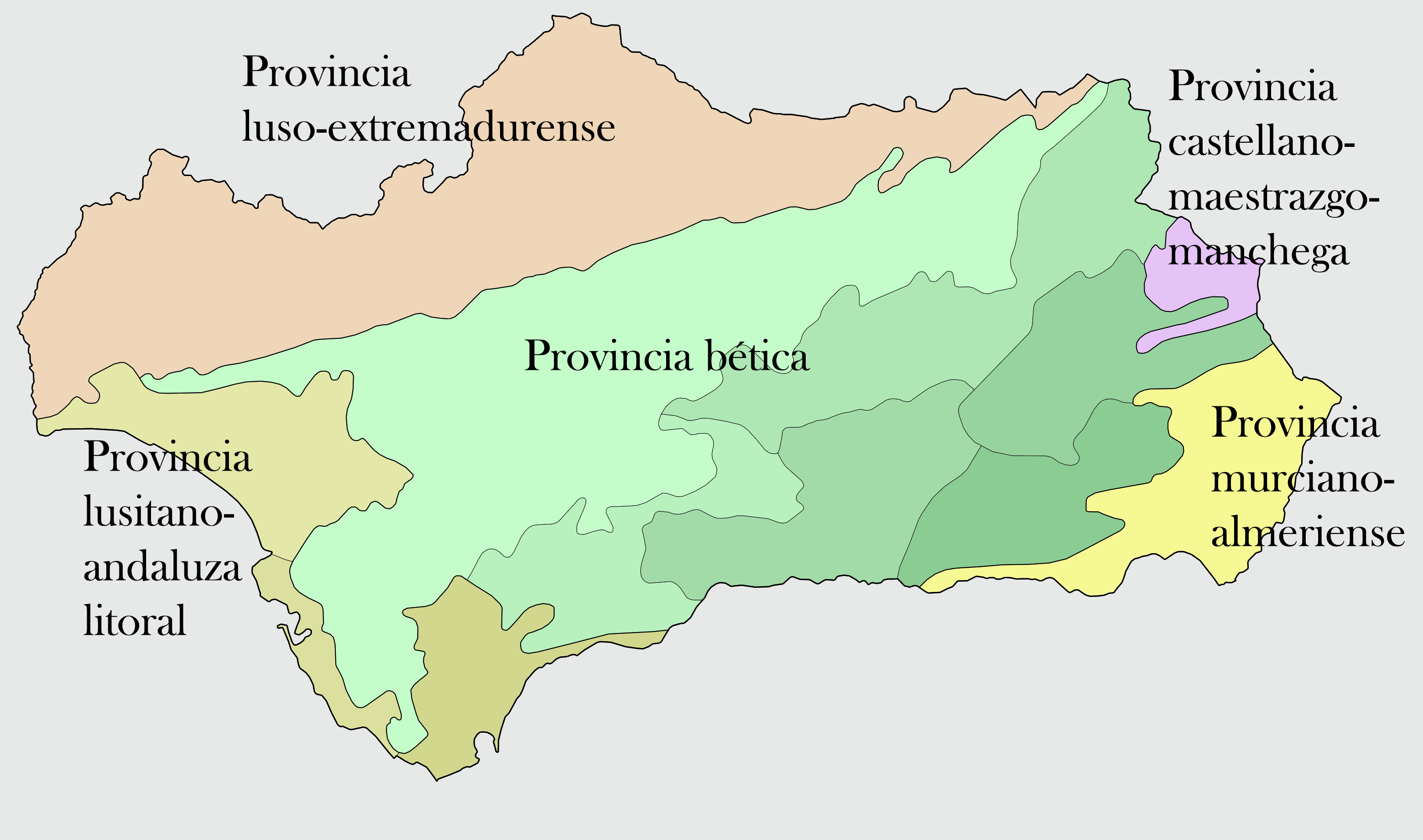
Provincias corológicas o fitogeográficas de Andalucía

Andalucía, biogeográficamente hablando, forma parte del Reino Holártico, concretamente de la Región mediterránea, subregión Mediterránea Occidental y está formada por cinco sectores fitogeográficos: el sector Mariánico-Monchiquense, el sector Gaditano-Aljíbico y Onubense, los sectores Béticos, el sector Almeriense y el sector Manchego. Estos sectores pertenecen a otras tantas provincias o subprovincias corológicas ibéricas.
A rasgos generales, la vegetación típica de Andalucía es el bosque mediterráneo, caracterizado por vegetación de hoja perenne y xerófila, adaptada a lo largo del período estival de sequía. La especie climácica y dominante es la encina, si bien, son abundantes los alcornoques, los pinos, los pinsapos, entre otros y por supuesto el olivo y el almendro como especies cultivadas. El sotobosque dominante está compuesto por especies leñosas de tipo espinoso y aromático: especies como el romero, el tomillo y la jara son muy típicas de Andalucía. En las zonas más húmedas y de suelos ácidos, las especies más abundantes son el roble y el alcornoque, y como especie cultivada destaca el eucalipto. En este contexto se encuentra la mayor biodiversidad micológica de Europa. También son abundantes los bosques en galería de especies frondosas: álamos y olmos, e incluso el chopo como especie cultivada en la vega granadina.

### Fauna

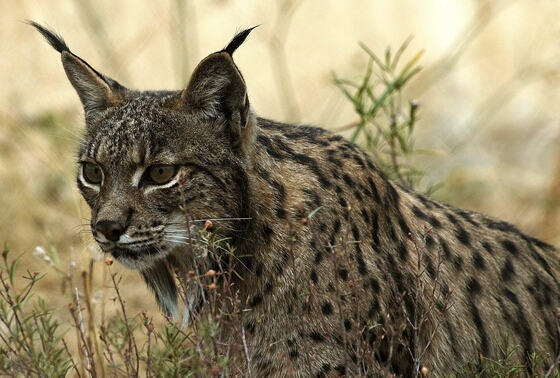
Lince ibérico

La biodiversidad existente en Andalucía se hace extensible a la fauna. De esta forma, más de 400 especies de vertebrados de las 630 existentes en España habitan en esta comunidad autónoma. Su estratégica posición entre la cuenca mediterránea, el océano Atlántico y el estrecho de Gibraltar, hace que Andalucía sea uno de los pasos naturales de miles de aves migratorias que viajan entre Europa y África. Los humedales andaluces, albergan una avifauna muy rica, por la combinación de especies de origen africano, como la focha cornuda, el calamón o el flamenco, con las aves provenientes del norte de Europa, como los ánsares. Entre las rapaces destacan el águila imperial, el buitre leonado y el milano.
En cuanto a los herbívoros, se dan los ciervos, gamos, corzos, muflones y la cabra montés, esta última en retroceso frente al arruí, especie invasora introducida desde África con fines cinegéticos en la década de 1970. Entre los pequeños herbívoros destacan la liebre y el conejo, que constituyen la base de la alimentación de la mayor parte de especies carnívoras del bosque mediterráneo.
Los grandes carnívoros como el lobo ibérico y el lince ibérico están muy amenazados y se limitan a Doñana, Sierra Morena y Despeñaperros. El jabalí, en cambio, se conserva bien por su importancia cinegética. Más abundantes y en distinta situación de conservación, se hallan los carnívoros de menor tamaño, como la nutria, son más abundantes el zorro, el tejón, el turón, la comadreja, el gato montés, la jineta y el meloncillo.
Otras especies reseñables son el lagarto ocelado, la víbora hocicuda y el Aphanius baeticus o salinete andaluz, esta última muy amenazada.

### Especies invasoras

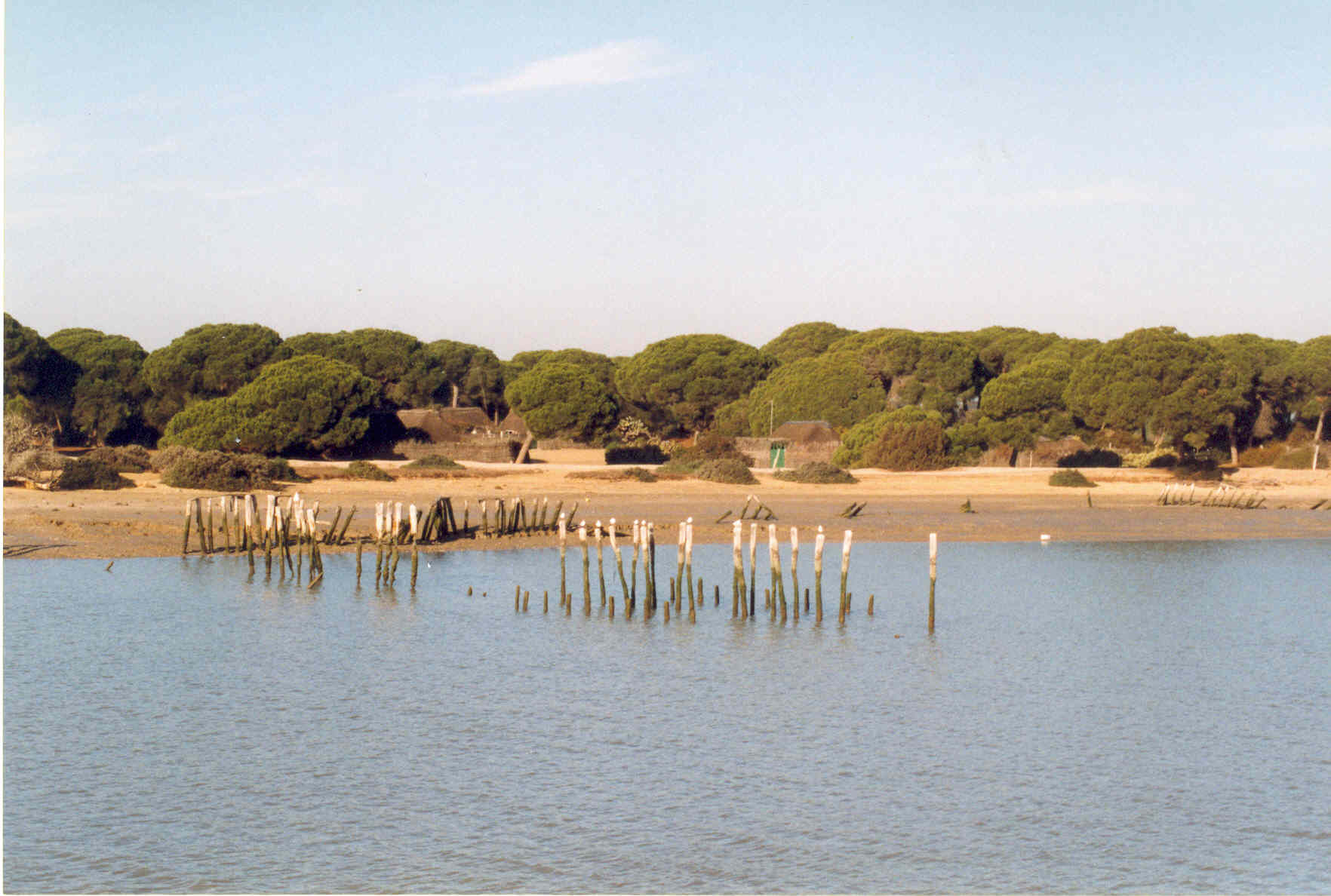
Doñana

Según el Catálogo de Especies incluidas en el Programa Andaluz para el Control de Especies Exóticas Invasoras, en Andalucía existe un gran número de especies tanto animales como vegetales que han sido introducidas en el ecosistema andaluz. Entre ellas, son las especies invasoras las más peligrosas para la conservación de la biodiversidad de los ecosistemas andaluces.
Las especies invasoras que consiguen adaptarse al nuevo medio, se hacen fuertes en él e incluso llegan a diezmar la población de las especies autóctonas. Estas especies exóticas pueden llegar al nuevo medio de diversas maneras: abandono de mascotas en el nuevo ecosistema, destrucción realizada por el hombre de su anterior ecosistema, implantación realizada por el hombre en el nuevo ecosistema para paliar un problema... Los motivos son diversos, pero las soluciones son similares en todos los casos ya que lo que se intenta es ir disminuyendo progresivamente la población de la especie invasora.
En Andalucía, las especies invasoras son tanto animales como vegetales, por ejemplo:
- Uña de gato: se distribuye en las costas de Andalucía occidental (Huelva y Cádiz sobre todo). Fue introducida para uso decorativo y para fijación de dunas y taludes en el litoral. Provoca el desplazamiento de especies de dunas costeras, la disminución de la luz incidente en el suelo y de la germinación de autóctonas y es competencia de las especies nativas en la polinización.
- Eucalyptus: está diseminado por todo el territorio andaluz ya que fue introducido con fines forestales y de fijación de suelos. Sobre todo provoca la reducción de la cubierta vegetal y el desplazamiento de las plantas autóctonas, sobreexplotación de acuíferos.
- Chumbera: extendida por todo la comunidad, sobre todo en el litoral. Se introdujo con uso ornamental y formación de setos. Como uso secundario se le ha dado también el de planta forrajera para ganado y productora de frutos para consumo humano. Es una planta que invade ecosistemas costeros de interés (sistemas dunares, bosques y matorrales costeros) en los que compite con especies de flora autóctona.
- Cangrejo de río americano: se distribuye por todo el territorio andaluz. Fueron los pescadores los que lo introdujeron en sueltas voluntarias para la pesca. Tiene muchos efectos negativos sobre la flora y fauna autóctona a través de la depredación. Llega incluso a competir con especies autóctonas de otros cangrejos por su mayor tamaño, por su tasa reproductora y por su resistencia a plagas. Su principal impacto es ser vector del hongo Aphanomices astaci, que produce afanomicosis y que es mortal para el cangrejo autóctono (Austropotamobius pallipes). Además excavan galerías que aumentan la erosión de las riberas de los ríos.
- Carpa común: está presente en ríos de toda Andalucía. Es muy abundante en los embalses y en los tramos medios y bajos de los ríos con más caudal. Se introdujo voluntariamente por parte de pescadores para la pesca deportiva. La carpa común es causante de graves desequilibrios ecológicos. Se la relaciona con un aumento de la turbidez de la lámina de agua debido a sus movimientos y a sus excrementos. El aumento de turbidez es el responsable de una menor penetración de la luz solar y en consecuencia, de la desaparición de macrófitos sumergidos, afectando de forma indirecta a invertebrados y aves acuáticas.
- Galápago de Florida: fue introducida en España en los años 1980. En Andalucía se encuentra distribuida por diferentes humedales costeros, aunque también se pueden encontrar en lagos y estanques como los de los parques periurbanos. Su introducción fue debida a la suelta voluntaria o involuntaria de animales criados como mascota. Es un depredador voraz de invertebrados, peces y anfibios así como vegetación acuática flotante y sésil. Compite con otras especies de Galápagos a los que desplaza como el caso del galápago europeo. Se ha adaptado muy bien al medio ya que es capaz de vivir en unas condiciones naturales que las otras especies de Galápagos no toleran (mayor contaminación y presencia humana).
- Cotorra de Kramer: llegó a España a mediados de los años 1980 y se ha extendido por parques y jardines de Almería, Granada, Málaga y Sevilla. Como otros pájaros exóticos, su introducción en el ecosistema andaluz se produjo por la suelta involuntaria de animales criados como mascota. Es una gran competencia por nidos con murciélagos y pájaros carpinteros (Picidae). Es competencia en la cadena trófica con el mirlo común, la curruca capirotada y con otros granívoros y frugívoros.
- Micropterus salmoides: comúnmente conocido como black bass.

### Espacios naturales

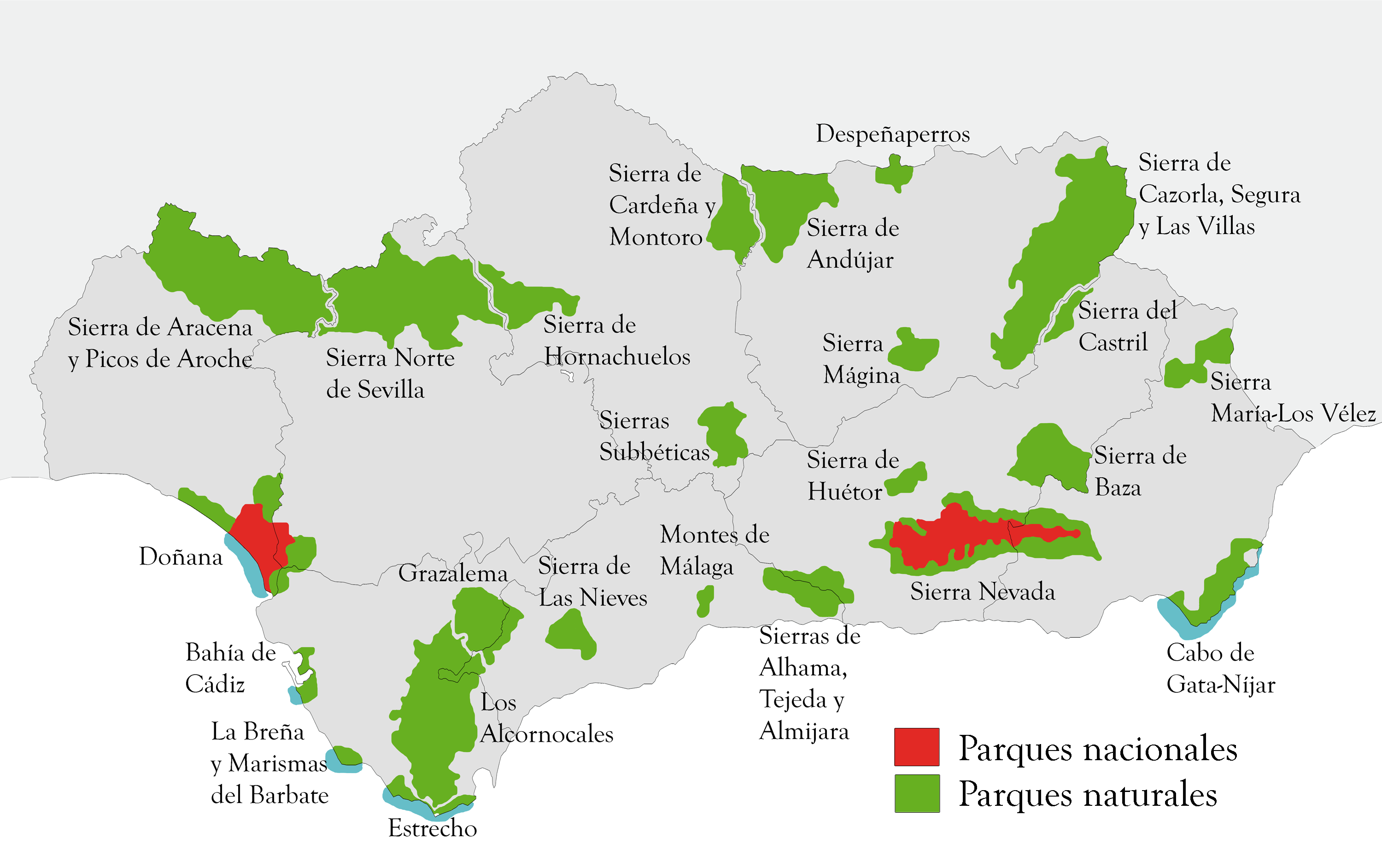
Espacios naturales de Andalucía

Andalucía dispone de un gran número de espacios naturales y ecosistemas de gran singularidad y valor ambiental. Su importancia y la necesidad de hacer compatible la conservación de sus valores y su aprovechamiento económico, han fomentado la protección y ordenación de los paisajes y ecosistemas más representativos del territorio andaluz.
Las distintas figuras de protección se engloban dentro de la Red de Espacios Naturales Protegidos de Andalucía (RENPA) que integra los espacios naturales localizados en el territorio andaluz protegidos por alguna normativa en el ámbito autonómico, nacional, comunitario o convenios internacionales. La RENPA está formada por 150 espacios protegidos divididos en 3 Parques nacionales, 23 Parques naturales, 21 Parques Periurbanos, 32 Parajes Naturales, 2 Paisajes Protegidos, 37 Monumentos Naturales, 28 Reservas Naturales y 4 Reservas Naturales Concertadas, todos ellos recogidos en la Red Natura 2000 de ámbito europeo. En el ámbito internacional hay que resaltar las 9 Reservas de la Biosfera, 20 Sitios Ramsar, 4 Zonas Especialmente Protegidas de Importancia para el Mediterráneo -ZEPIM- y 2 Geoparques.

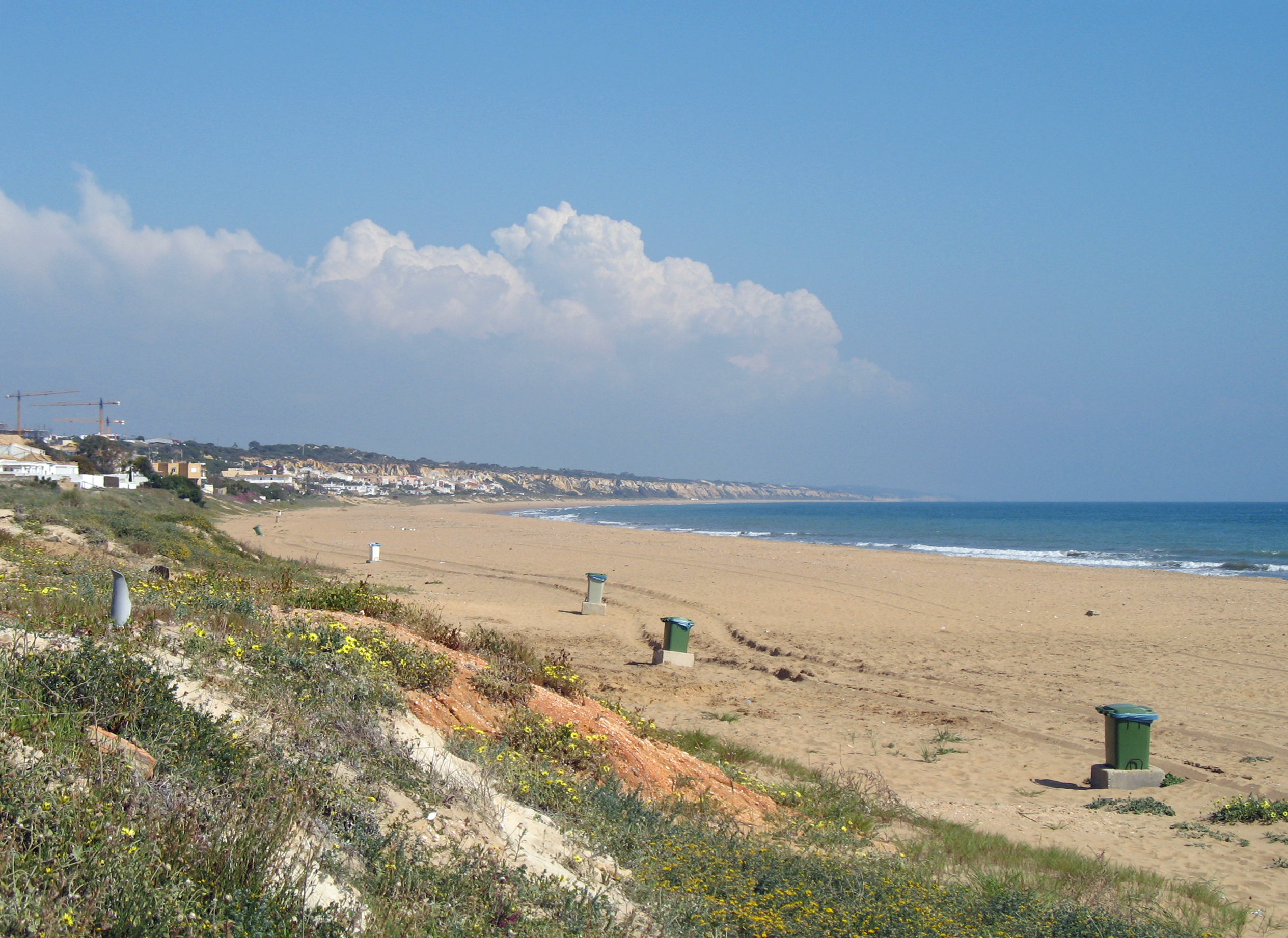
Mazagón y La Verdina en el cinturón del principal espacio natural de Andalucía, Doñana

En total, prácticamente el 20 % del territorio andaluz se encuentra bajo protección de alguna normativa en los distintos ámbitos, lo que supone aproximadamente el 30 % del territorio protegido en España. Entre los muchos espacios destacan el parque natural de la Sierra de Cazorla, Segura y Las Villas, el mayor parque natural de España y el segundo de Europa, el parque nacional de Sierra Nevada, Doñana y las áreas subdesérticas del Desierto de Tabernas y del parque natural del Cabo de Gata-Níjar.

## Historia

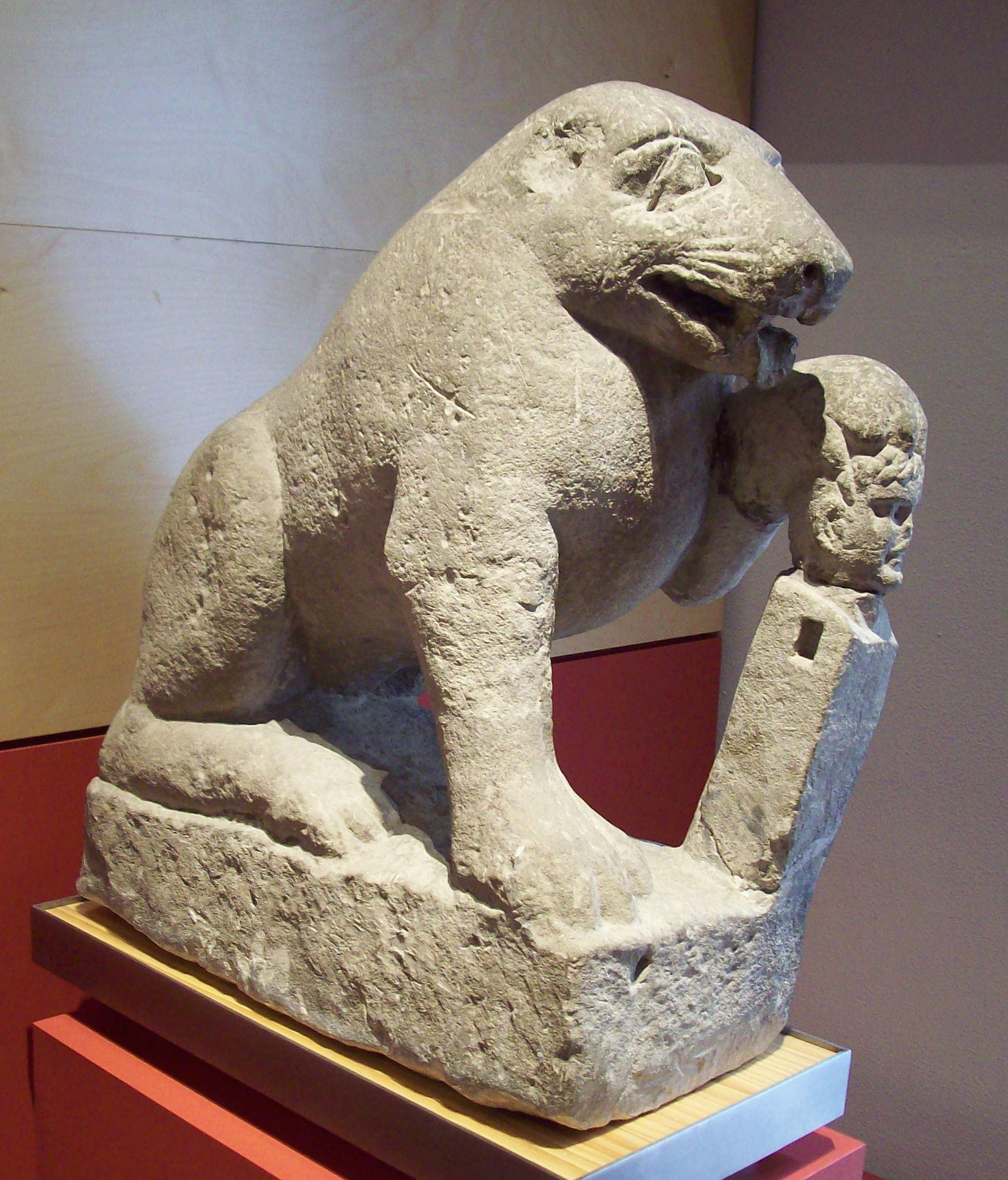
Figura íbera del Oso de Porcuna, en el Museo Arqueológico Nacional

La idea de unificar las provincias del sur de España bajo una misma región administrativa nace en la segunda mitad del siglo XIX, ganando el movimiento andalucista más relevancia durante el reinado de Alfonso XIII y la segunda República Española, y teniendo a Blas Infante como el máximo exponente de dicho movimiento. Durante la etapa de la segunda República se llevó a cabo un intento de constituir Andalucía como una región autónoma. Para ello, se llevó a cabo la Asamblea de Córdoba de 1933 en la que delegaciones de las ocho provincias involucradas (Huelva, Sevilla, Cádiz, Córdoba, Jaén, Málaga, Granada y Almería) se reunieron para debatir la elaboración de un estatuto de autonomía. La asamblea finalizó con la retirada de las delegaciones de Huelva, Jaén, Granada y Almería, y la abstención de la delegación de Málaga. El fracaso de la asamblea de Córdoba, unido al estallido de la guerra civil española y la posterior victoria del bando nacional, llevó a que la idea de constituir Andalucía como una región autónoma quedase temporalmente apartada. No sería hasta el año 1981 cuando tras el referéndum sobre la iniciativa del proceso autonómico de Andalucía de 1980, Andalucía obtendría la autonomía. No obstante, también es relevante exponer brevemente la historia anterior del territorio actualmente integrado en dicha nacionalidad histórica.
La posición geoestratégica de Andalucía en el extremo meridional de Europa, entre esta y África, entre el Atlántico y el Mediterráneo, así como sus riquezas minerales y agrícolas y su gran extensión superficial de 87 597 km² (mayor que muchos de los países europeos), forman una conjunción de factores que hicieron de Andalucía un foco de atracción de otras civilizaciones ya desde el inicio de la Edad de los Metales.
De hecho, su situación geográfica como nexo entre África y Europa, hace que algunas teorías apunten a que los primeros homínidos europeos, previo paso del Estrecho de Gibraltar, se ubicaron en el territorio andaluz. Las primeras culturas desarrolladas en Andalucía (Los Millares, El Argar y Tartessos), tuvieron un claro matiz orientalizante, debido a que pueblos del Mediterráneo oriental se asentaron en las costas andaluzas en busca de minerales y dejaron su influjo civilizador. El proceso de paso de la prehistoria a la historia, conocido como protohistoria, estuvo ligado a la influencia de estos pueblos, principalmente griegos y fenicios, amplio momento histórico en el que se fundó Cádiz, la ciudad más antigua de Europa occidental, seguida en antigüedad por otra ciudad andaluza: Málaga.

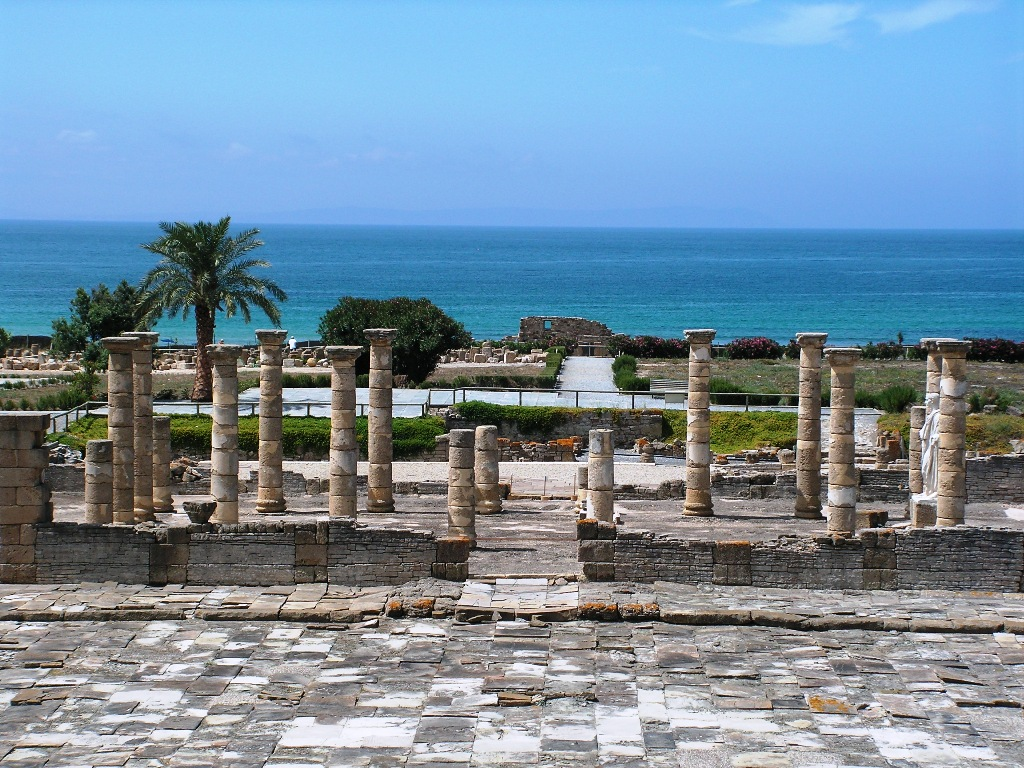
Ruinas del Foro de Baelo Claudia

Andalucía quedó incorporada plenamente al Imperio romano con su conquista y romanización, creándose la provincia de la Bética, subdivisión de una primitiva provincia que data de conquista romana llamada Hispania Ulterior. Dada su condición de provincia senatorial debido a su altísimo grado de romanización, fue la única provincia de Hispania en ostentar esta condición, tuvo gran importancia económica y política en el Imperio, al que aportó numerosos magistrados y senadores, además de las figuras sobresalientes de los emperadores Trajano y Adriano.
Las invasiones germánicas de vándalos y posteriormente de visigodos no hicieron desaparecer el papel cultural y político de la Bética y durante los siglos V y VI los terratenientes béticorromanos mantuvieron prácticamente una independencia con respecto a Toledo. En este período destacaron figuras como san Isidoro de Sevilla o san Hermenegildo.
En el 711 tras la Batalla de Guadalete se produce la conquista musulmana de la península ibérica. El territorio andaluz fue el principal centro político de los distintos estados musulmanes de al-Ándalus, siendo Córdoba la capital y uno de los principales centros culturales y económicos del mundo por aquel entonces. Este período de florecimiento culminó con el Califato Omeya de Córdoba, donde destacaron figuras como Abderramán III o Alhakén II. Ya en el siglo XI se produjo un período de grave crisis que fue aprovechado por los reinos cristianos del norte peninsular para avanzar en sus conquistas y por los distintos imperios norteafricanos que se fueron sucediendo —almorávides y almohades— que ejercieron su influencia en al-Ándalus y también establecieron sus centros de poder en la península en Granada y Sevilla, respectivamente. Entre estos periodos de centralización de poder, su produjo la fragmentación política del territorio peninsular, que quedó dividido en primeros, segundos y terceros reinos de taifas. Entre estos últimos, el Reino nazarí de Granada tuvo un papel histórico y emblemático fundamental.
La Corona de Castilla fue conquistando paulatinamente los territorios del sur peninsular. Fernando III personalizó la conquista de todo el valle del Guadalquivir en el siglo XIII. El territorio andaluz quedó dividido en una parte cristiana y otra musulmana hasta que en 1492 la conquista de la península ibérica finalizó con la toma de Granada y la desaparición del reino homónimo.

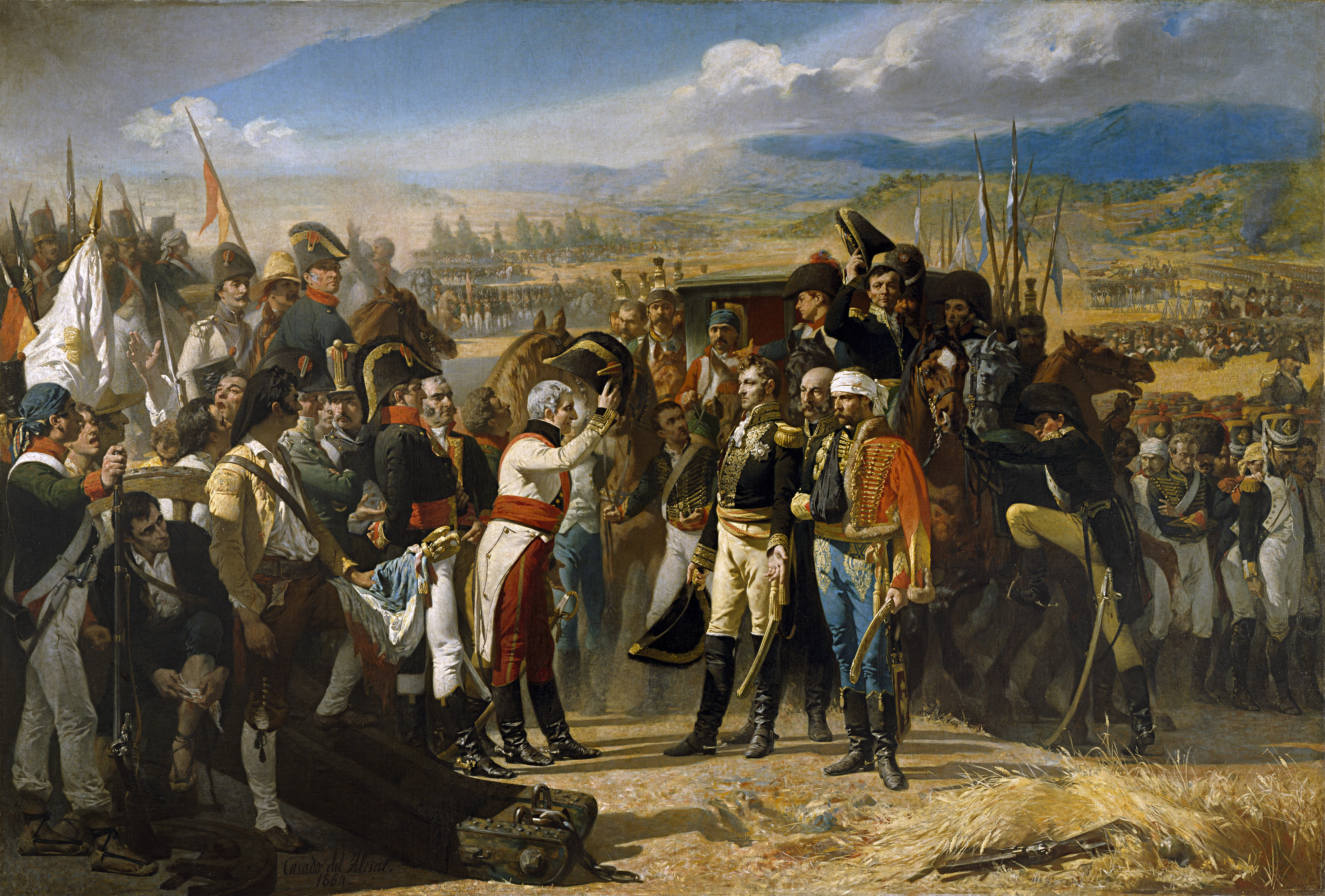
La Rendición de Bailén, de Casado del Alisal

Fue en el siglo XVI cuando Andalucía explotó más su posición geográfica, ya que centralizó el comercio con el Nuevo Mundo, a través de la Casa de Contratación de Indias con sede primero en Sevilla, que llegó a ser la ciudad más poblada del Imperio español y dos siglos más tarde en Cádiz hasta su desaparición en ese mismo siglo. Tras la llegada de Cristóbal Colón a América, Andalucía tuvo un papel fundamental en su descubrimiento y colonización. Sin embargo no existió un verdadero desarrollo económico de Andalucía debido a las numerosas empresas de la Corona en Europa. El desgaste social y económico se generalizó en el siglo XVII y culminó con la conjuración de la nobleza andaluza contra el gobierno del conde-duque de Olivares en 1641.
A mediados del siglo XVI algunos habitantes de Andalucía y Extremadura emigraron hacia Nueva España, influidos por Carlos I y, más tarde, por su hijo Felipe II, estableciéndose en los territorios de los actuales estados de Veracruz, Hidalgo y Estado de México, y en la región de El Bajío, contribuyendo así a la naciente cultura española en Nueva España (México).
Las reformas borbónicas del siglo XVIII no remediaron que España en general y Andalucía en particular fueran perdiendo peso político y económico en el contexto europeo y mundial. Asimismo, la pérdida de las colonias españolas de Ultramar irá sacando a Andalucía de los circuitos económicos mercantiles.

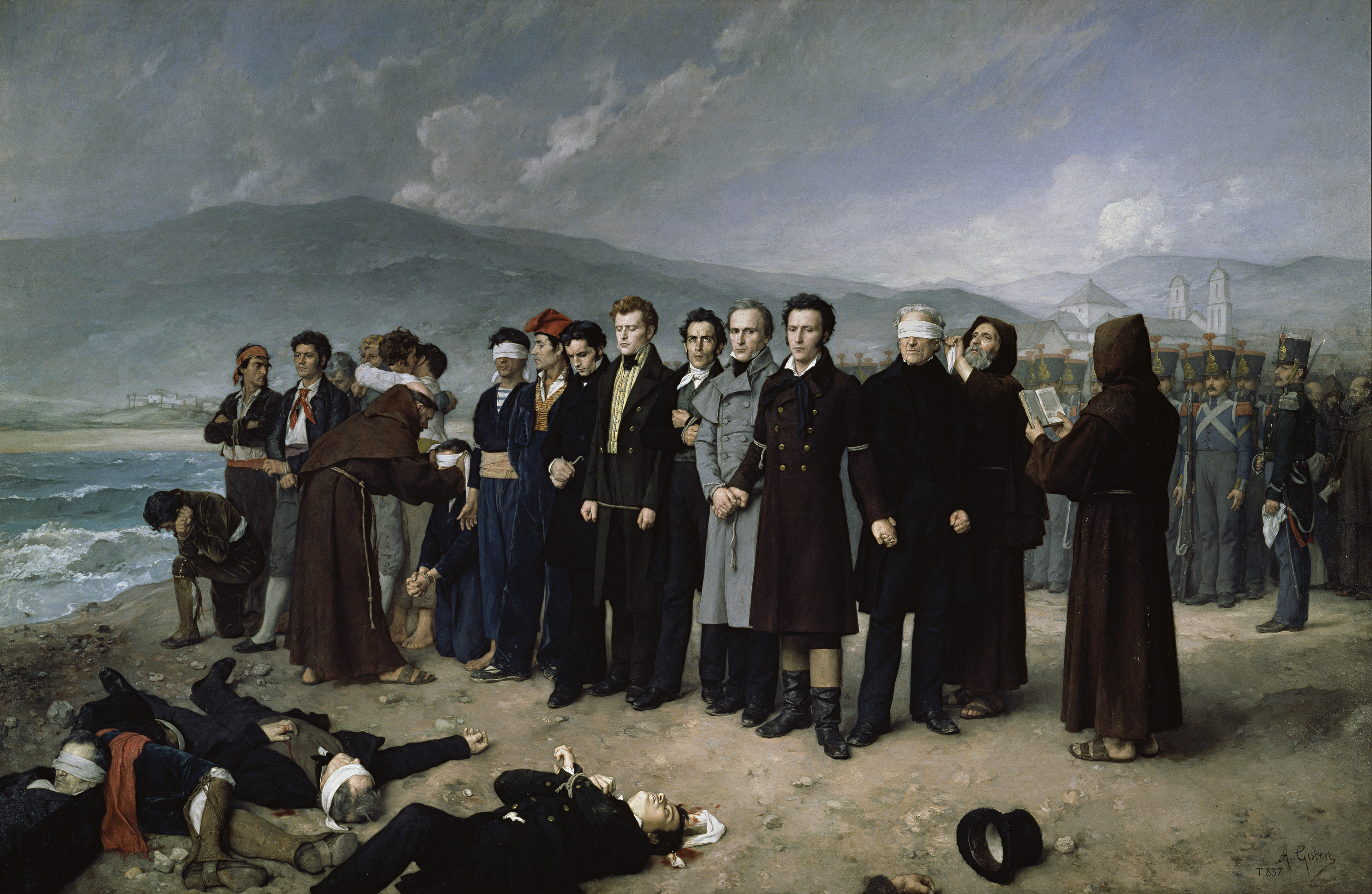
Fusilamiento de Torrijos en la playa de San Andrés de Málaga en 1831. Cuadro de Antonio Gisbert Pérez de 1888 (Museo del Prado)

Esta situación mejoró durante el siglo siguiente, ya que la industria andaluza adquirió un importante peso en la economía española durante el siglo XIX. En 1856, Andalucía era la segunda región española en cuanto a grado de industrialización. Un siglo más tarde estaba ya prácticamente a la cola, con un índice de industrialización inferior al 50 por 100 del nivel medio español. Mientras que, entre 1856 y 1900, Andalucía tenía un índice de industrialización superior a la media nacional en las ramas de alimentación, metalurgia, química y cerámica, a partir de 1915 esta supremacía se redujo a las ramas de alimentación y química.
Tras ese siglo expansivo, durante la gran parte del siglo XX y comienzos del XXI, Andalucía, y a pesar de que se constituye en comunidad autónoma en 1981, no consigue igualar sus índices de desarrollo al resto del España, siendo la región con mayor paro de toda la UE y menor renta per cápita del país.

## Gobierno y política
Andalucía accedió a la autonomía mediante la denominada vía o procedimiento agravado, recogida en el artículo 151 de la Constitución española de 1978. El proceso requería que la iniciativa fuese aprobada por una mayoría absoluta de los electores en la propuesta comunidad y en cada provincia y no por mayoría de votos emitidos. Aunque la iniciativa obtuvo un apoyo mayoritario en toda Andalucía, se faltó de mayoría requerida en la provincia de Almería (ver Referéndum sobre la iniciativa del proceso autonómico de Andalucía), donde aunque se alcanzó mayoría de los votos, la abstención no permitió alcanzar la mayoría de electores. La situación presentó un problema porque el mismo artículo 151 manda un periodo de espera de 5 años en caso de fracaso, que finalmente no se consideró y se tuvo en cuenta la mayoría real obtenida. Siguiendo este procedimiento, la comunidad autónoma de Andalucía se constituyó el 28 de febrero de 1980 tras la celebración de un referéndum, declarando en el artículo primero de su Estatuto de autonomía (1981) que tal autonomía está justificada en la «identidad histórica, en el autogobierno que la Constitución permite a toda nacionalidad, en plena igualdad al resto de nacionalidades y regiones que compongan España, y con un poder que emana de la Constitución y el pueblo andaluz, reflejado en su Estatuto de Autonomía».
En octubre de 2006 la Comisión Constitucional de las Cortes Generales aprobó con los votos favorables de PSOE, IU y PP un nuevo Estatuto de autonomía, cuyo preámbulo menta, primeramente, que en el Manifiesto andalucista de 1919 se describió a Andalucía como una realidad nacional, para continuar exponiendo, su estatus actual como nacionalidad dentro de la indisoluble unidad de la Nación española. Posteriormente en su articulado se autodefine, más concretamente, como nacionalidad histórica, a diferencia del anterior estatuto (de 1981) en donde se definía, simplemente, como nacionalidad.
El 2 de noviembre de 2006, el Congreso de los Diputados ratificó el texto de la Comisión Constitucional con 306 votos a favor, ninguno en contra y dos abstenciones, siendo la primera vez que una Ley Orgánica de un Estatuto de autonomía se aprueba sin ningún voto en contra. Fue aprobado por el Senado, en sesión plenaria celebrada el día 20 de diciembre de 2006, y ratificado en un referéndum por el Pueblo Andaluz el 18 de febrero del 2007.
El Estatuto de Andalucía reglamenta las distintas instituciones encargadas del gobierno y la administración dentro de la Comunidad. La Junta de Andalucía es la institución principal en la que se organiza el gobierno. Por otra parte, existen otras instituciones de autogobierno: el Defensor del Pueblo Andaluz, el Consejo Consultivo, la Cámara de Cuentas, el Consejo Audiovisual de Andalucía y el Consejo Económico y Social.

### Junta de Andalucía

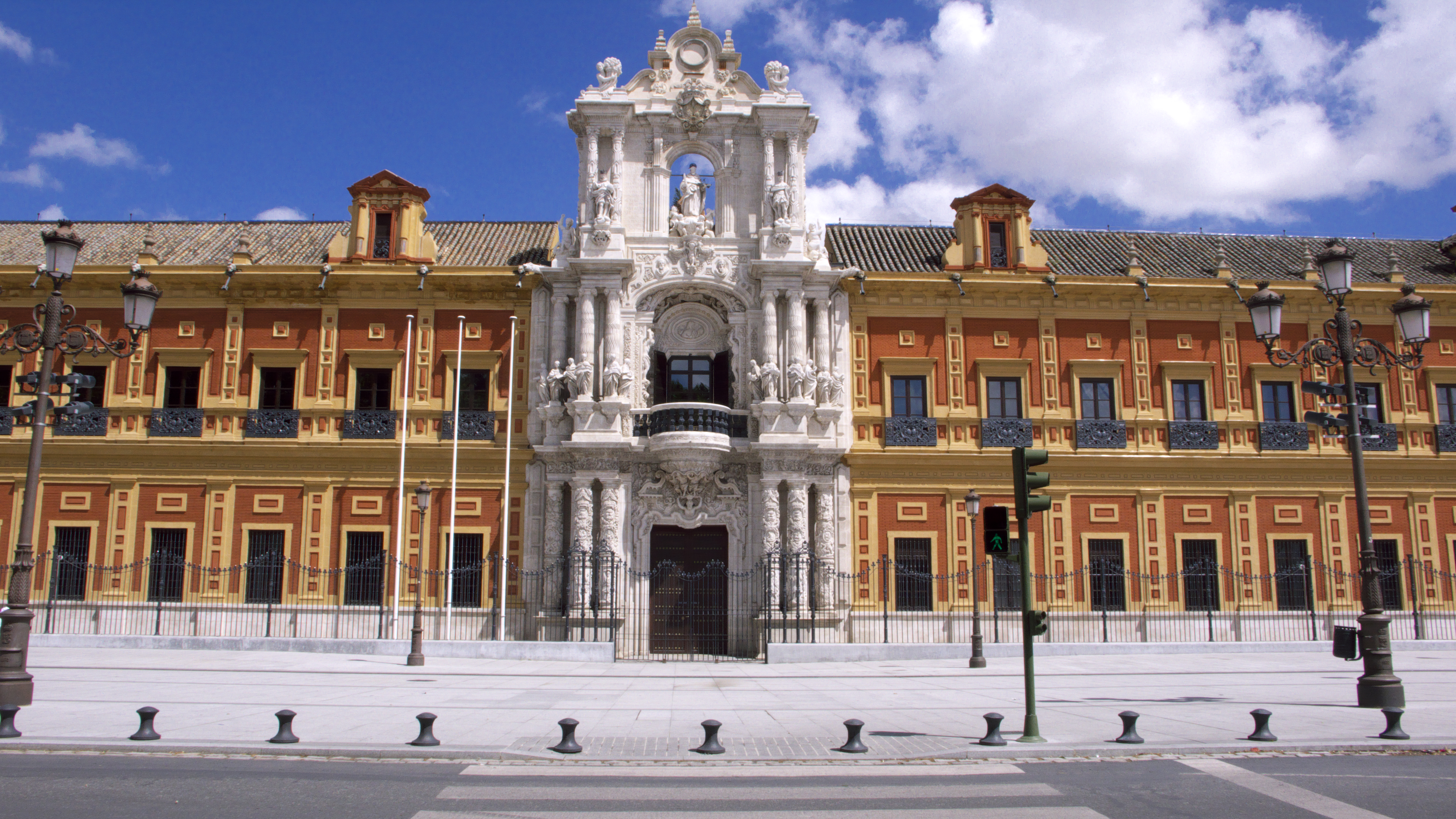
Palacio de San Telmo en Sevilla, sede de la presidencia de la Junta

La Junta de Andalucía es la institución en que se organiza el autogobierno de la comunidad autónoma de Andalucía. Está integrada por: el presidente de la Junta de Andalucía que es el supremo representante de la comunidad autónoma y el representante ordinario del Estado en la misma. Su elección tiene lugar por el voto favorable de la mayoría absoluta del Pleno del Parlamento de Andalucía y su nombramiento corresponde al rey. El presidente de la Junta es Juan Manuel Moreno Bonilla.
El Consejo de Gobierno que es el órgano político y administrativo superior de la Comunidad, al que corresponde el ejercicio de la potestad reglamentaria y el desempeño de la función ejecutiva. Está compuesto por el presidente de la Junta de Andalucía, que lo preside, y por los consejeros nombrados por él para hacerse cargo de los diversos Departamentos (Consejerías). Esta estructura se establece mediante el Decreto del Presidente 6/2019, de 11 de febrero, por el que se modifica el Decreto del Presidente 2/2019, de 21 de enero, de la Vicepresidencia y sobre reestructuración de Consejerías. Durante la XI legislatura (iniciada en 2019) el Gobierno de Andalucía era una suma de la coalición del Partido Popular y Ciudadanos con el apoyo externo de Vox, con un total de 11 Consejerías, 6 pertenecientes al Partido Popular y 5 a Ciudadanos.
En la XII Legislatura iniciada en julio de 2022 tras la mayoría absoluta del Partido Popular, el Gobierno andaluz se compondrá de la siguiente forma:
- Presidente: Juan Manuel Moreno Bonilla.
- Consejería de la Presidencia, Interior, Diálogo Social y Simplificación Administrativa: Antonio Sanz
- Consejería de Inclusión Social, Juventud, Familias e Igualdad: Loles López Gabarro
- Consejería de Fomento, Articulación del Territorio y Vivienda: Rocío Díaz Jiménez
- Consejería de Desarrollo Educativo y Formación Profesional: Patricia del Pozo Fernández
- Consejería de Economía, Hacienda y Fondos Europeos: Carolina España Reina
- Consejería de Sostenibilidad, Medio Ambiente y Economía Azul: Ramón Fernández-Pacheco
- Consejería de Agricultura, Pesca, Agua y Desarrollo Rural: Carmen Crespo
- Consejería de Justicia, Administración Local y Función Pública: José Antonio Nieto
- Consejería de Empleo, Empresas y Trabajadores Autónomos: Rocío Blanco Eguren
- Consejería de Industria, Energía y Minas: Jorge Paradela Gutiérrez
- Consejería de Turismo, Cultura y Deporte: Arturo Bernal Bergua
- Consejería de Salud y Consumo: Catalina García Carrasco
- Consejería de Universidad, Investigación e Innovación: José Carlos Gómez Villamandos

El Parlamento de Andalucía es la asamblea legislativa autonómica, a la que corresponde la elaboración y aprobación de las Leyes y la elección y cese del presidente de la Junta de Andalucía.
Las elecciones al Parlamento de Andalucía son la fórmula democrática mediante la cual los ciudadanos de Andalucía eligen a sus 109 representantes políticos en la cámara autonómica. Tras la aprobación del Estatuto de Autonomía de Andalucía mediante la Ley Orgánica 6/1981 del 30 de diciembre de 1981, las primeras elecciones a su Parlamento autónomo se convocaron para el 23 de mayo de 1982. Posteriormente se han celebrado elecciones en 1986, 1990, 1994, 1996, 2000, 2004, 2008, 2012, 2015, 2018 y 2022.
|      |      | PSOE    | PSOE    | PSOE | PP      | PP      | PP  | IULV-CA | IULV-CA | IULV-CA | PA      | PA      | PA  | UCD     | UCD     | UCD | Podemos | Podemos | Podemos | Ciudadanos | Ciudadanos | Ciudadanos | Adelante Andalucía | Adelante Andalucía | Adelante Andalucía | Vox     | Vox     | Vox | Por Andalucía | Por Andalucía | Por Andalucía | Total Escaños | Lista más votada | Gobernó         |
|      |      | Votos   | Escaños | Var  | Votos   | Escaños | Var | Votos   | Escaños | Var     | Votos   | Escaños | Var | Votos   | Escaños | Var | Votos   | Escaños | Var     | Votos      | Escaños    | Var        | Votos              | Escaños            | Var                | Votos   | Escaños | Var | Votos         | Escaños       | Var           | Total Escaños | Lista más votada | Gobernó         |
| I    | 1982 | 52,56 % | 66      |      | 20,48 % | 17      |     | 8,53 %  | 8       |         | 5,38 %  | 3       |     | 13,05 % | 15      |     |         |         |         |            |            |            |                    |                    |                    |         |         |     |               |               |               | 109           | PSOE             | PSOE            |
| II   | 1986 | 47,22 % | 60      | -6   | 22,26 % | 28      | +11 | 17,88 % | 19      | +11     | 5,88 %  | 2       | -1  |         |         |     |         |         |         |            |            |            |                    |                    |                    |         |         |     |               |               |               | 109           | PSOE             | PSOE            |
| III  | 1990 | 50,12 % | 62      | +2   | 22,40 % | 26      | -2  | 12,80 % | 11      | -8      | 10,86 % | 10      | +8  |         |         |     |         |         |         |            |            |            |                    |                    |                    |         |         |     |               |               |               | 109           | PSOE             | PSOE            |
| IV   | 1994 | 38,71 % | 45      | -17  | 34,36 % | 41      | +15 | 19,14 % | 20      | +9      | 5,79 %  | 3       | -7  |         |         |     |         |         |         |            |            |            |                    |                    |                    |         |         |     |               |               |               | 109           | PSOE             | PSOE            |
| V    | 1996 | 44,05 % | 52      | +7   | 33,96 % | 40      | -1  | 13,97 % | 13      | -7      | 6,66 %  | 4       | +1  |         |         |     |         |         |         |            |            |            |                    |                    |                    |         |         |     |               |               |               | 109           | PSOE             | PSOE + PA       |
| VI   | 2000 | 44,32 % | 52      | =    | 38,02 % | 46      | +6  | 8,11 %  | 6       | -7      | 7,43 %  | 5       | +1  |         |         |     |         |         |         |            |            |            |                    |                    |                    |         |         |     |               |               |               | 109           | PSOE             | PSOE + PA       |
| VII  | 2004 | 50,36 % | 61      | +9   | 31,78 % | 37      | -9  | 7,51 %  | 6       | =       | 6,16 %  | 5       | =   |         |         |     |         |         |         |            |            |            |                    |                    |                    |         |         |     |               |               |               | 109           | PSOE             | PSOE            |
| VIII | 2008 | 42,41 % | 56      | -5   | 38,45 % | 47      | +10 | 7,06 %  | 6       | =       |         |         | -5  |         |         |     |         |         |         |            |            |            |                    |                    |                    |         |         |     |               |               |               | 109           | PSOE             | PSOE            |
| IX   | 2012 | 39,56 % | 47      | -9   | 40,67 % | 50      | +3  | 11,35 % | 12      | +6      |         |         |     |         |         |     |         |         |         |            |            |            |                    |                    |                    |         |         |     |               |               |               | 109           | PP               | PSOE + IU       |
| X    | 2015 | 35,43 % | 47      | =    | 26,76 % | 33      | -17 | 6,89 %  | 5       | -7      |         |         |     |         |         |     | 14,84 % | 15      | +15     | 9,28 %     | 9          | +9         |                    |                    |                    |         |         |     |               |               |               | 109           | PSOE             | PSOE            |
| XI   | 2018 | 27,95 % | 33      | -14  | 20,75 % | 26      | -7  |         |         |         |         |         |     |         |         |     |         |         |         | 18,27 %    | 21         | +12        | 16,18 %            | 17                 | -3                 | 10,97 % | 12      | +12 |               |               |               | 109           | PSOE             | PP + Ciudadanos |
| XII  | 2022 | 24,09 % | 30      | -3   | 43,13 % | 58      | +32 |         |         |         |         |         |     |         |         |     |         |         |         |            |            | -21        | 4,58 %             | 2                  | -15                | 13,46 % | 14      | +2  | 7,68 %        | 5             | +5            | 109           | PP               | PP              |

### Poder judicial

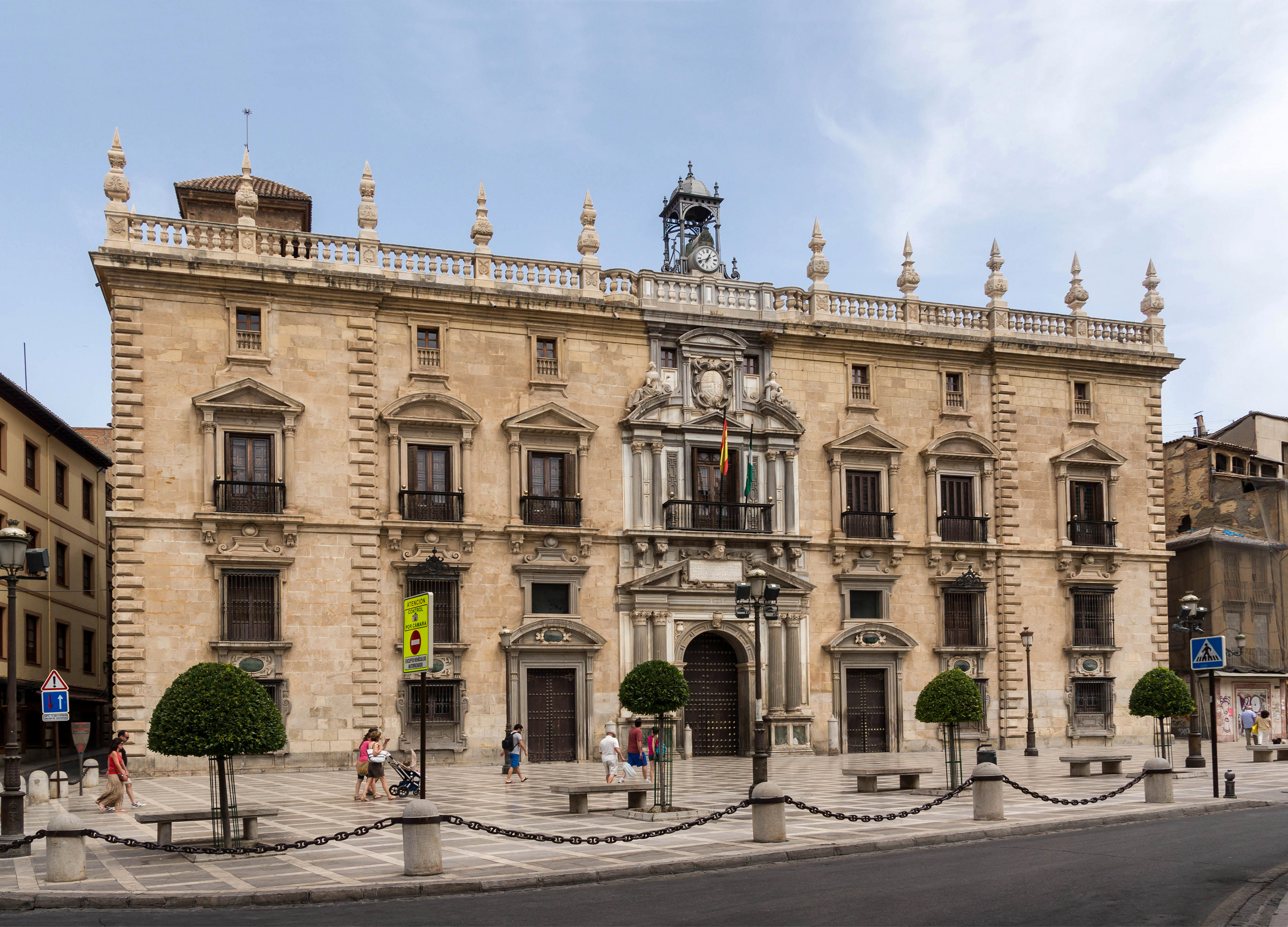
Real Chancillería de Granada, sede del poder judicial

El órgano jurisdiccional superior de la comunidad autónoma es el Tribunal Superior de Justicia de Andalucía, con sede en Granada, ante el que se agotan las sucesivas instancias procesales sin perjuicio de la jurisdicción que corresponde al Tribunal Supremo. No obstante, el Tribunal Superior de Justicia de Andalucía no es un órgano de la comunidad autónoma sino que forma parte del Poder Judicial, que es único en todo el Reino y que no puede ser transferido a las comunidades autónomas. El territorio andaluz está dividido en 88 partidos judiciales.

### Organización territorial
Provincias
Andalucía se divide en ocho provincias, creadas por Javier de Burgos mediante Real Decreto del 30 de noviembre de 1833, que son las siguientes:
| Provincia | Población (2024) | Superficie (km²) | Municipios | Partidos judiciales |
| --------- | ---------------- | ---------------- | ---------- | ------------------- |
| Almería   | 763 030          | 8774             | 103        | 8                   |
| Cádiz     | 1 254 291        | 7436             | 45         | 14                  |
| Córdoba   | 772 152          | 13 550           | 77         | 12                  |
| Granada   | 937 135          | 12 531           | 174        | 9                   |
| Huelva    | 533 448          | 10 148           | 80         | 6                   |
| Jaén      | 618 678          | 13 489           | 97         | 10                  |
| Málaga    | 1 773 136        | 7308             | 103        | 11                  |
| Sevilla   | 1 967 746        | 14 042           | 106        | 15                  |

Municipios

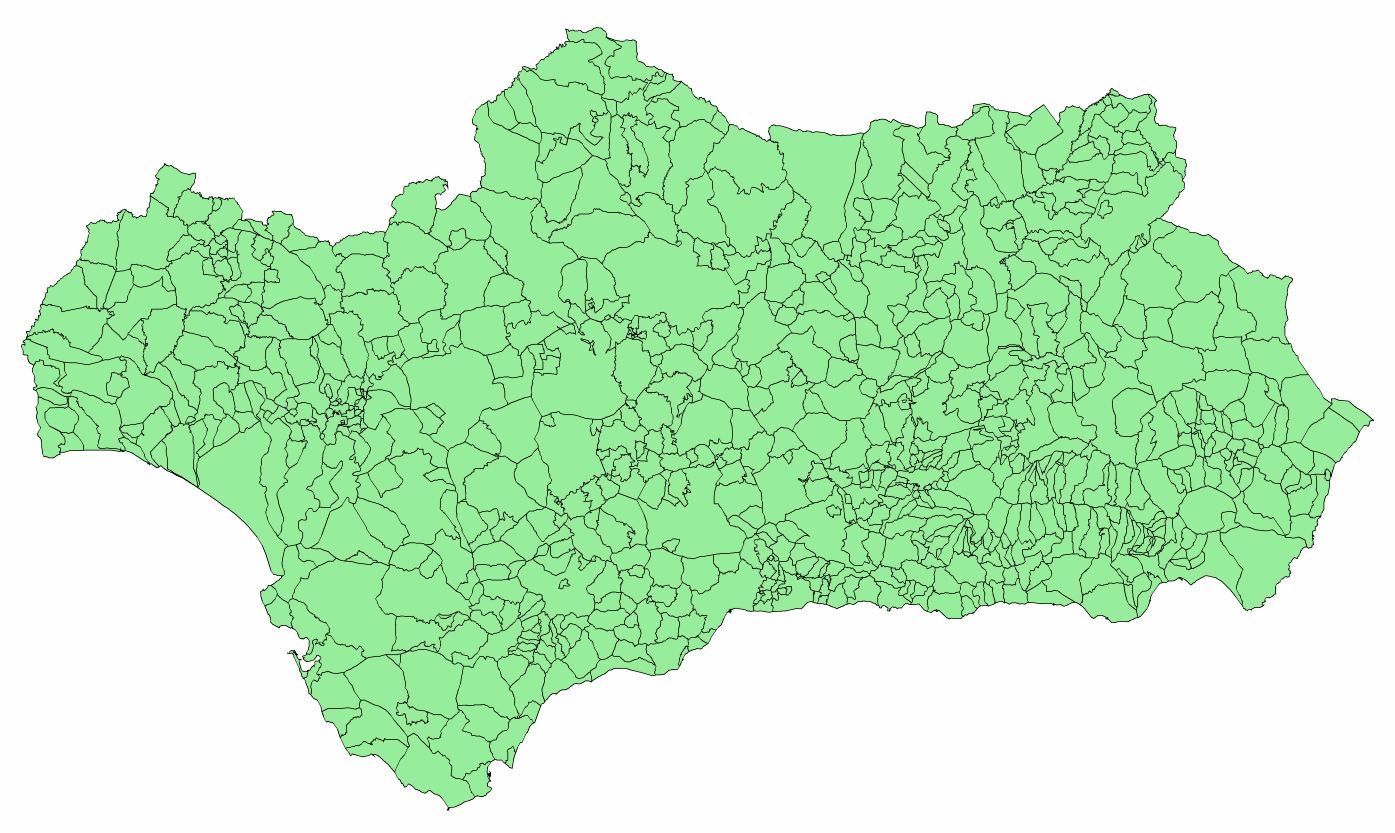
Municipios de Andalucía

En Andalucía existen 785 municipios divididos entre las ocho provincias. Las entidades municipales en Andalucía están reguladas por el Estatuto de Autonomía de Andalucía en su Título III, en los artículos que van del 91 al 95, donde se establece que el municipio es la entidad territorial básica de Andalucía, dentro de la que goza de personalidad jurídica propia y de plena autonomía en el ámbito de sus intereses. Su representación, gobierno y administración corresponden a los respectivos Ayuntamientos, los cuales tienen competencias propias sobre materias como urbanismo, servicios sociales comunitarios, abastecimiento y tratamiento de aguas, recogida y tratamiento de residuos y la promoción del turismo, la cultura y el deporte entre otras materias establecidas por ley.
Entidades locales
Los núcleos separados de población dentro de un término municipal acceden a la administración de sus propios intereses, constituyéndose en entidades locales autónomas bajo la denominación de pedanías, villas, aldeas, o cualquier otra de reconocida implantación en el lugar, de conformidad con el principio de máxima proximidad de la gestión administrativa a los ciudadanos.
Comarcas

Mapa comarcal

Las comarcas andaluzas no han estado nunca reguladas oficialmente como en otras comunidades autónomas, pero son reconocidas por motivos geográficos, culturales, históricos o administrativos. De esto se ha hecho eco el nuevo Estatuto de Autonomía en el que las comarcas vienen mencionadas en el artículo 97 del Título III, donde se define el significado de comarca y se sientan las bases para una futura legislación sobre estas.
La figura actual que se acerca más a la definición de comarca que da el estatuto es la de mancomunidad, así que estas posiblemente puedan convertirse en el germen de las futuras comarcas andaluzas. Por otra parte, también está ganando cierta dimensión el desarrollo de los grupos LEADER y PRODER, nacidos con la finalidad de solicitar ayudas europeas para el desarrollo rural. En la actualidad prácticamente la totalidad de los municipios andaluces forman parte de alguno de estos grupos, exceptuando las capitales provinciales y sus áreas metropolitanas. Estos grupos están formados por municipios libremente unidos por sus intereses económicos y están dotados de unos fondos en muchos casos utilizados para la difusión exterior de su identidad.
Mancomunidades
Las mancomunidades andaluzas son un instrumento para el desarrollo socioeconómico de la comarca o comarcas sobre las que actúan en coordinación con los ayuntamientos de los municipios que la componen, la Junta de Andalucía, la Administración General de España y la Unión Europea.
Sin perjuicio de todo lo anterior, tradicionalmente Andalucía se ha dividido en dos grandes subregiones: Andalucía Alta u Oriental (provincias de Almería, Granada, Jaén y Málaga) y Andalucía Baja u Occidental (provincias de Huelva, Sevilla, Cádiz y Córdoba).

## Demografía
Andalucía es la primera comunidad autónoma española en cuanto a su población, que al 1 de enero de 2024 se sitúa en 8 619 616 habitantes  con 84 municipios con más de 20 000 habitantes. Esta población se concentra, sobre todo, en las capitales provinciales y en las áreas costeras, por lo que el nivel de urbanización de Andalucía es bastante alto; más de la mitad de la población andaluza se concentra en las treinta ciudades de más de cincuenta mil habitantes. La población está envejecida, aunque el proceso de inmigración está alterando favorablemente la inversión de la pirámide de población.
| Gráfica de evolución demográfica de Andalucía entre 1787 y 2023                                                       |
| |
| Fuente: Instituto Nacional de Estadística de España - Elaboración gráfica por Wikipedia. Datos en miles de habitantes |

En el umbral del siglo XX Andalucía estaba inmersa en la última fase de la transición demográfica. La mortalidad se estancó en torno a los 8-9 ‰, por lo que la natalidad y los movimientos migratorios marcaron la evolución de la población.
En 1950 el peso de la población andaluza con respecto a la nacional era del 20,04 %, mientras que en 1981 descendería hasta el 17,09 %. En estas décadas el lento retroceso de población, provocado por la emigración, no pudo ser contrarrestado por la mayor natalidad respecto a las otras regiones de España. El crecimiento medio interanual fue mucho más moderado que en fechas precedentes.
A partir de los años 1980 ocurrió el proceso contrario. La natalidad sufrió un brusco descenso, al igual que en el resto de España y en los países desarrollados. Si bien, en la comunidad andaluza el descenso fue más lento y se prolongó esta transición. La base por lo tanto de su recuperación demográfica relativa respecto a España es el retorno de inmigrantes a Andalucía. Durante la década de 1990 un nuevo fenómeno de inmigración que afectará tanto a Andalucía como al resto de España.
A comienzos del siglo XXI se observa un ligero repunte de la natalidad, en gran medida condicionado por el aumento de nacimientos de hijos de inmigrantes, que unido a la tradicional vitalidad de la población andaluza, deja un panorama más favorable al rejuvenecimiento de la población que en otras comunidades de España y países europeos. En 2018, el peso de la población andaluza respecto al total de España es del 17,98 %.

### Distribución

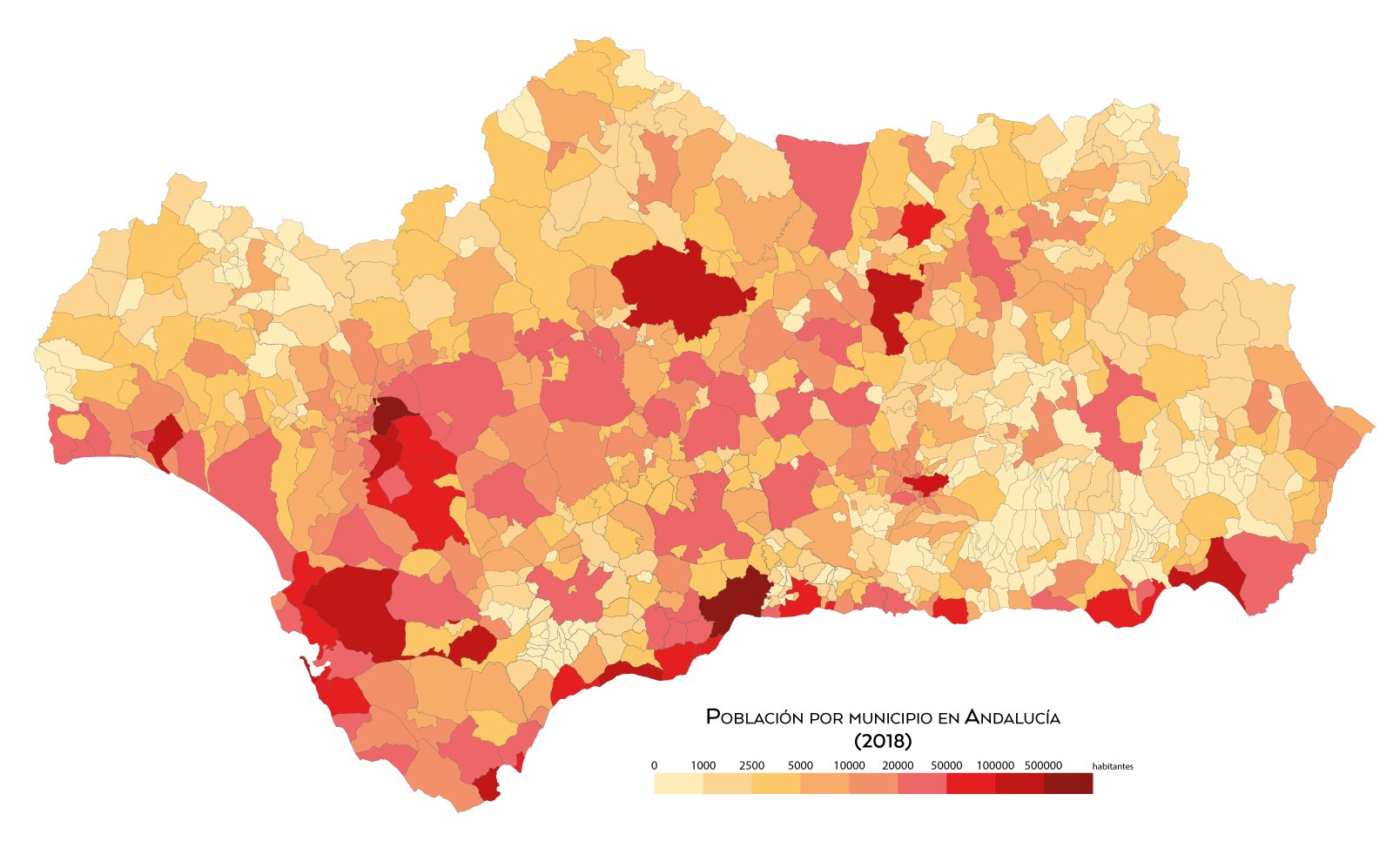
Población por municipios en Andalucía en el año 2018
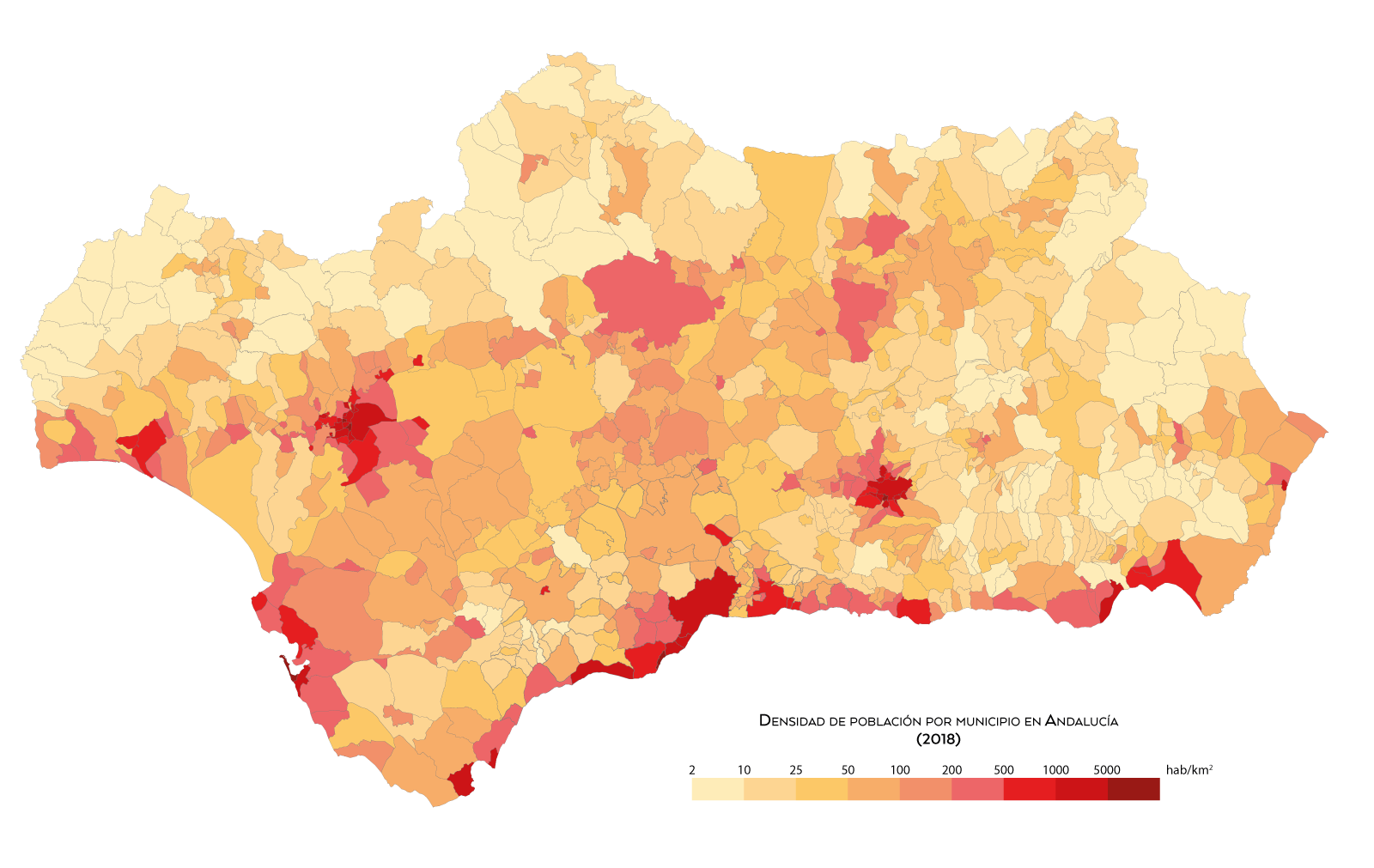
Densidad de población de los municipios andaluces en 2018
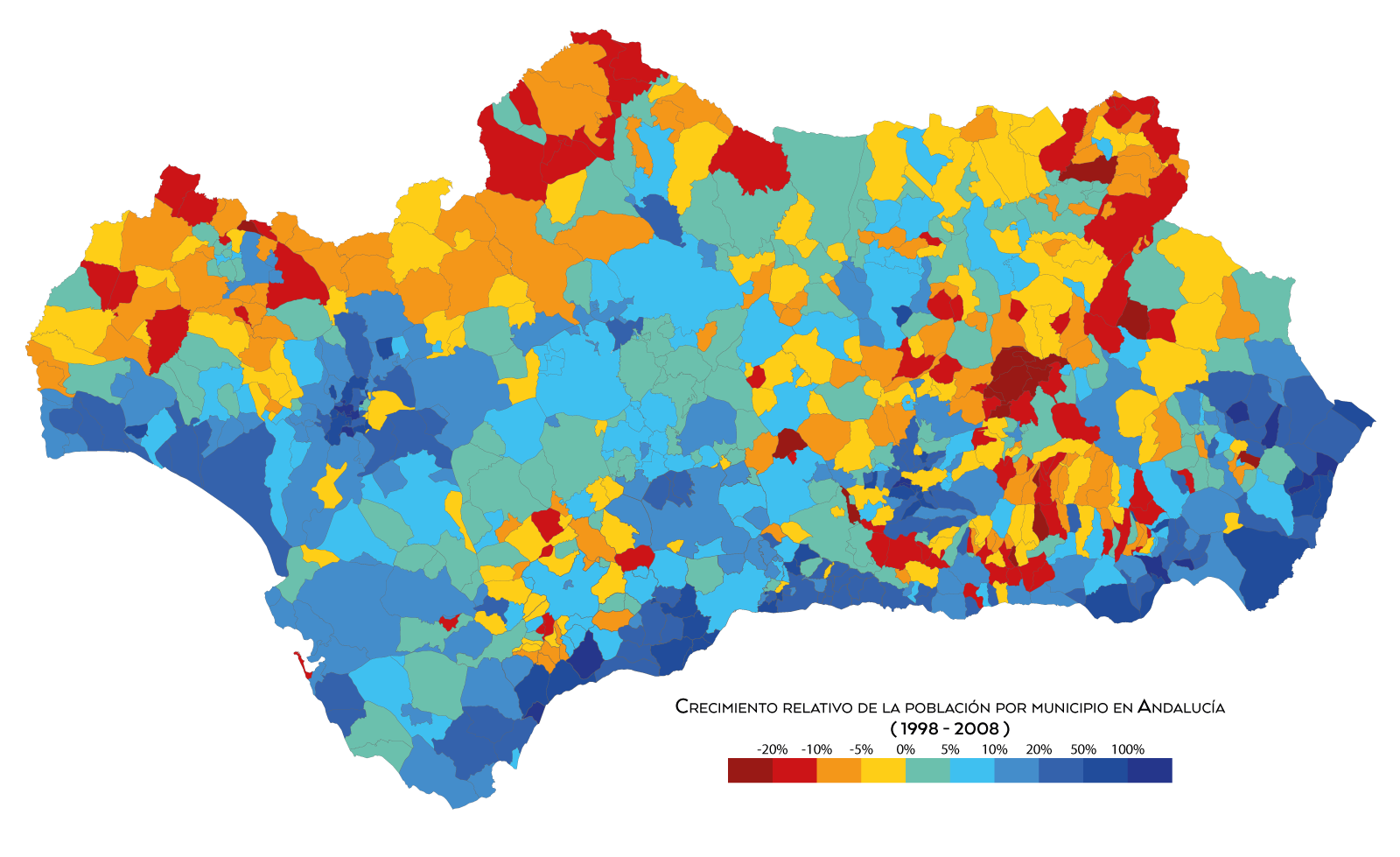
Crecimiento de la población por municipio entre 1998 y 2008
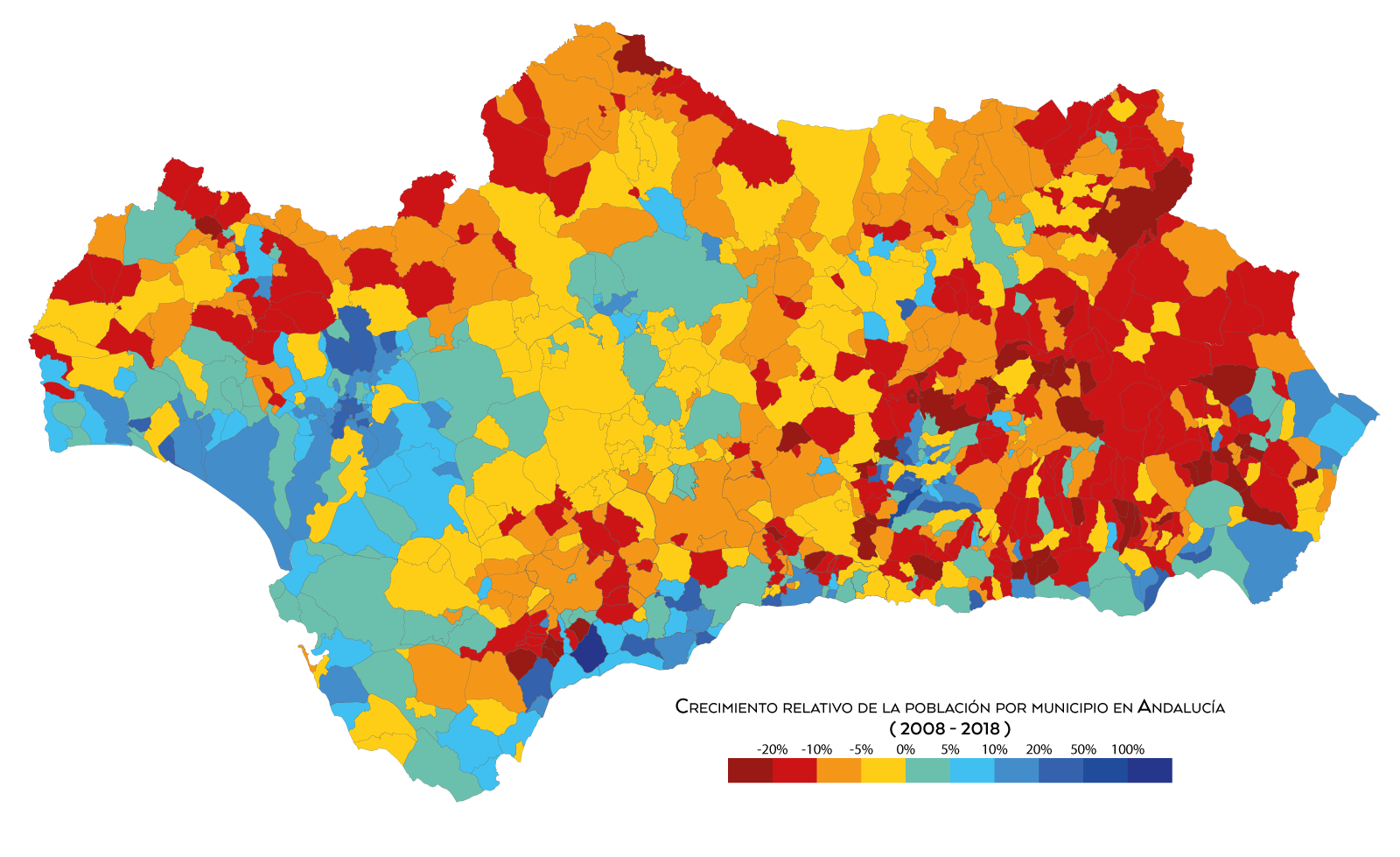
Crecimiento de la población por municipio entre 2008 y 2018

La distribución de la población es un factor de desequilibrio y contraste entre las distintas zonas de la geografía andaluza. En el año 2018 la densidad de población andaluza era de 96,08 hab./km², prácticamente un 4,2 % por encima de la nacional que es 92,21 hab./km².
En un análisis de la distribución provincial en 2008, es clara la concentración de grandes ciudades en torno al eje Guadalquivir-Genil y el litoral mediterráneo. Destacan en este desequilibrio las provincias de Sevilla, Málaga y Cádiz respecto al resto de Andalucía. Entre estas tres provincias suponen el 57 % de la población total. En cuanto al porcentaje de población en las capitales, en 1991 era del 34,68 % con respecto al total; en 2007 la cifra ha descendido al 29,75 % debido al aumento de la población en las aglomeraciones urbanas y en la zona costera. De entre las seis ciudades más pobladas de España, dos de ellas son andaluzas, Sevilla con 700 000 habitantes y Málaga con 568 000 habitantes, además Córdoba supera los 300 000 habitantes y otros dos municipios superan los 200 000 habitantes (Granada y Jerez).
Continuando el análisis en 2018 comprobamos como el crecimiento de la población se estanca, continuando la pérdida de población importante en las zonas de las sierras (Sierra Morena y Cordilleras Béticas) mientras sigue aumentando en la costa y las áreas metropolitanas, principalmente en la Área metropolitana de Sevilla y área metropolitana de Málaga.

### Estructura

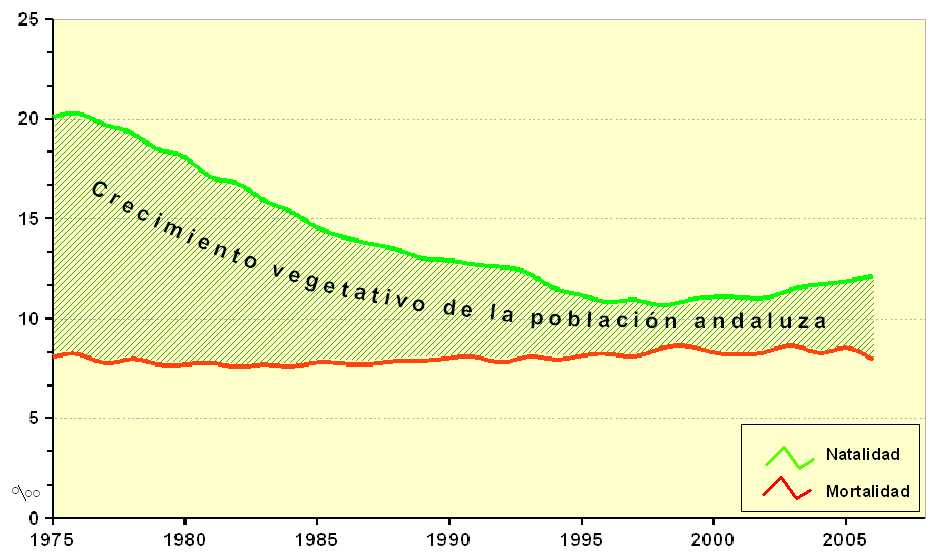
Evolución del crecimiento natural de la población andaluza

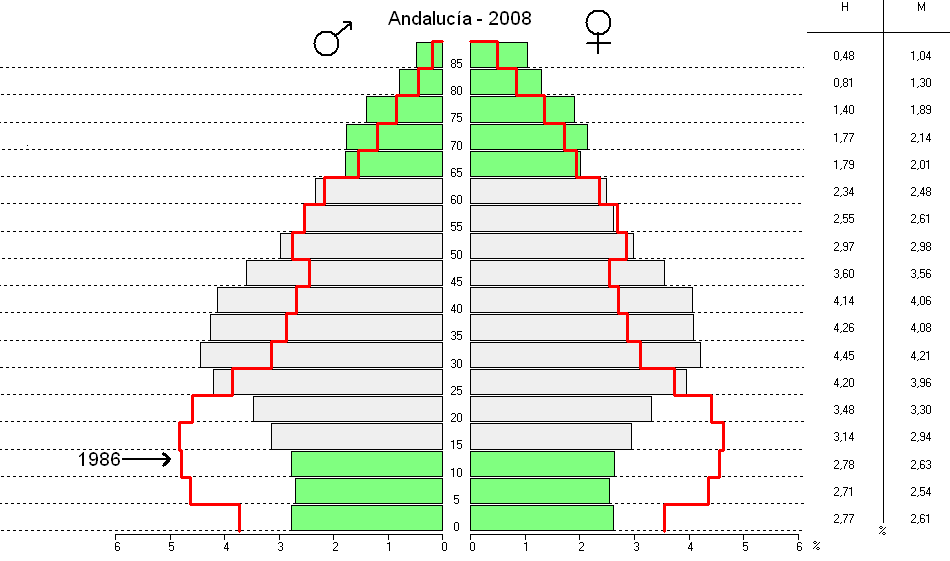
Estructura de la población por edades. Comparativa 2008-1986

A comienzos del siglo XXI, la estructura de población de Andalucía denota una clara madurez demográfica, fruto del largo proceso de transición demográfica que se prolongó en tierras andaluzas hasta muy bien avanzado el siglo XX.
Observando la comparación entre los años 1986 y 2008, se pueden explicar los cambios en la estructura de la población:
1. Un claro descenso de la población joven, debido a la importante disminución de la natalidad.
2. Aumento de población adulta, debido a la entrada en fase adulta del numeroso contingente de población nacido tras la bonanza económica de los años 60 —baby boom—. A este hecho hay que unirle el numeroso aporte de población inmigrante, normalmente en edad adulta.
3. Aumento de la población adulta, debido al aumento de la esperanza de vida.

En cuanto a la estructura por sexo, hay dos aspectos a resaltar: la mayor proporción de población anciana femenina —debido a la mayor esperanza de vida de la mujer— y por otra parte el mayor porcentaje de población adulta masculina, en gran parte debido al aporte de población inmigrante que en su mayoría es de sexo masculino.

### Inmigración
El 5,35 % de la población andaluza es de nacionalidad extranjera, porcentaje tres puntos inferior a la media nacional. Sin embargo, los inmigrantes se reparten de manera muy desigual por la comunidad autónoma: la provincia de Almería es la tercera de España con mayor porcentaje de población extranjera (con un 15,20 %), mientras que Jaén (con un 2,07 %) y Córdoba (con un 1,77 %) son las dos provincias de Andalucía con menor porcentaje de extranjeros. Las nacionalidades predominantes son la marroquí (un 17,79 % del total de extranjeros) y la británica (un 15,25 % y mayoritarios en Málaga), aunque por áreas geográficas de origen los iberoamericanos son los más numerosos. El número de marroquíes se acerca a los 100 000.
Demográficamente, este colectivo ha aportado un número importante de población activa al mercado de trabajo andaluz, además está comenzando a producirse un rejuvenecimiento de la población que es apreciable en el ligero repunte de la natalidad, fruto en su mayoría de los alumbramientos de inmigrantes.

## Infraestructuras y servicios

Red viaria de primer orden

### Transporte
Los sistemas de transporte son un elemento esencial de la estructuración y funcionamiento del territorio. Las redes de infraestructuras son el soporte de los distintos flujos que facilitan la articulación territorial, el desarrollo y distribución de las actividades económicas, los desplazamientos interurbanos, entre otros aspectos.
En el transporte urbano los desplazamientos peatonales y en modos no motorizados coexisten en desventaja con el uso del vehículo privado y con un sistema de transportes públicos insuficientemente desarrollado. Esto hace que algunas de las capitales andaluzas estén reforzando sus sistemas de transportes públicos e implementando mayores ventajas para el uso de la bicicleta, en lo que destacan Córdoba, Granada, Málaga y Sevilla en los últimos años, en el caso de Sevilla se ha ido introduciendo en su área metropolitana el servicio de Metro (subterráneo)—proyecto de 2009-actualidad—
La red ferroviaria convencional permanece siendo similar a la de hace 100 años, con una estructura centralizada hacia Sevilla y Madrid, careciendo de conexiones directas entre muchas de las capitales de provincia. Dos rutas principales son la que une Algeciras con Sevilla y la que une Almería y Granada con Madrid, que conecta Andalucía con la capital del Estado. A través de Córdoba se hace por Alta Velocidad y por Jaén por vía convencional. La Alta Velocidad andaluza fue pionera en España ya que el primer trayecto fue el de Sevilla-Madrid en 1992. En 2008 se puso en funcionamiento la línea AVE entre Málaga y Madrid, vía Córdoba.

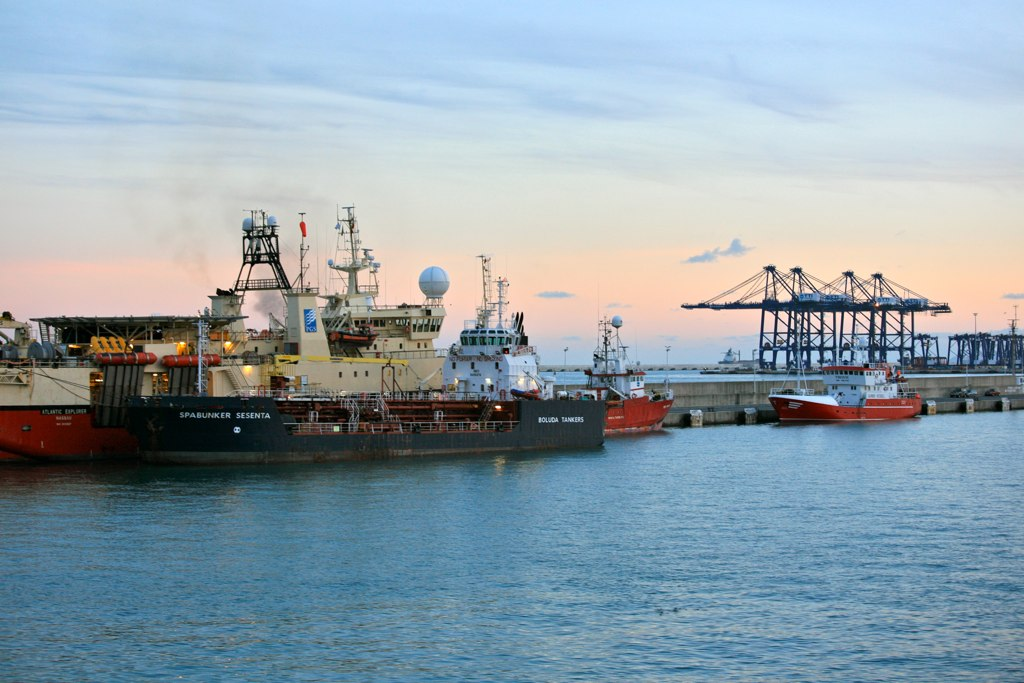
Puerto de Algeciras

Los ejes principales de la red viaria se han convertido en autovía en buena parte, conformando una extensa red. La E-05 (A-4) que va de Madrid a Sevilla y continúa hasta Cádiz, entra por Despeñaperros y pasa por Bailén y Córdoba. Desde Bailén parte la A-44 (E-902) que tiene un ramal hasta Granada y Motril. La comunidad autónoma es atravesada de este a oeste por la autovía A-92 que comunica Sevilla, Málaga, Granada y Almería con la autovía A-49 Sevilla-Huelva y que sigue hacia poniente hasta Portugal. También existe un eje transversal Norte-Sur que comunica Córdoba con Málaga A-45. Con todo, las necesidades de accesibilidad no terminan de estar resueltas, congestionándose muchos tramos de la red viaria en épocas vacacionales y soportando mucho tráfico pesado desde las zonas agrícolas de la costa. Puntualmente, el paso de magrebíes que trabajan en Europa incrementa el uso de las conexiones hacia Tarifa y Algeciras.

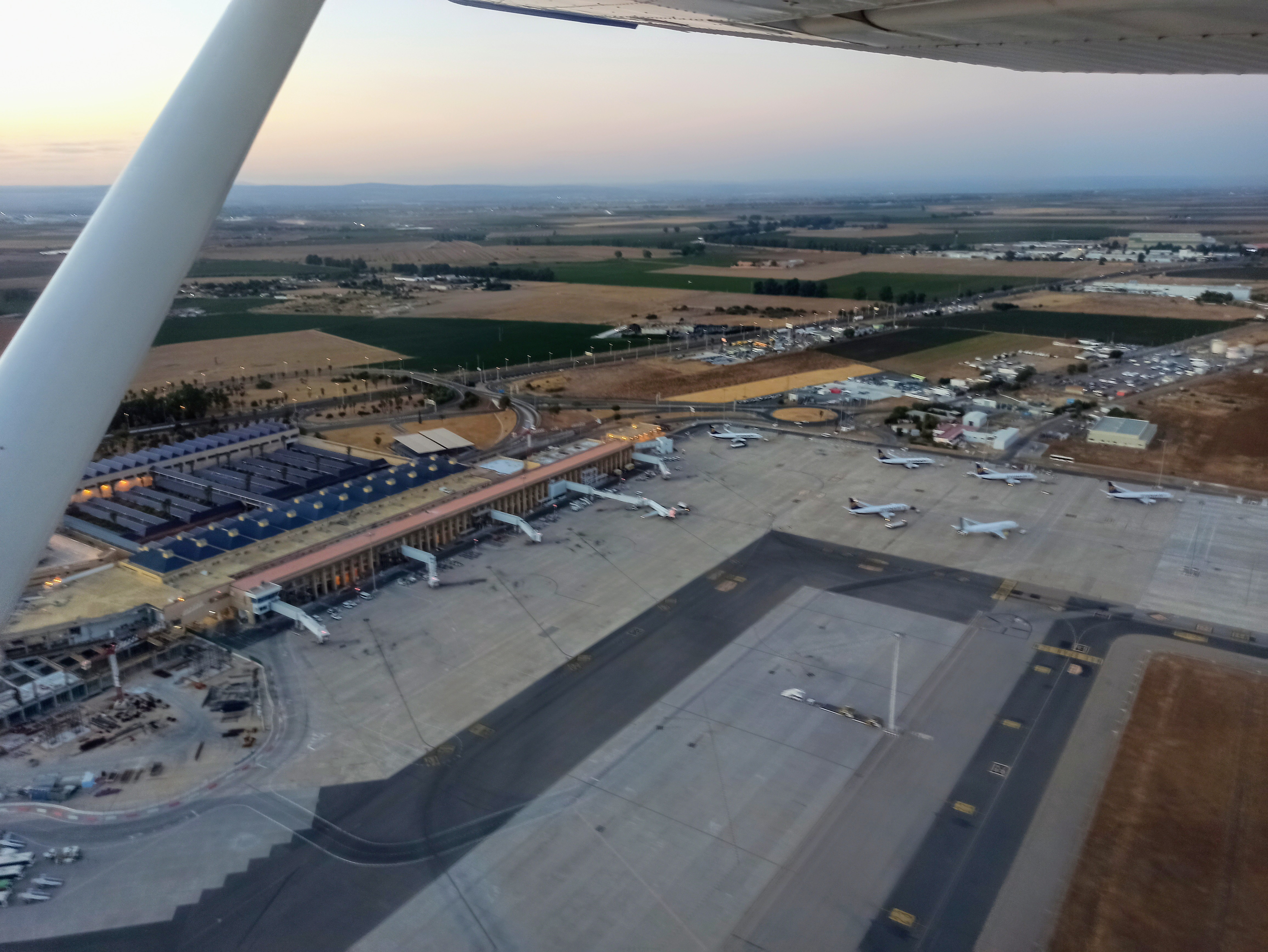
Aeropuerto de Sevilla

Entre los puertos de interés general de Andalucía destaca, tanto en el transporte de pasajeros como de mercancías, el puerto Bahía de Algeciras, siendo el de mayor tráfico de España con casi 70 millones de toneladas en 2009. Asimismo con una cierta especialización funcional completan el panorama portuario comercial el puerto de Málaga con 5,3 millones de toneladas en mercancías, siendo el segundo puerto crucerístico peninsular, el puerto de la Bahía de Cádiz con cuatro millones de toneladas, el puerto de Huelva con 17,6 millones de toneladas y el puerto de Sevilla con 4,5 millones de toneladas, único puerto fluvial comercial de España.
Andalucía poseía en el año 2008 seis aeropuertos públicos, todos calificados de interés general y por tanto internacionales. El tráfico de pasajeros está muy concentrado, teniendo el aeropuerto de Málaga-Costa del Sol el 60,67 % de los pasajeros totales de la comunidad. Los dos aeropuertos con más tráfico (el de Málaga y el aeropuerto de Sevilla), acaparan el 80,79 % del total y si a estos se les añade el aeropuerto de Jerez, el 87,96 %.
El Consejo de Gobierno ha aprobado el Plan de Infraestructuras para la Sostenibilidad del Transporte en Andalucía (PISTA) 2007-2013, que supondrá una inversión de 30 000 millones de euros en infraestructuras y servicios de transporte.

### Energía

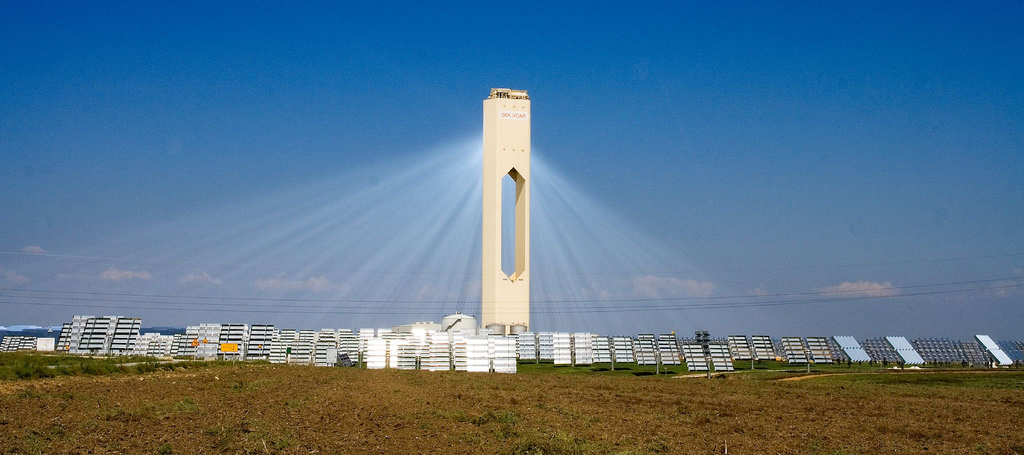
Central térmica solar PS10, en Sanlúcar la Mayor, Sevilla

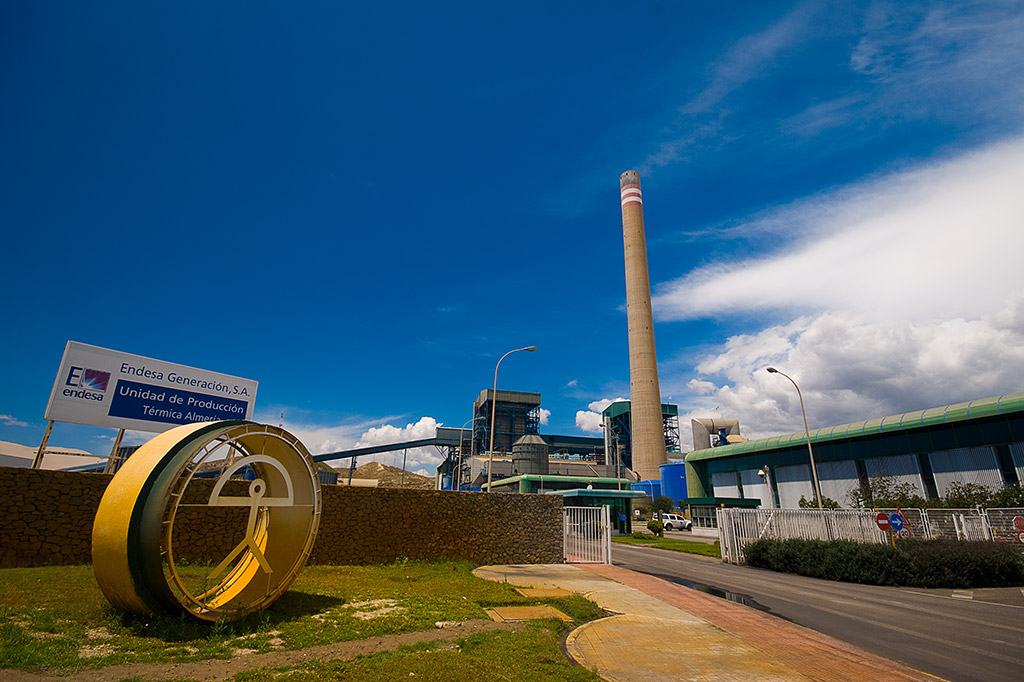
Central térmica de Carboneras, en la provincia de Almería

La escasez de recursos combustibles de origen fósil, o su escaso poder calorífico, provoca una fuerte dependencia del petróleo importado, en el sector energético andaluz, si bien Andalucía cuenta con un gran potencial para el desarrollo de las energías renovables, sobre todo de la energía solar y de la eólica. La Agencia Andaluza de la Energía, creada en 2005, es el órgano gubernamental encargado de desarrollar la política autonómica con relación al abastecimiento energético de la comunidad.
La infraestructura para la producción de electricidad está compuesta por ocho grandes centrales térmicas; más de sesenta pequeñas centrales hidráulicas; dos parques eólicos; y catorce centrales cogeneradoras térmicas. La mayor empresa de este sector fue la Compañía Sevillana de Electricidad, fundada en 1894, hoy día absorbida por Endesa
Desde marzo de 2007, Andalucía alberga la primera central de energía termosolar de concentración de Europa: la central solar PS10, situada en Sanlúcar la Mayor y realizada por una empresa andaluza, Abengoa. Además existen otras centrales menores, como las de Cúllar y Galera (Granada), inauguradas recientemente por Geosol y Caja Granada. También en la provincia de Granada, concretamente en la Hoya de Guadix, están proyectadas dos grandes centrales termosolares (Andasol I y II) que suministrarán electricidad a cerca de medio millón de hogares. Aparte de la termosolar, también se ha desarrollado la energía solar fotovoltaica, destacando la planta instalada en El Coronil que produce más de 20 MW en parte con seguidores de doble eje monoposte. En el campo de la investigación y el desarrollo de la energía solar un centro importante es la Plataforma Solar de Almería, uno de los más importantes en Europa.
La mayor empresa del sector eólico es la Sociedad Eólica de Andalucía surgida de la fusión de las empresas Planta Eólica del Sur S.A. y Energía Eólica del Estrecho S.A.

### Educación

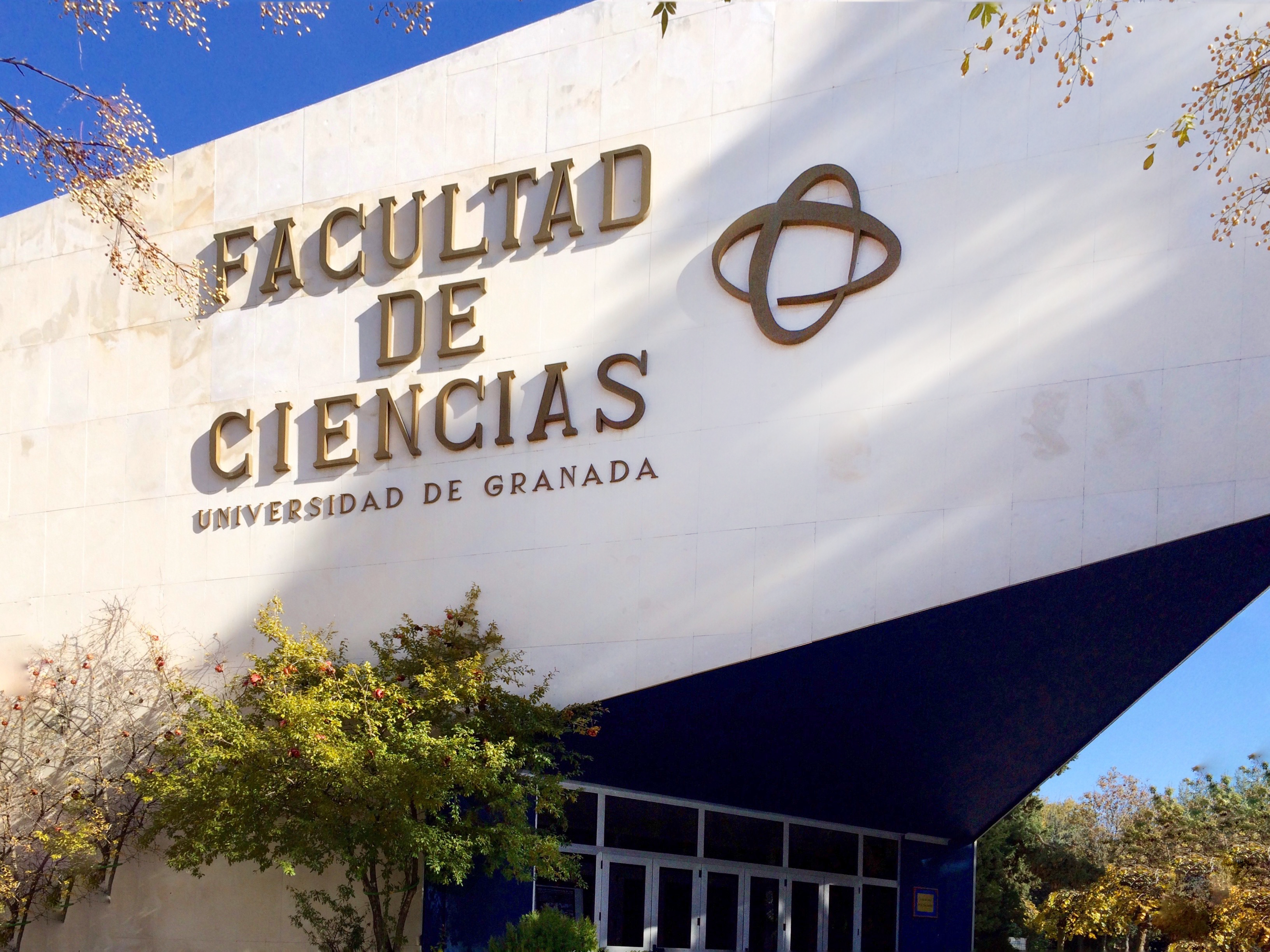
Facultad de Ciencias de la Universidad de Granada

Como en el resto del Estado, la enseñanza básica es obligatoria y gratuita para todas las personas. La enseñanza básica comprende diez años de escolaridad y se desarrolla entre los seis y los dieciséis años de edad, período tras el cual el alumno puede acceder al bachillerato, a la formación profesional de grado medio, a los ciclos de grado medio de artes plásticas y diseño, a las enseñanzas deportivas de grado medio o al mundo laboral. Además, se cuenta con otros centros de formación de adultos, así como recursos adicionales (es la comunidad autónoma española con más bibliotecas públicas).
Las primeras universidades en Andalucía se crearon a finales de la Edad Media y durante el Renacimiento. La más antigua fue la Madraza de Granada, fundada en 1349 por el rey nazarí Yusuf I y destruida en 1499, por el cardenal Cisneros. En 1531, por iniciativa de Carlos I, se creó la Universidad de Granada. Las otras universidades históricas de Andalucía son la Universidad de Sevilla, que data de principios del siglo XVI y las desaparecidas universidades de Baeza, fundada en 1538 y suprimida en 1824, y la de Osuna, con las mismas fechas de creación y supresión.
Los estudios universitarios se estructuran en ciclos y toman como medida de la carga lectiva el crédito, según lo establecido en la Declaración de Bolonia, a la que se están adaptando las universidades andaluzas junto a las otras universidades del Espacio Europeo de Educación Superior. En el curso 2008-2009 Andalucía contaba con diez universidades públicas y una privada.

### Sanidad

Mapa sanitario

La sanidad es universal y gratuita, homologable a la media sanitaria de España. Andalucía alcanzó la titularidad de las competencias sanitarias con la promulgación de su Estatuto de Autonomía, que fue desarrollado a través de un proceso de transferencias de competencias sanitarias desde el Estado a la comunidad autónoma. De esta forma, el Servicio Andaluz de Salud gestiona en la actualidad la práctica totalidad de los recursos sanitarios públicos de la Comunidad, con excepciones como las de los recursos sanitarios dependientes del Ministerio de Justicia (Instituciones Penitenciarias) y Ministerio de Defensa (hospitales militares), entre otras.

### Ciencia y tecnología

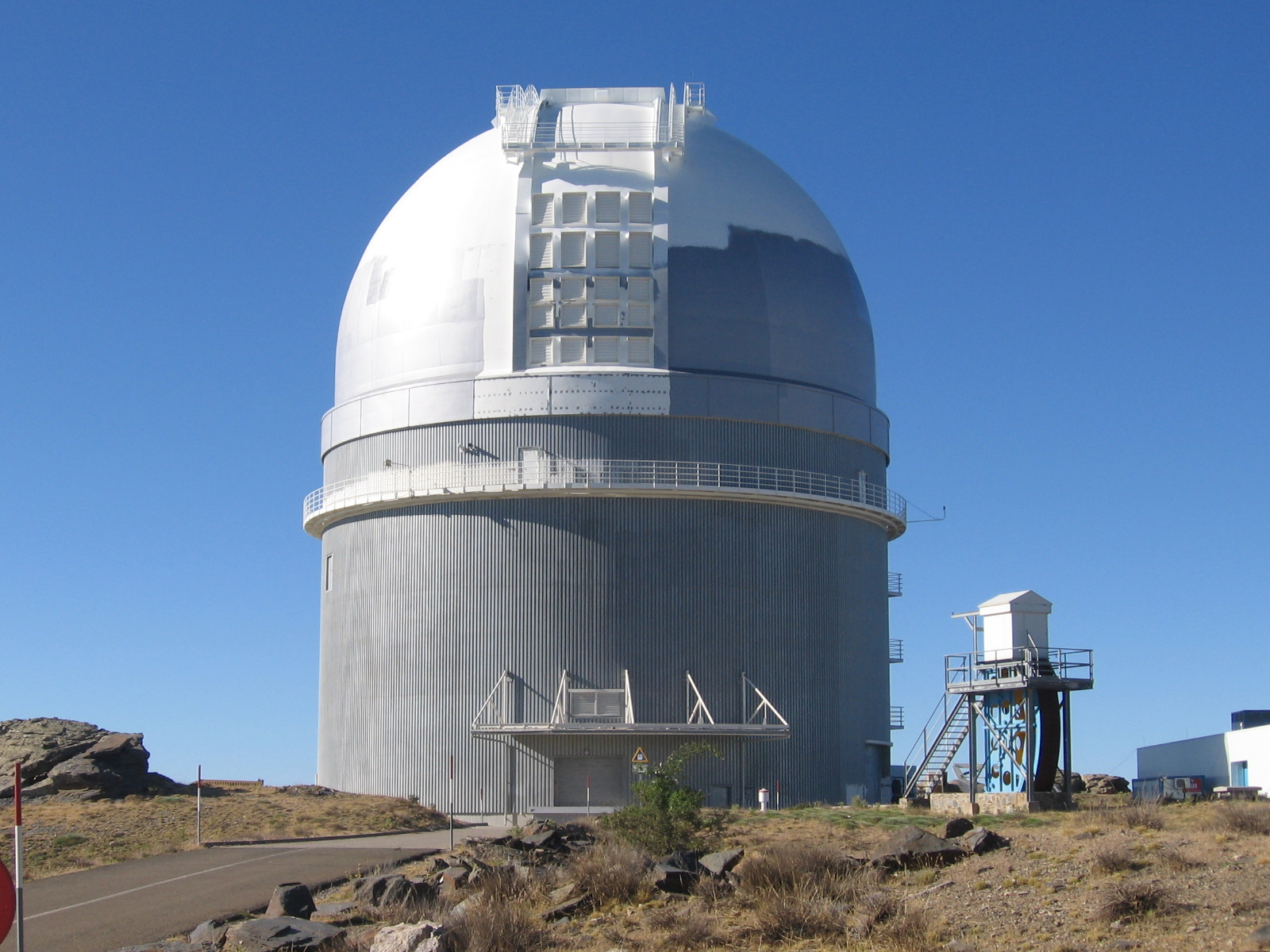
Observatorio de Calar Alto en la sierra de Filabres, Almería

Andalucía aporta el 14 % de la producción científica española, precedida tan solo por Madrid y Cataluña, si bien la inversión interna en I+D+i, como proporción del producto interior bruto, es inferior a la media española. La escasa capacidad de investigación e innovación en la empresa y la baja participación del sector privado en el gasto en investigación tiene como resultado una concentración ostensible de la investigación en el sector público.
La Consejería de Innovación, Ciencia y Empresa es el organismo autonómico que abarca las competencias de la universidad, la investigación, el desarrollo tecnológico, la industria y la energía. Esta consejería coordina y fomenta la investigación científica y técnica a través de centros e iniciativas especializadas como el Centro Andaluz de Ciencia y Tecnología Marina o la Corporación Tecnológica de Andalucía entre otros.
En el ámbito de la empresa privada, aunque también promovidos por la administración pública, han tenido una importancia fundamental los espacios tecnológicos repartidos por toda la comunidad, entre los que destacan el parque científico y tecnológico Cartuja y el parque tecnológico de Andalucía. Algunos de estos parques se especializan en un sector determinado como Aerópolis en el sector aeroespacial o Geolit en el agroalimentario.

## Economía
Los principales rasgos de la economía andaluza son:
- Según Eurostat, con datos de 2025, Andalucía posee una de las tasas de paro más elevadas del país..[96] En el año 2025 la tasa de paro ha bajado hasta el 14,90%[97] (la media de España es del 10,40 %).[50]

- En 2013, Andalucía se situaba como la comunidad autónoma con más pobres de España, uno de cada cuatro españoles pobres es andaluz y uno de cada tres andaluces es pobre. Cerca de 3,5 millones de andaluces viven en el umbral de la miseria, lo que supone más del 40 % de la población según la tasa Arope.[98][99] Según la Encuesta de Condiciones de Vida (ECV) del Instituto Nacional de Estadística (INE), sería el 31 por ciento de los andaluces quienes viven por debajo del umbral de la pobreza y sitúan al 55 por ciento de los hogares en grave riesgo.[100]

- Según la Contabilidad Regional elaborada por el Instituto Nacional de Estadística, la renta por habitante de la comunidad se situó en 2008 en 18 155 €,[101] que es la segunda más baja de España.

- Andalucía es la comunidad autónoma con mayor número de funcionarios, con 499 974 personas (2010). No obstante, se encuentra en torno a la media nacional de funcionarios por cada 1000 habitantes (60,93 ‰ en Andalucía y 58,78 ‰ media nacional[102]) y por debajo de comunidades autónomas como Canarias, Madrid, Castilla-La Mancha, Aragón, Castilla y León y Extremadura. Por provincias, Sevilla, es la que concentra mayor número con 120 806. La provincia de Sevilla acumula mayor número de funcionarios que 9 CC. AA. y 47 provincias españolas, y concentra el 24,16 % de funcionarios de la región.[103] El resto de los funcionarios de la región se repartirían en Cádiz con 80 502; Málaga, con 76 127; Granada, con 61 450; Córdoba, con 48 550; Jaén, con 41 102; Almería, con 37 806; y Huelva, con 33 631.[104]

- Balanza comercial negativa, empeorando en los últimos años debido al peso de las importaciones de petróleo y de bienes de consumo (importaciones 14 261 millones de euros, exportaciones 17 535 millones de euros).

- Estancamiento de la industria (12 % del VAB), dentro de la cual sigue teniendo gran importancia la industria agroalimentaria.

- Excesivo peso de la construcción, principal responsable del crecimiento del VAB andaluz en la primera década de 2000, con una contribución de un 13 % al VAB en 2005.

- El sector servicios supone un 62 % aproximadamente del VAB. Con una especial relevancia del sector turístico, con más de 21,8 millones de turistas recibidos en la comunidad autónoma en 2011.[105]

### Sector terciario

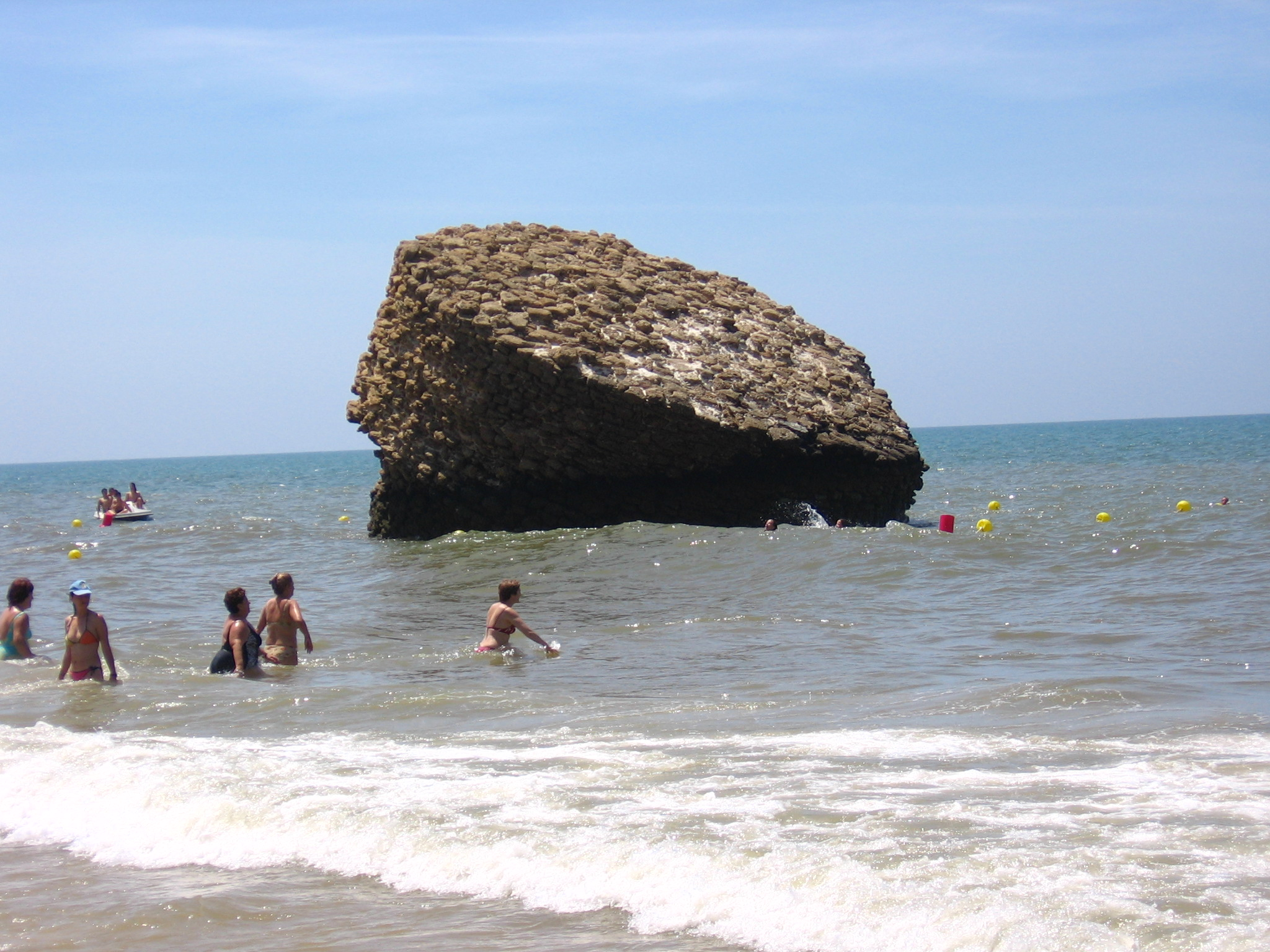
La Torre de la Higuera en la playa de Matalascañas (Huelva) es considerada patrimonio histórico

El sector terciario o de servicios, tanto en términos de producción como de empleo, ha experimentado en las últimas décadas un crecimiento muy significativo en su participación en la economía. De ser un sector minoritario, ha pasado a ser ampliamente mayoritario como en la mayor parte de las economías occidentales.
Este proceso, que se ha denominado terciarización de la economía, se ha manifestado en Andalucía de forma peculiar. De esta forma en 1975 el sector de servicios producía un 51,1 % del Valor Añadido Bruto (VAB) andaluz y daba empleo a un 40,8 %, mientras que en el año 2007, producía el 67,9 % del VAB y el 66,42 % de los empleos. Sin embargo este crecimiento del sector terciario se produjo antes que en otras economías desarrolladas y fue independiente del sector industrial.
En Andalucía el desarrollo anacrónico del terciario obedece a dos razones principales:
1. El capital andaluz ante la imposibilidad de competir con la industria de las regiones desarrolladas se ve obligado a emprender actividades de más fácil acceso.
2. La ausencia de un fuerte sector industrial que pueda absorber el excedente de mano de obra de la agricultura y el que se crea por la desaparición del artesanado, conduce a la proliferación de cierto tipo de servicios con una baja productividad. Es, por tanto, el papel que la economía andaluza desempeña, dentro del proceso de desarrollo desigual, el que produce como resultado un terciario hipertrofiado y poco productivo, que contribuye a reproducir las condiciones de poco dinamismo, obstaculizando la acumulación de capital.[108]

#### Sector turístico

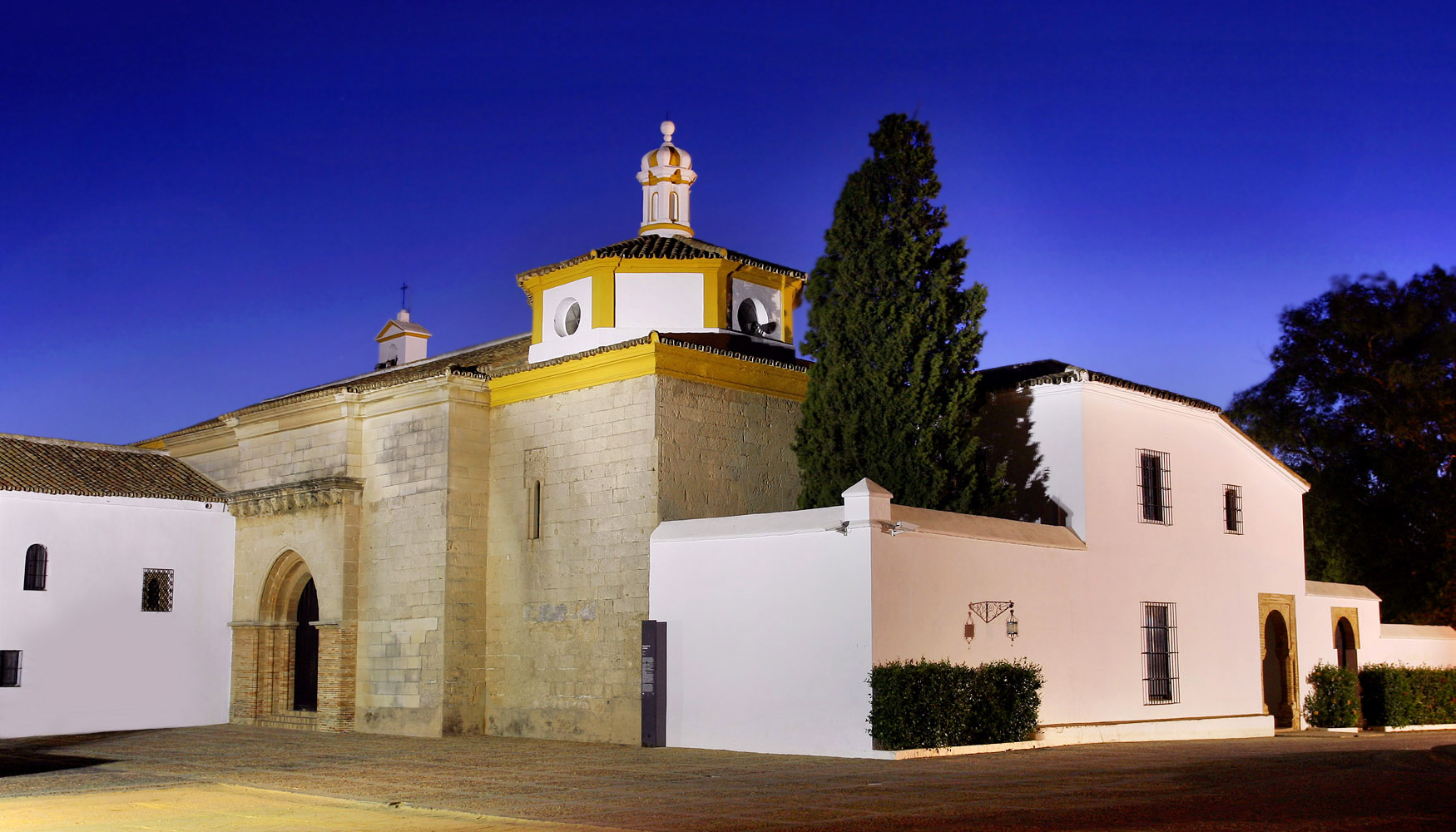
Monasterio de La Rábida. Palos de la Frontera, Huelva

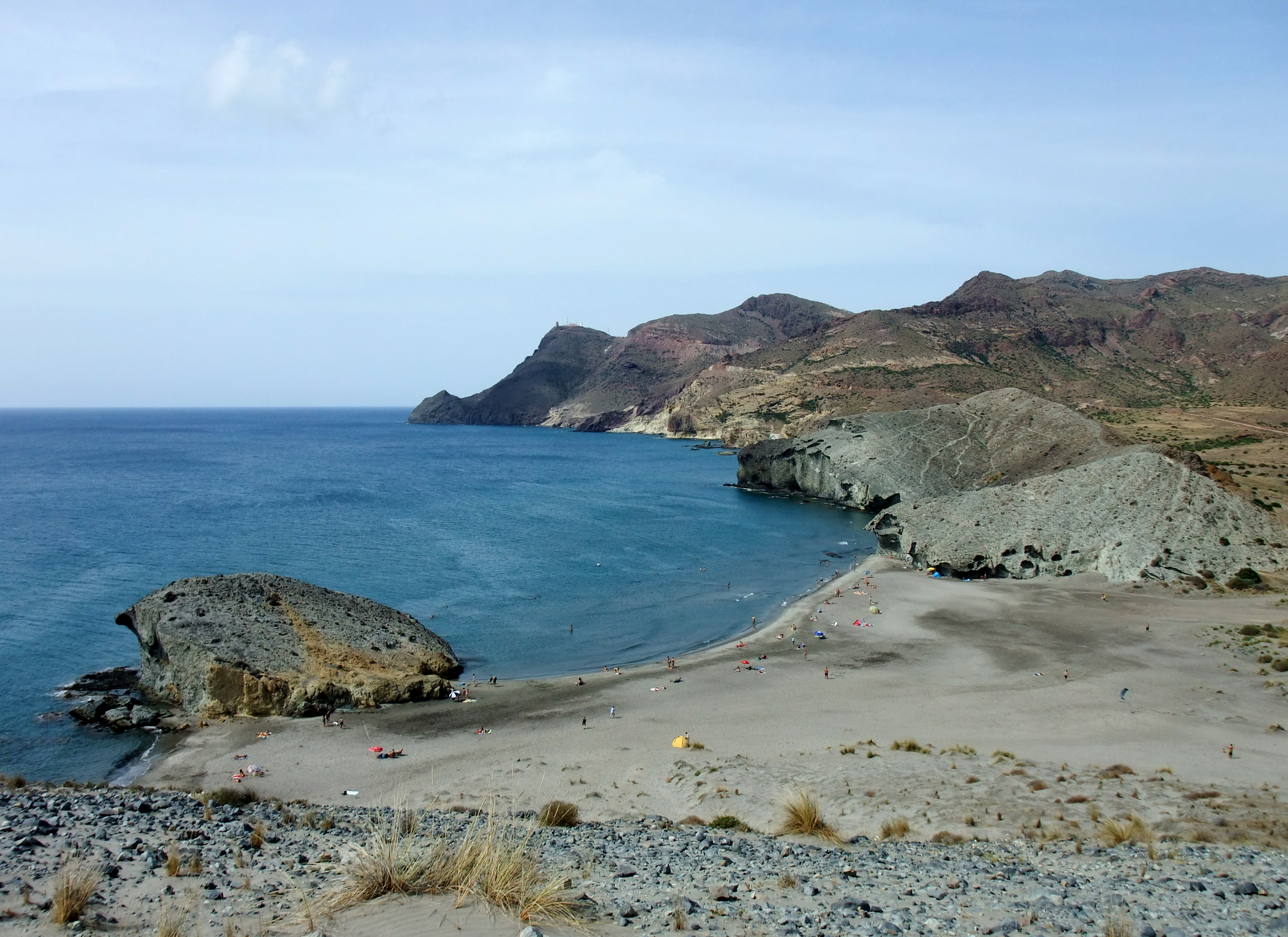
Paisaje del parque natural del Cabo de Gata-Níjar

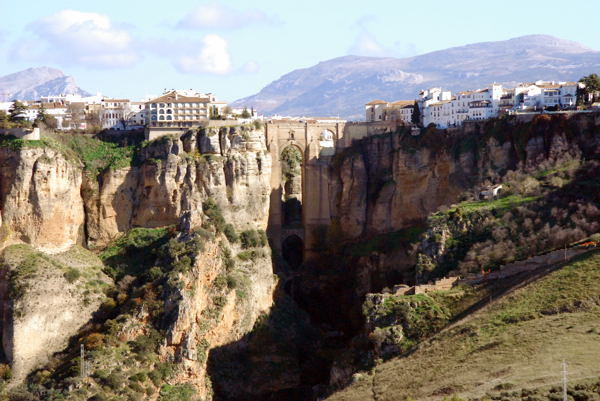
Ronda, Málaga

En 2011, con 7 218 291 visitantes extranjeros, se consagró como la cuarta comunidad española en cuanto a turismo internacional, ( sin contar a turistas nacionales, con los cuales se pone en primera posición) cuyos principales destinos dentro de la región son: Sevilla, la Costa del Sol y Sierra Nevada. La situación de Andalucía, al sur de la península ibérica, hace que sea uno de los lugares más cálidos de Europa. Predomina en todo el territorio el clima mediterráneo, que aporta un gran número de horas de sol, lo cual, junto con sus playas, configura las condiciones para el desarrollo turístico de «sol y playa».
El litoral se presenta como el activo más importante desde el punto de vista turístico, aunque también es cierto que es donde su carácter intensivo provoca un mayor impacto ambiental, dado que además es donde se concentran la mayoría de visitantes.
Su costa está bañada por el océano Atlántico, al oeste, donde se encuentra la Costa de la Luz y por el mar Mediterráneo, donde la costa oriental se divide en la Costa del Sol, Costa Granadina y la Costa de Almería. Si bien la concesión de galardones privados como las 84 banderas azules que le concedieron en 2004 (66 playas, 18 puertos deportivos) pueden indicar un buen estado de conservación, en cuanto a su sostenibilidad, accesibilidad y calidad, otras organizaciones como Ecologistas en Acción o Greenpeace sin embargo se manifiestan en un sentido contrario.
En cuanto al turismo cultural, la comunidad cuenta con una gran riqueza patrimonial e histórica. Andalucía cuenta con monumentos como la mezquita de Córdoba, la Alhambra de Granada y la Giralda de Sevilla. También son destacables las catedrales, castillos o fortalezas, monasterios y cascos históricos de ciudades monumentales, como las declaradas Patrimonio Mundial de Úbeda y Baeza (Jaén).
Cada una de las provincias, muestran una gran variedad de estilos arquitectónicos (desde arquitectura islámica a renacentista pasando por la barroca). Otro de los atractivos culturales es el de los Lugares colombinos (Palos de la Frontera, La Rábida y Moguer) en Huelva, lugares especialmente ligados al primer viaje de Colón que tuvo como resultado el descubrimiento de América. En lo referente al turismo arqueológico, Andalucía cuenta con conjuntos arqueológicos de gran interés, como Itálica, ciudad romana de donde eran originarios los emperadores Trajano y Adriano, Baelo Claudia o Medina Azahara, ciudad-palacio mandada construir por el califa cordobés Abderramán III, en los que aun siendo mucho lo visitable, la proporción de lo ya excavado respecto al total de los yacimientos es mínima.
Por otra parte, Andalucía vio nacer a grandes pintores, como Picasso (Málaga), o Murillo y Velázquez (Sevilla), circunstancia importante también desde el punto de vista turístico, pues a raíz de ella se han creado instituciones como la Fundación Picasso Museo Casa Natal o el mismo Museo Picasso Málaga, así como el Museo Casa de Murillo en Sevilla, destinadas a dar a conocer a estos artistas. Además cuenta con una oferta de museos repartidos por toda su geografía, que muestran no solo pinturas, sino además restos arqueológicos y piezas de orfebrería, cerámica, alfarería, trabajos artísticos que tratan de mostrar las tradiciones y artesanías típicas de la región.
El Consejo de Gobierno declaró Municipios Turísticos en Almería: Roquetas de Mar; en Cádiz: Chiclana de la Frontera, Chipiona, Conil de la Frontera, Grazalema, Rota y Tarifa; en Granada: Almuñécar; en Huelva: Aracena; en Jaén: Cazorla; en Málaga: Benalmádena, Fuengirola, Nerja, Rincón de la Victoria, Ronda y Torremolinos; en Sevilla: Santiponce.

### Sector secundario

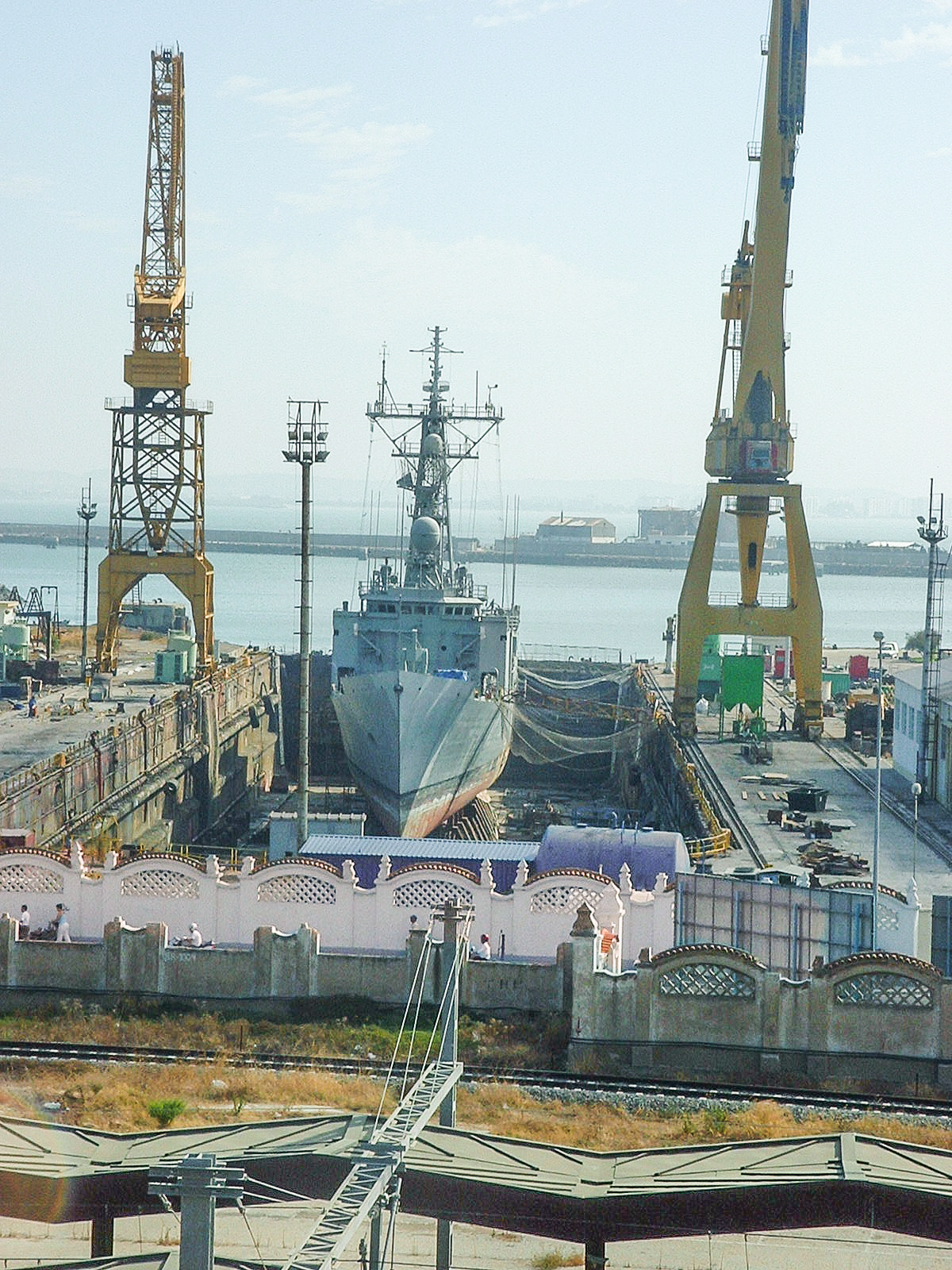
Dique seco, astilleros de Cádiz

El sector industrial andaluz ha tenido tradicionalmente un escaso peso en la economía y se ha caracterizado por su debilidad. No obstante, en valores absolutos la industria aportó en 2007 11 979 millones de euros y asalarió a más de 290 000 trabajadores. El aporte de producción representa un 9,15 %, por debajo del 15,08 % de la economía española, situación acrecentada con el descenso del peso del sector industrial con respecto a la economía andaluza, a pesar del ligero aumento del peso de la comunidad en el último lustro.
Al analizar los distintos subsectores de la industria andaluza el sector agroalimentario supone más del 16 % del total de la producción. En una comparativa con la economía española, este subsector agroalimentario es prácticamente el único que tiene cierto peso en la economía nacional con el 16,16 %. Muy por detrás se sitúa el sector de fabricación de materiales de transporte poco más del 10 % de la economía española. Empresas como Cruzcampo (Grupo Heineken), Puleva, Domecq, Renault Andalucía, Santana Motor o Valeo son exponentes de estos dos subsectores. Cabe destacar el sector aeronáutico andaluz, que es el segundo a nivel nacional solo por detrás de Madrid y representa aproximadamente un 21 % del total en términos de facturación y empleo, destacando empresas como Airbus, Airbus Military, o la recientemente creada Alestis Aerospace. En el sentido contrario es muy sintomático el poco peso de la economía andaluza en sectores tan importantes como el textil o el electrónico en el ámbito nacional.
Otra característica de la industria andaluza es su especialización mayoritaria en actividades industriales de transformación de materias primas agrarias y minerales. La gran mayoría de las empresas son de tamaño muy reducido y solo las empresas de participación pública o de capital externo son capaces de desarrollar grandes estructuras empresariales.

Exportaciones de Andalucía en 2020

Las exportaciones de productos de alta y media tecnología de Andalucía alcanzaron los 7628 millones de euros entre enero y octubre de 2022, lo que supone su récord histórico para este periodo desde que existen registros homologables (1995), gracias a un crecimiento del 21,6 % interanual. Un incremento superior al de la media de España (+20,9 % hasta los 138 644 millones). Sevilla es el principal polo tecnológico de Andalucía, exporta el 33 % del total de los productos de alta y media tecnología.

### Sector primario

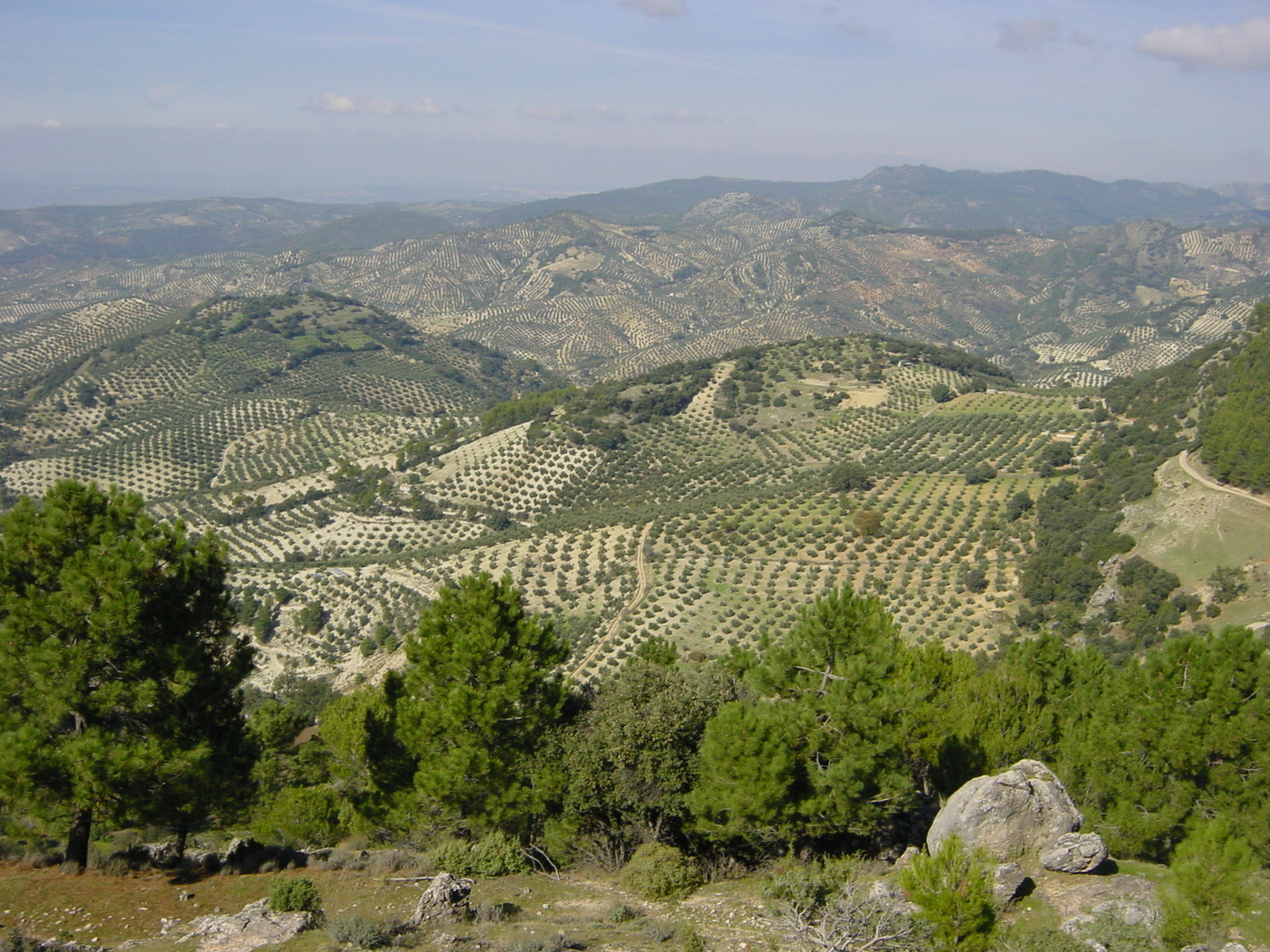
Olivares en Baños de la Encina, Jaén, típicos del campo andaluz

El sector primario, a pesar de ser el que menos VAB aporta a la economía, todavía representa una cierta importancia relativa respecto al resto de sectores productivos. Importancia que se hace mayor si lo comparamos con el sector primario de otras economías occidentales, donde se ha reducido a la mínima expresión. El sector primario de larga tradición andaluza, produce el 8,26 % del total y ocupa al 8,19 % de la población activa. En términos monetarios puede considerarse un sector de competitividad creciente en los últimos años.
El sector primario se puede dividir en una serie de subsectores: agricultura, pesca, ganadería, caza, silvicultura y minería.

#### Agricultura, ganadería, caza y silvicultura

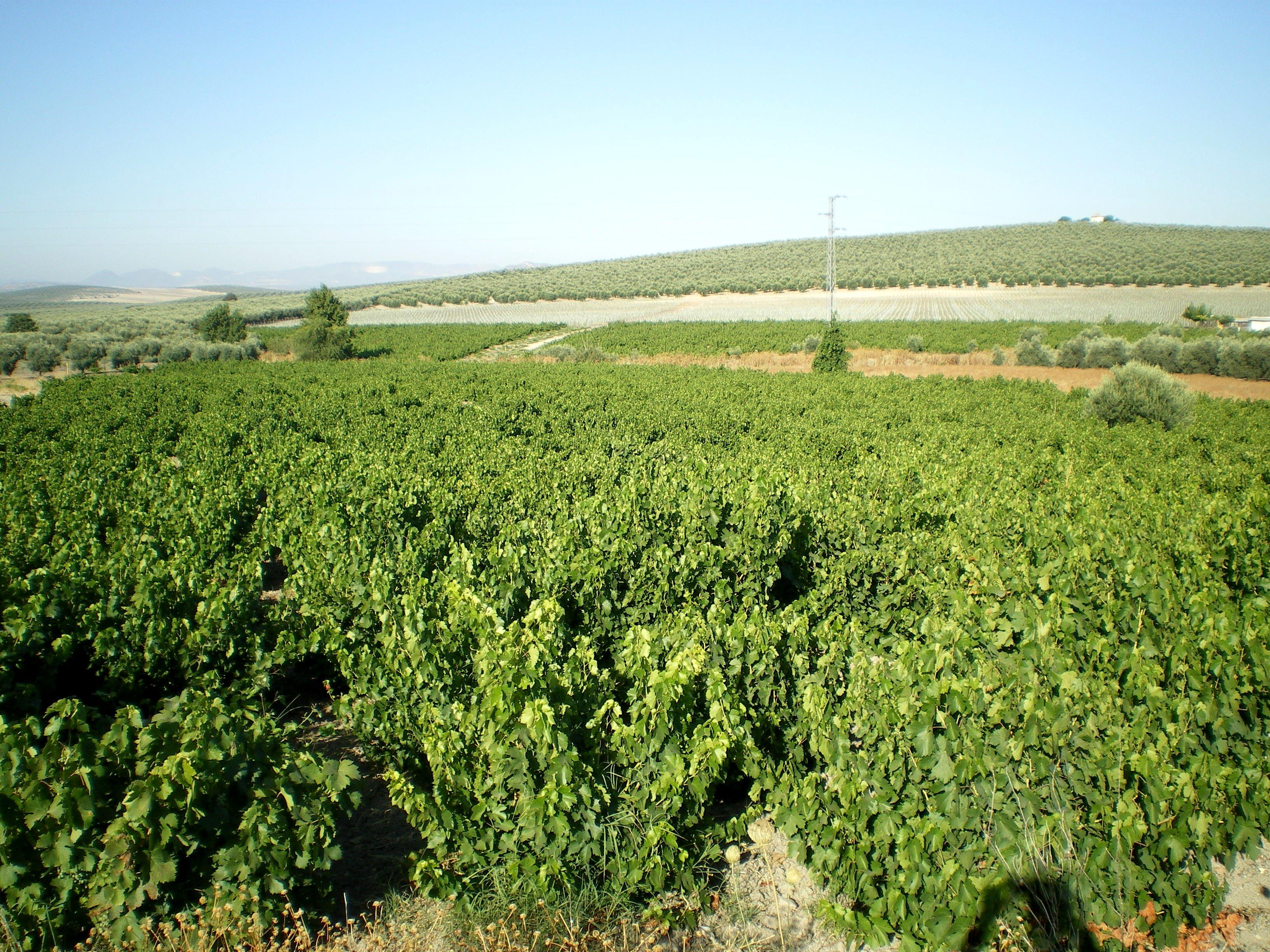
Viñedos de Montilla-Moriles

Denominaciones de origen del aceite de oliva en Andalucía

La sociedad andaluza hasta hace pocas décadas ha sido mayoritariamente agraria, lo que explica que el 45,74 % del territorio andaluz sean tierras de cultivo. Los cultivos herbáceos de secano -cereales y girasol-, extendidos por gran parte del territorio, destacan sobre todo en las grandes campiñas del valle del Guadalquivir y los altiplanos granadinos y almerienses -con un rendimiento sensiblemente menor y enfocados a la cebada y avena-. Entre los cultivos herbáceos de regadío destacan el maíz, el algodón y el arroz, localizados preferentemente en la vega del Guadalquivir y del Genil.
Los cultivos leñosos están protagonizados por el olivo, localizado preferentemente en el subbético cordobés y jiennense, donde el olivar de regadío alcanza un gran rendimiento proporcionando un porcentaje importante a la producción agraria final. La vid se cultiva extensamente en varias zonas como el Marco de Jerez, El Condado de Huelva, Montilla-Moriles y en Málaga. Por su parte los frutales, principalmente cítricos, se localizan en la vega del Guadalquivir debido a sus requisitos hídricos; mientras que el almendro, un cultivo de secano, se extiende por los altiplanos granadino y almeriense.
En términos monetarios, la agricultura más productiva y competitiva de Andalucía es la intensiva, ligada a las vegas costeras o a las zonas de arenas -cultivos forzados en Almería y Huelva-. Esta agricultura aporta la mayor proporción al producto final agrario andaluz con productos como las hortalizas, flores o fresones.

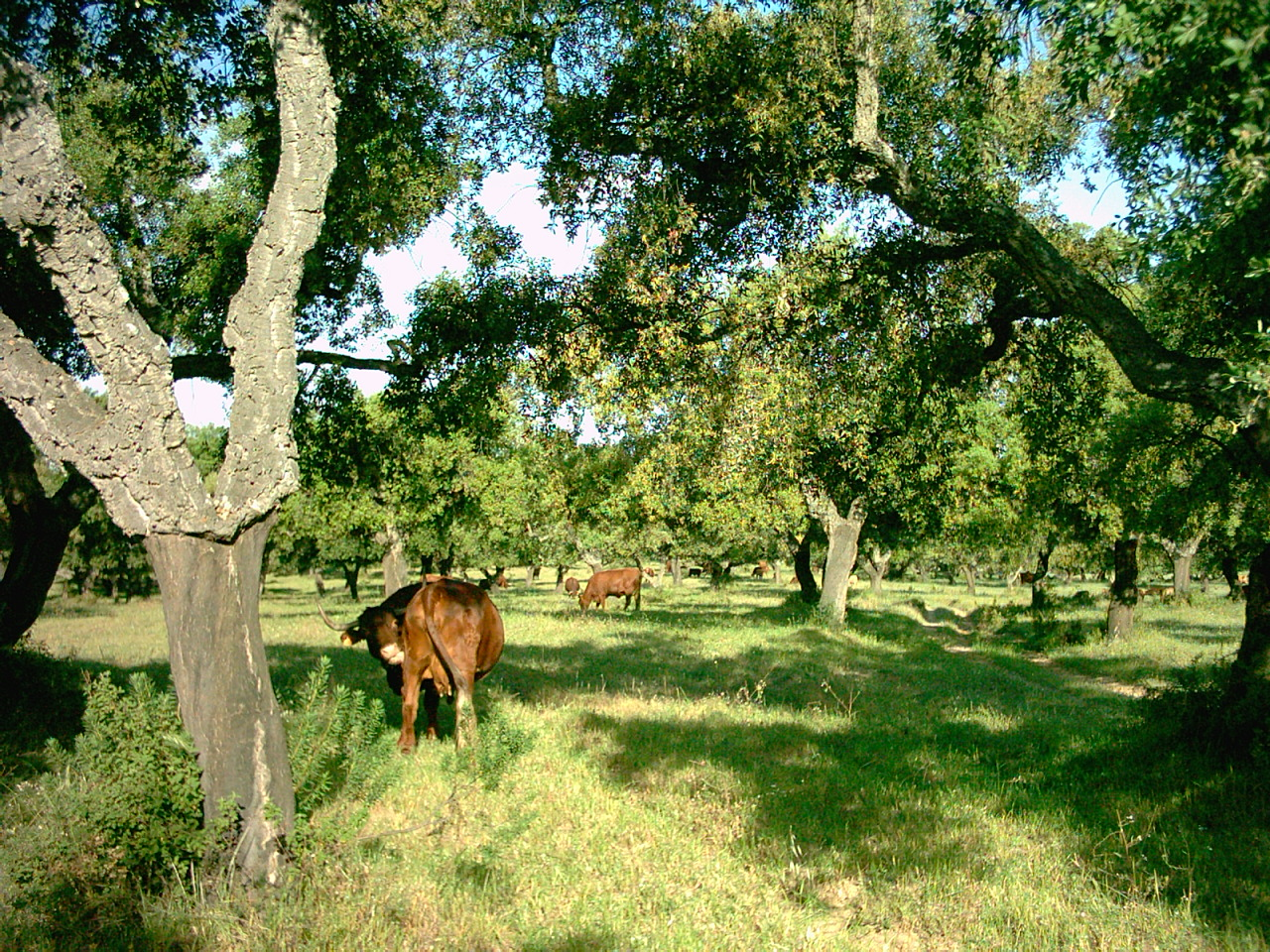
Dehesa Boyal, Bollullos Par del Condado, provincia de Huelva

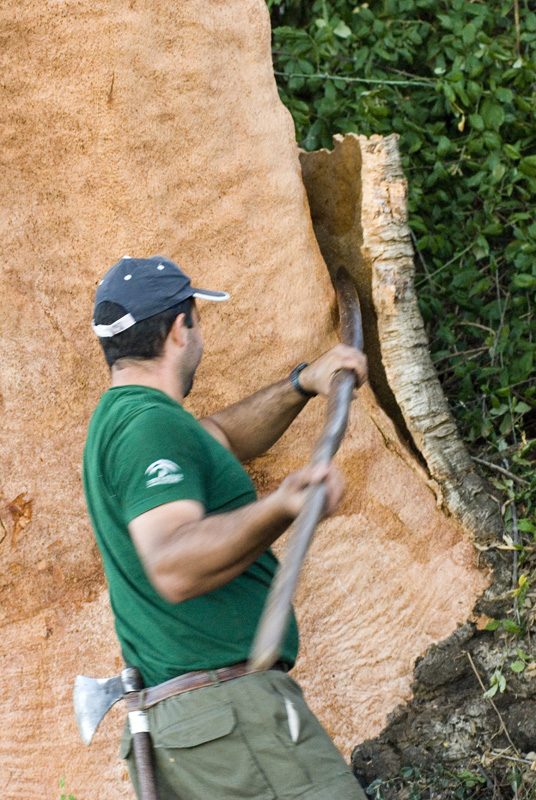
Extracción de corcho en Aracena

La agricultura ecológica andaluza está igualmente experimentando un amplio desarrollo, fundamentalmente orientándose a la exportación hacia mercados europeos, con un incipiente desarrollo de la demanda interna.
La ganadería es una actividad con una larga tradición aunque actualmente está en su mayoría restringida a las adehesadas de las zonas montanas, con menor presión de los distintos usos del suelo. Así, el sector ganadero ocupa un lugar semimarginal en la economía andaluza, aportando tan solo un 15 % a la producción final agraria, frente al 30 % en España, mientras que el sector agrícola aporta un 30 %.
La ganadería extensiva se basa en el aprovechamiento de los pastos naturales o cultivados de montaña para el pastoreo de las cabañas ganaderas. En este subsector ganadero se incluye gran parte del vacuno de carne, la totalidad del ovino y del caprino, así como el porcino de montanera -destacan los productos derivados del cerdo ibérico-. Las cabañas ovina y caprina autóctonas presentan grandes posibilidades dentro de una Europa excedentaria en muchos productos ganaderos, pero deficitaria en los derivados del ovino y el caprino: carne, leche, cuero, entre otros.
La ganadería intensiva se localiza principalmente en la campiña y se basa en el cultivo de especies forrajeras para la alimentación del ganado. Si bien su productividad es mucho mayor que la de la ganadería extensiva, comparativamente con otras regiones españolas y europeas, no han conseguido igualar sus producciones y consolidarse en el mercado.
La moderna ganadería intensiva industrial está adaptada a la economía actual. Sus instalaciones se han localizado en las inmediaciones de los puntos de demanda. Se basa en la utilización de piensos industriales.
La actividad cinegética mantiene una relativa importancia. En la actualidad, ha perdido su carácter de actividad para la obtención de alimentos. Y se ha convertido en actividad de ocio ligada a los espacios serranos, donde supone una actividad complementaria, nada despreciable, a la forestal y ganadera. La comunidad posee 270 000 cazadores federados y más de 25 000 cotos de caza.
Los espacios forestales en Andalucía tienen una gran importancia por su extensión (50 % del territorio andaluz) y por otros aspectos difícilmente cuantificables económicamente como la fijación del suelo, la regulación hídrica, mantenimiento de flora y fauna, que tienen un gran interés ambiental, que deben ser potenciados y regulados para salvaguardar estos espacios de gran importancia ambiental.
El valor de la producción de los espacios forestales apenas supone el 2 % de la producción agrícola. El aprovechamiento maderero, principalmente de especies cultivadas -eucalipto en Huelva y chopo en Granada- y el corcho en Sierra Morena y Los Alcornocales son las principales actividades productivas.

#### Pesca

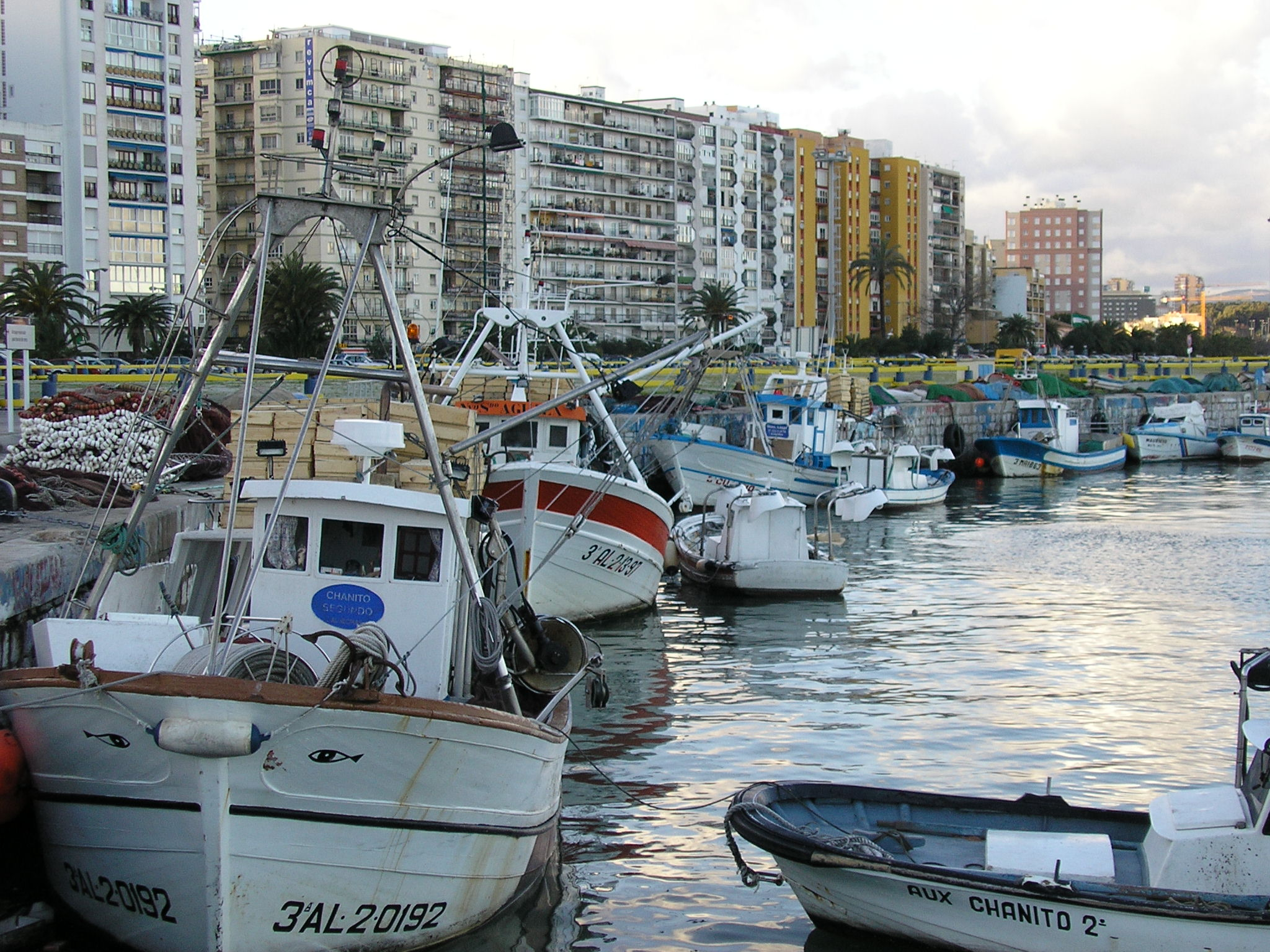
Puerto pesquero de Algeciras

La pesca es una actividad tradicional de las costas andaluzas que aporta un componente esencial a la dieta alimenticia de los andaluces e incluso para la cultura gastronómica -pescaíto frito, gamba blanca, atún de almadraba, entre otras-. La flota pesquera andaluza es la segunda en importancia de la nación -tras Galicia y la primera en número de puertos pesqueros con 38.
El sector pesquero solo supone un 0,5 % de la producción final primaria. Sin embargo, analizando estos datos en el ámbito provincial -Huelva supone el 20 % de producción primaria- o local -en Punta Umbría el 70 % de la población está ligada a este sector- da una idea de la importancia de este sector e incluso dependencia en ciertas regiones andaluzas.

Hasta hace unos años, el incumplimiento de las legislaciones pesqueras en cuanto al uso de la pesca de arrastre, la contaminación del litoral con origen urbano, la destrucción de hábitats por las obras de ingeniería costeras (alteración de las desembocaduras de los ríos, puertos deportivos y comerciales) y la escasez de capturas por la sobreexplotación son factores que han provocado una situación de crisis en la actividad pesquera andaluza y han justificado fuertes acciones de reconversión de la flota pesquera. Parejo a esto la acuicultura, tanto en el litoral como en las piscifactorías del interior, se desarrolla con rapidez.

#### Minería
A pesar de la baja rentabilidad y crisis generalizada en el sector, la minería aún tiene cierta importancia. Si comparamos el valor de las extracciones con el resto de España, se puede constatar que, en cuanto a las extracciones metálicas, Andalucía aporta más del 40 % de la producción nacional, 90% en el caso de la minería metálica. En su distribución, destaca en primer lugar la provincia de Huelva, donde se genera casi la mitad de las extracciones -Faja Pirítica Ibérica- y, en menor medida, las provincias de Córdoba -carbón de la cuenca del Guadiato-, Sevilla -polimetálicos de Aznalcóllar- y Granada -hierro de Alquife-. También tenían gran importancia las minas de carbón (ya cerradas) en Linares (Jaén). En el caso de las rocas industriales (calizas, arcillas y otros materiales utilizados en la construcción) presentan una distribución muy repartida por todo el territorio andaluz.
Se trata de una actividad que genera el 8,3 % del valor añadido bruto de la industria andaluza y que alcanzó en 2021 un valor de producción de 1.365 millones de euros. Genera más de 8600 empleos, un tercio del total nacional.

### Desempleo y desigualdad
Según Eurostat, Andalucía posee el peor mercado laboral de la Europa comunitaria al alcanzar en 2011 la tasa de paro más elevada de toda la UE. En el año 2012 ese negativo dato siguió incrementándose hasta alcanzar el 35,42 % en el tercer trimestre, con 1 424 200 parados.
| CC.AA/Provincias        | Andalucía | Almería | Cádiz   | Córdoba | Granada | Huelva  | Jaén    | Málaga  | Sevilla |
| ----------------------- | --------- | ------- | ------- | ------- | ------- | ------- | ------- | ------- | ------- |
| Porcentaje de desempleo | 16,06 %   | 16,23 % | 18,13 % | 17,07 % | 22,15 % | 14,44 % | 21,92 % | 12,06 % | 13,84 % |

En 2017 Andalucía era líder en pobreza y desigualdad, viviendo casi el 42 % de la población en riesgo de exclusión social, según los datos de la EAPN-Andalucía. En el II Informe del Observatorio de Desigualdad de Andalucía, de 2018, se ponía de manifiesto la diferencia de recursos disponibles, con mínimos nacionales en el entorno de los 1000 euros mensuales por hogar en zonas como el Polígono Sur o Los Pajaritos, el barrio más pobre de España, también en Sevilla. Mientras un barrio de clase alta andaluza rondaba los 4000 euros, en Barcelona o Madrid se encontraban entre los 8000 y 9000.

### PIB por provincias
Según el Instituto de estadística y cartografía de Andalucía (IECA), el PIB es (en miles de millones de euros):
| Puesto | Provincia | PIB    | PIB PC | Variación anual (%) |
| ------ | --------- | ------ | ------ | ------------------- |
| 1      | Sevilla   | 52.471 | 26 654 | 6.2                 |
| 2      | Málaga    | 48.238 | 26 962 | 6.5                 |
| 3      | Cádiz     | 28.777 | 22 862 | 4.2                 |
| 4      | Granada   | 22.969 | 24 410 | 7.0                 |
| 5      | Almería   | 20.219 | 26 570 | 1.8                 |
| 6      | Córdoba   | 19.269 | 24 993 | 10.0                |
| 7      | Huelva    | 14.734 | 27 450 | 7.1                 |
| 8      | Jaén      | 14.695 | 23 752 | 12.8                |

## Cultura

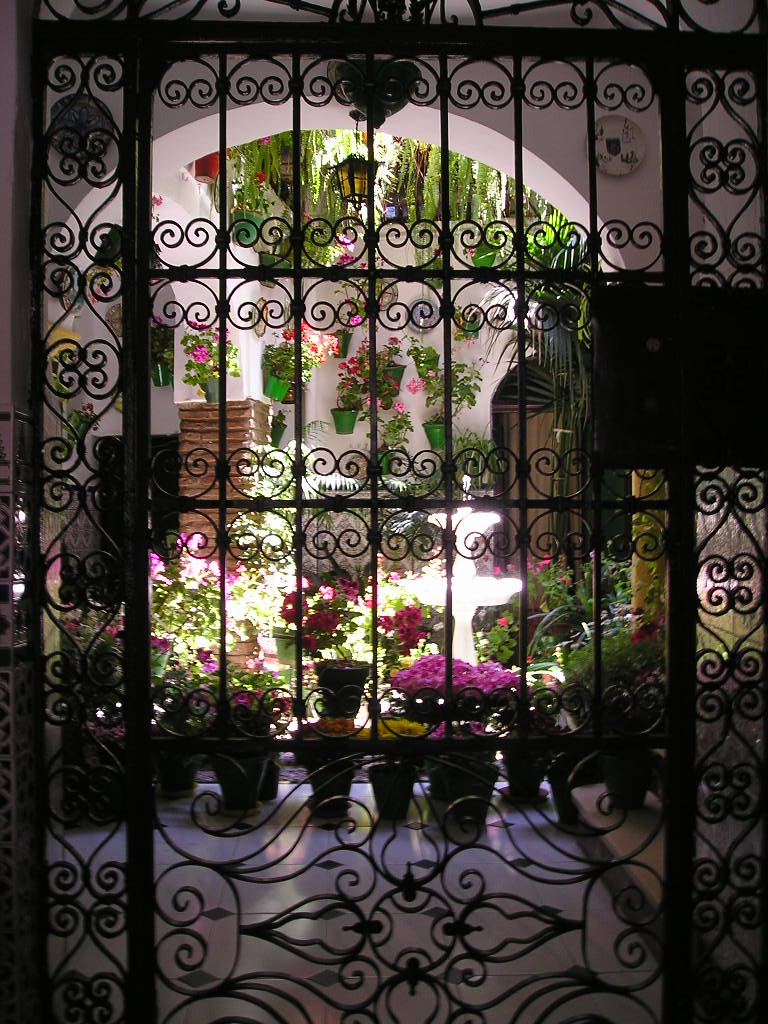
Patio andaluz en Córdoba

Los particulares condicionantes históricos y geográficos del espacio andaluz, así como los complejos flujos de población, han propiciado la conformación de la cultura andaluza. Por Andalucía han pasado diferentes pueblos y civilizaciones que con el tiempo han ido conformando una identidad cultural particular. Estos pueblos, algunos muy diferentes entre sí, han ido dejando una impronta lentamente asentada entre los habitantes. La llegada de los primeros comerciantes orientales en la Edad Antigua, la romanización, la extensa etapa islámica y la cristianización han ido conformando la identidad andaluza, que ya en el siglo XIX estaba perfectamente definida y ampliamente difundida a través del costumbrismo andaluz.
En esa época clásica de la cultura andaluza, esta se convirtió en gran medida en la cultura española por antonomasia, en parte gracias a la visión de los viajeros románticos, que encontraron en Andalucía la idiosincrasia más castiza de España, por ser la más exótica desde el punto de vista de un extranjero.
En palabras de Ortega y Gasset:

Andalucía, que no ha mostrado nunca pujos ni petulancias de particularismo; que no ha pretendido nunca ser un Estado aparte, es, de todas las regiones españolas, la que posee una cultura más radicalmente suya.

Durante todo el siglo XIX, España ha vivido sometida a la influencia hegemónica de Andalucía. Empieza aquella centuria con las Cortes de Cádiz; termina con el asesinato de Cánovas del Castillo, malagueño, y la exaltación de Silvela, no menos malagueño. Las ideas dominantes son de acento andaluz. Se pinta Andalucía -un terrado, unos tiestos, cielo azul. Se lee a los escritores meridionales. Se habla a toda hora de la «tierra de María Santísima». El ladrón de Sierra Morena y el contrabandista son héroes nacionales. España entera siente justificada su existencia por el honor de incluir en sus flancos el trozo andaluz del planeta. Hacia 1900, como tantas otras cosas, cambia ésta. El Norte se incorpora.

s:Teoría de Andalucía, 1927

En su libro dedicado al cante jondo, Andalucía, su comunismo y su cante jondo, Pedro Caba Landa, filósofo, ensayista y poeta diría del Pueblo andaluz:

En Andalucía confluyen la desesperación filosófica del Islam, la desesperación religiosa del hebreo, y la desesperación social del gitano
Andalucía, su comunismo y su cante jondo, 1933

### Arte
Andalucía ha sido siempre cuna de grandes artistas. Sobresalen los pintores Velázquez, Murillo, Valdés Leal y los escultores Martínez Montañés y Alonso Cano. De tiempos más recientes son conocidos en todo el mundo los pintores Vázquez Díaz y Pablo Picasso. El compositor gaditano Manuel de Falla incorporó a sus obras melodías típicas andaluzas, así como el sevillano Joaquín Turina. Destaca también el cantaor Camarón de la Isla, nacido en San Fernando.

#### Arquitectura

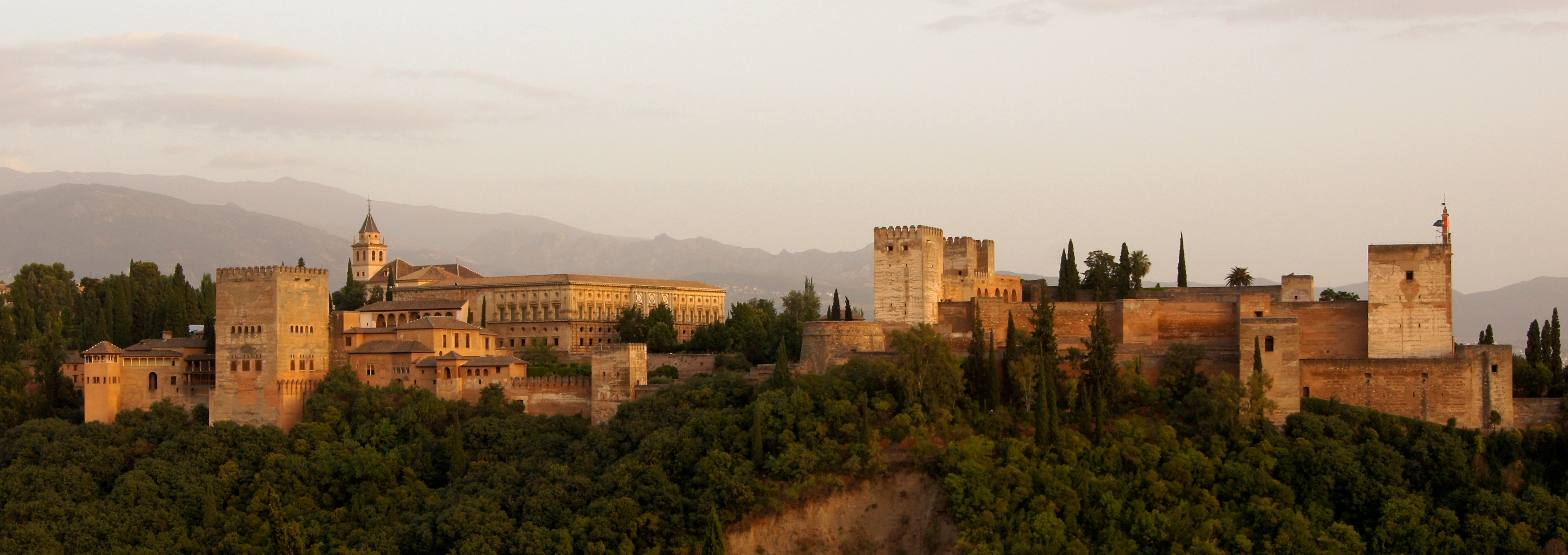
Vista de la Alhambra de Granada

Del Neolítico se conservan importantes ejemplos de megalitismo, como el dolmen de Menga y el de Viera. Los primeros ejemplos de urbanismo datan de la Edad de Bronce en Los Millares y El Argar.
De la Edad Antigua tienen especial importancia los yacimientos arqueológicos de Doña Blanca y del cerro del Villar, y las ruinas de Baelo Claudia o Itálica y el yacimiento arqueológico de época ibero romana de Castulo en Linares entre otras.

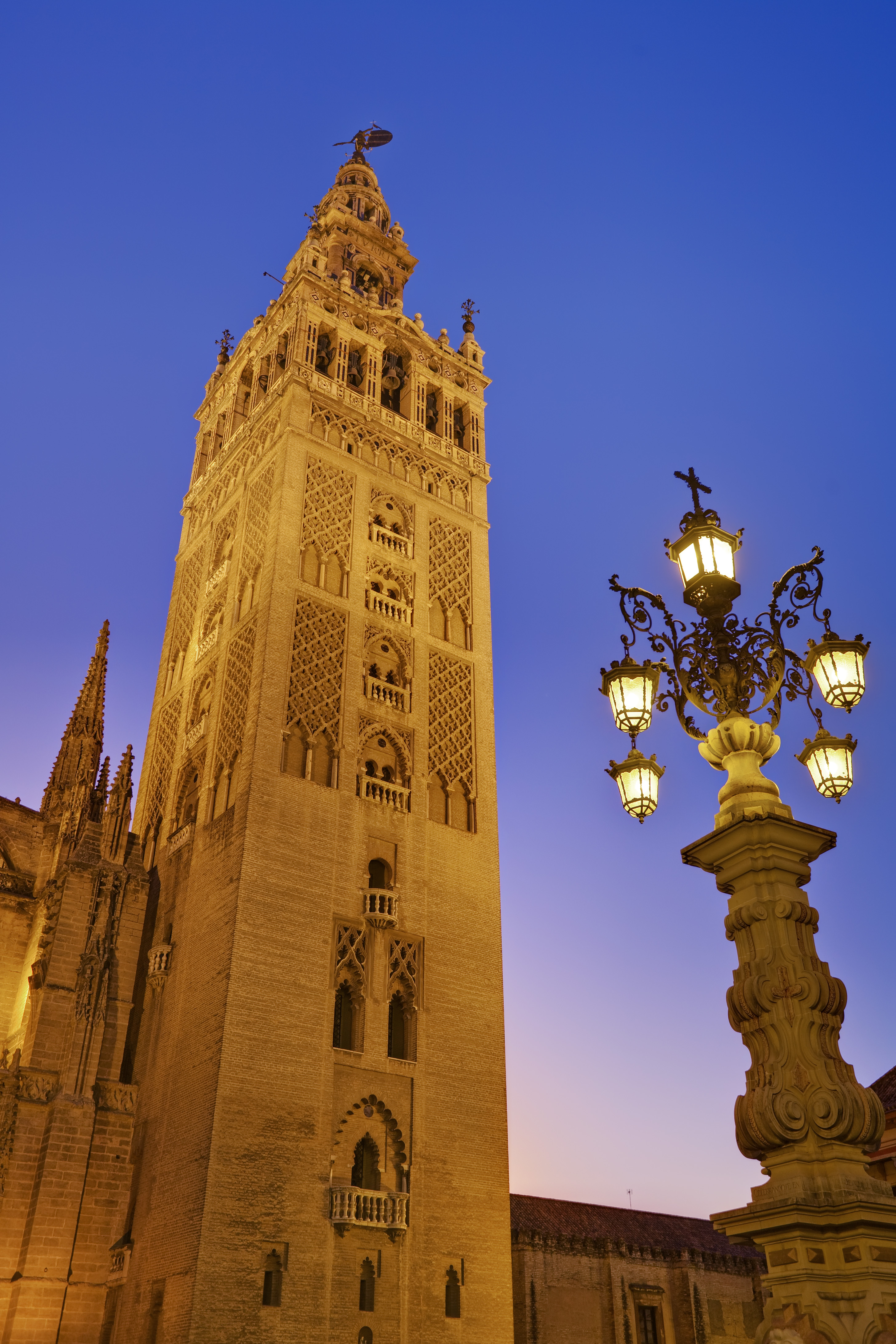
Vista general de la Giralda, en la catedral de Sevilla

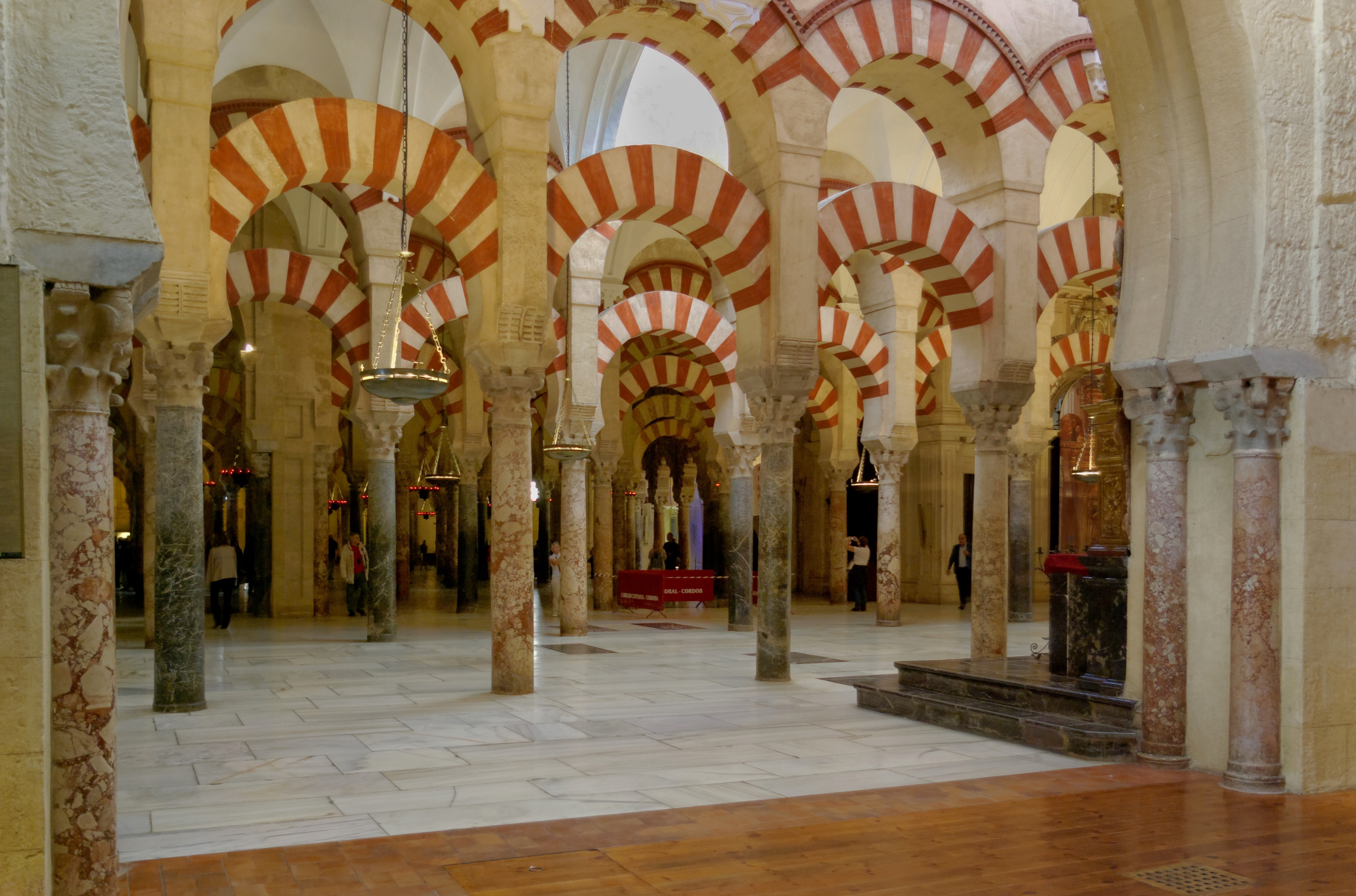
Mezquita-catedral de Córdoba

A la arquitectura hispanoárabe o andalusí pertenecen algunos de los edificios más representativos de Andalucía como la Alhambra, la mezquita de Córdoba, la alcazaba de Málaga, la Giralda, el castillo de Santa Catalina en Jaén o la alcazaba de Almería y sus murallas.
La arquitectura andalusí, como la romana anteriormente, influyó de manera notable en la arquitectura posterior, especialmente en la arquitectura mudéjar, cuyos principales ejemplos son el Real Alcázar de Sevilla o las iglesias parroquiales del reino de Córdoba o Sevilla, que combinan elementos de raigambre andalusí con otros propios de la arquitectura románica y gótica.
Posteriormente la catedral de Sevilla, el templo gótico más grande del mundo, marcó la pauta para la construcción de otros edificios de su reino, como la iglesia de San Miguel en Jerez, la Prioral del Puerto de Santa María y Las Covachas de Sanlúcar de Barrameda.

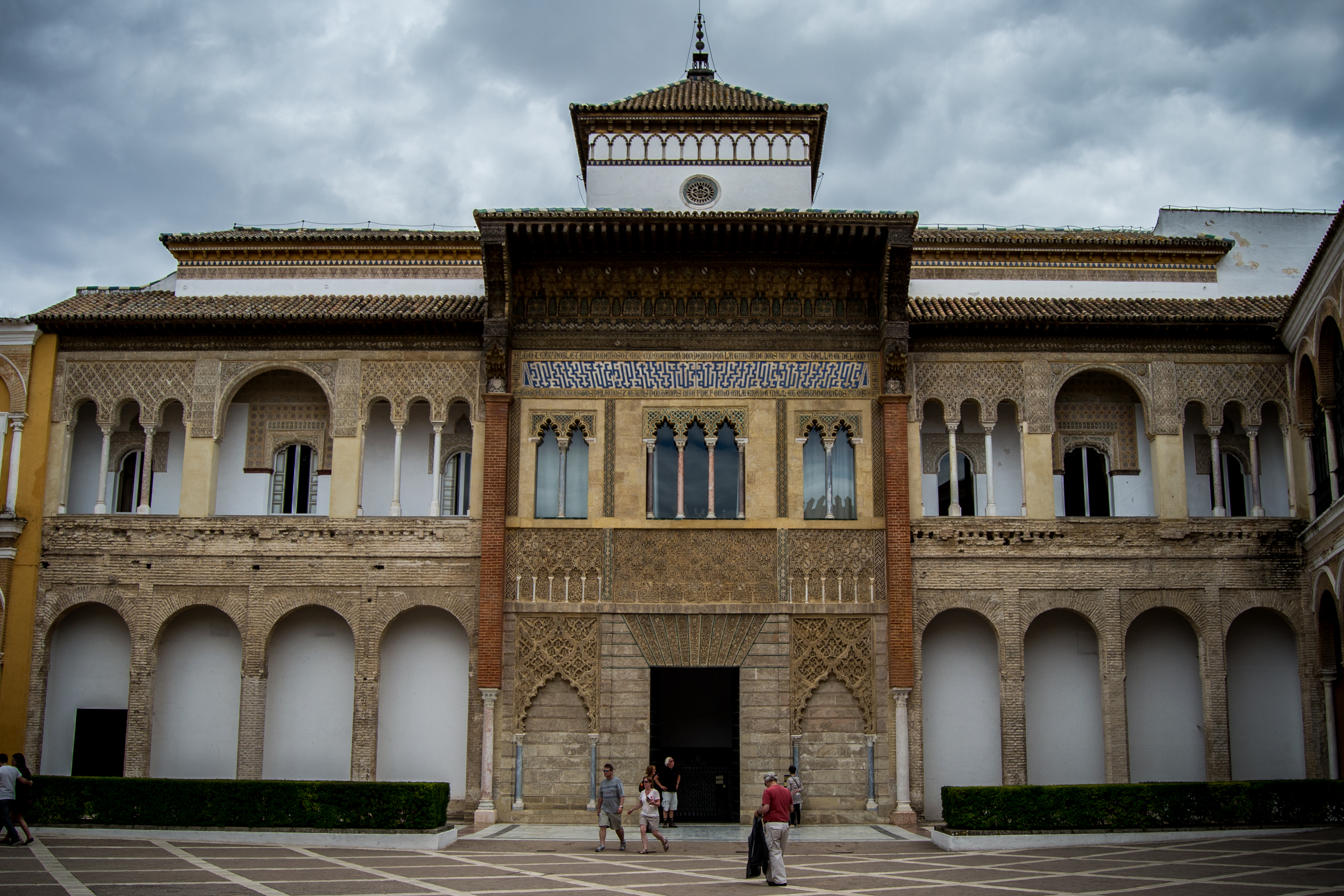
Real Alcázar de Sevilla, de estilo mudéjar.

En Granada son fundamentales la Capilla Real, el palacio de Carlos V, que tiene una importancia singular por su purismo renacentista italianizante y la catedral, de planta gótica y cuerpo renacentista. Así mismo, en Málaga cabe destacar, además del palacio de los Condes de Buenavista, su catedral, cuyas originarias trazas de estilo gótico, derivaron en un proyecto renacentista en cuyos planos participaron Diego de Siloé y Andrés de Vandelvira. La arquitectura renacentista tuvo otro de sus principales focos en el reino de Jaén, con la construcción de su catedral por parte de Andrés de Vandelvira, que sirvió de modelo para la de Guadix y con los conjuntos monumentales de las ciudades de Úbeda y Baeza, declaradas Patrimonio de la Humanidad por la Unesco. Sevilla y su reino también fueron importantes focos de la arquitectura renacentista, como demuestran el Ayuntamiento de Sevilla, el Hospital de las Cinco Llagas o la Cartuja de Jerez de la Frontera.

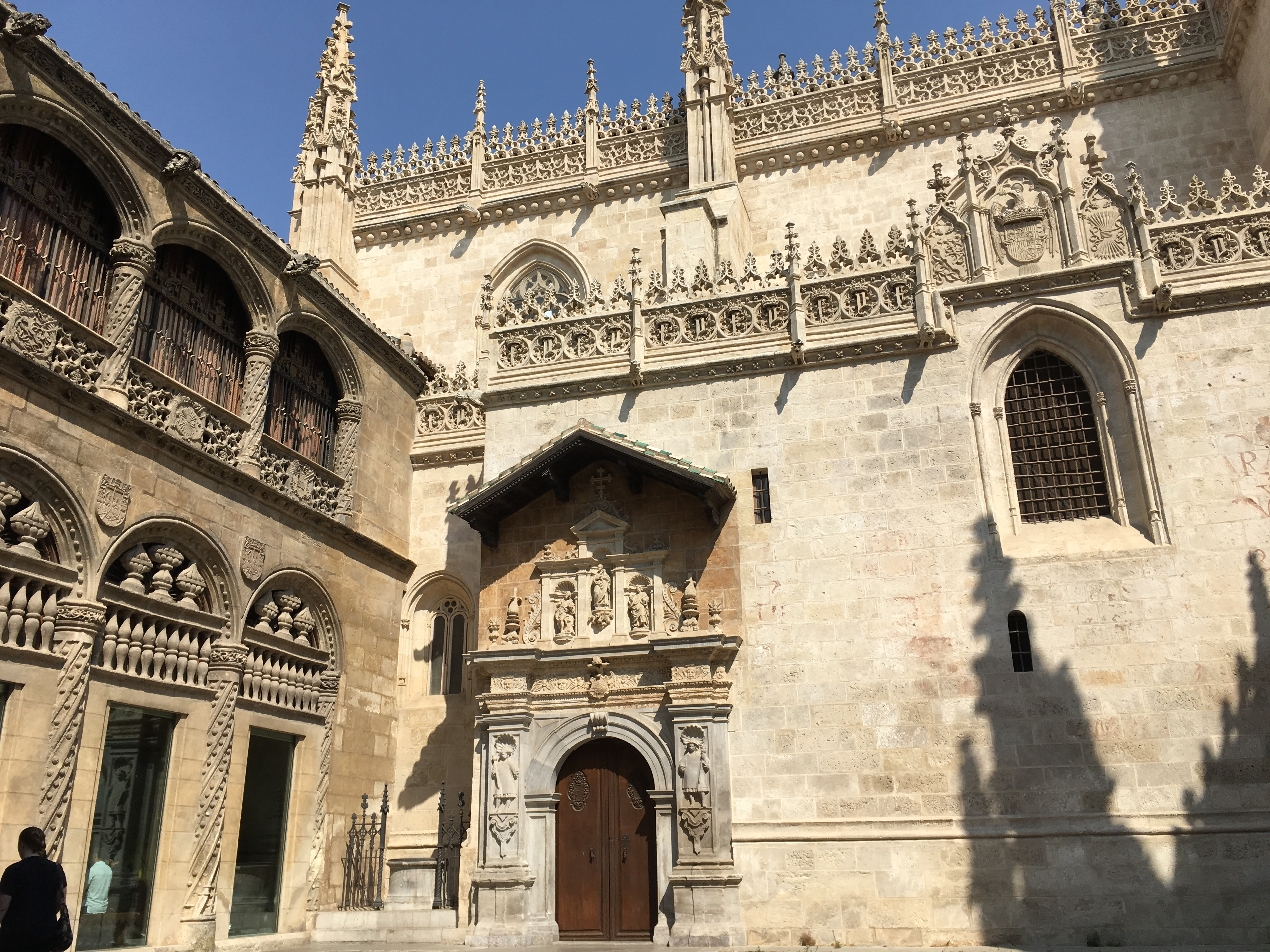
Capilla Real de Granada

Del Barroco se conservan edificios como el palacio de San Telmo de Sevilla, la iglesia de Nuestra Señora del Reposo de Campillos, la Cartuja de Granada, la catedral de la Merced en Huelva o la Casa del Consulado en Málaga. Del academicismo, la Fábrica de Tabaco de Sevilla y del neoclasicismo, el Palacio de la Aduana de Málaga o los edificios del núcleo gaditano, como el Ayuntamiento de Cádiz, la Cárcel Real y la Santa Cueva.

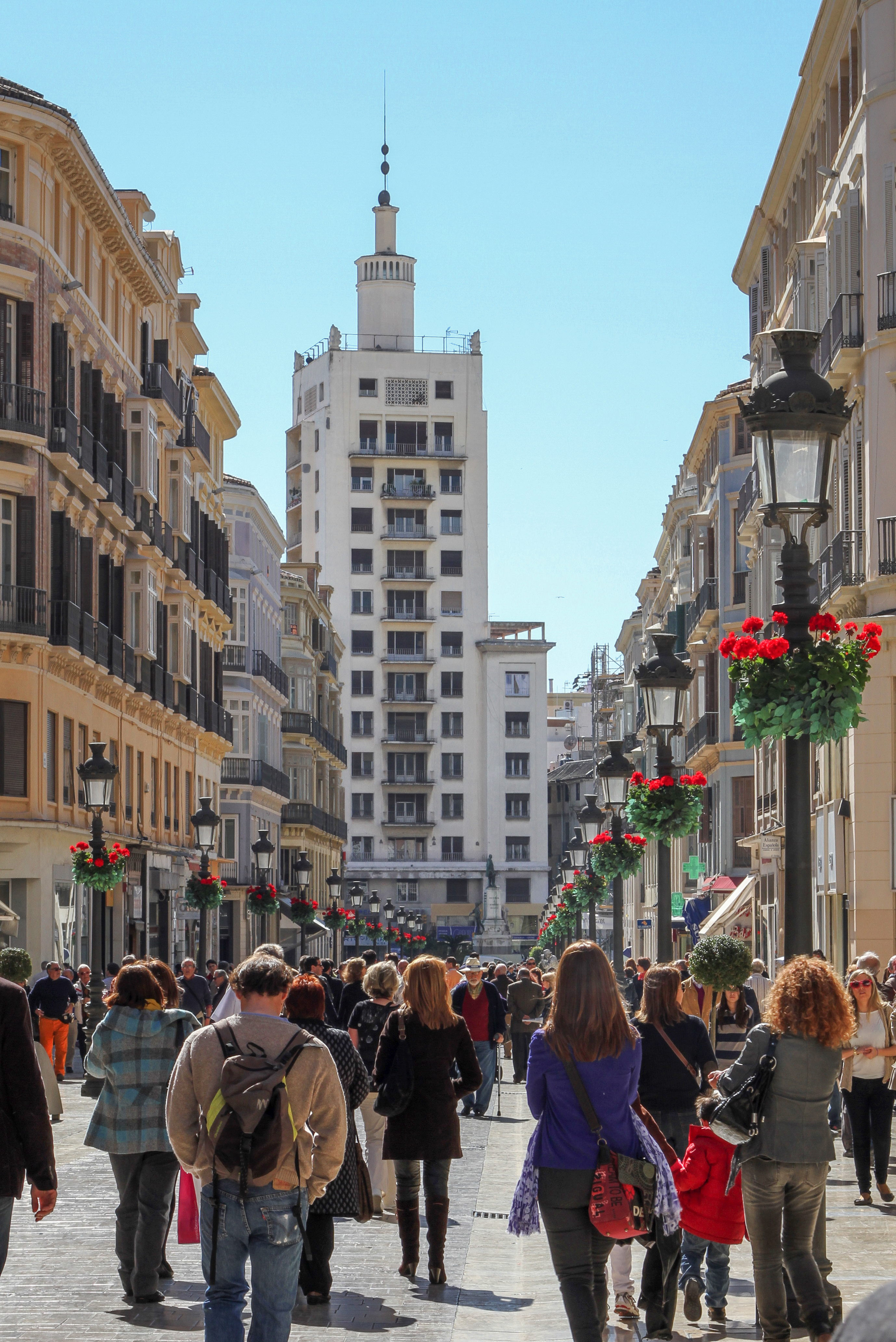
Calle Marqués de Larios de Málaga, notorio ejemplo de la planificación urbanística del

En la arquitectura decimonónica cabe destacar el centro histórico de Málaga, cuya arteria principal, la calle Marqués de Larios, flanqueada por una serie de edificios de estilo inspirado en la Escuela de Chicago, o la Alameda Principal, son claros ejemplos de la planificación urbanística de la ciudad decimonónica.
Dentro del estilo historicista propio de los siglos XIX y XX, destaca el conjunto arquitectónico de la Exposición Iberoamericana de Sevilla de 1929, donde destaca la plaza de España, de aire neomudéjar, denominado regionalismo historicista y el Museo provincial de Huelva construido en 1973. Asimismo se conserva un importante patrimonio industrial, relacionado con diversas actividades económicas.

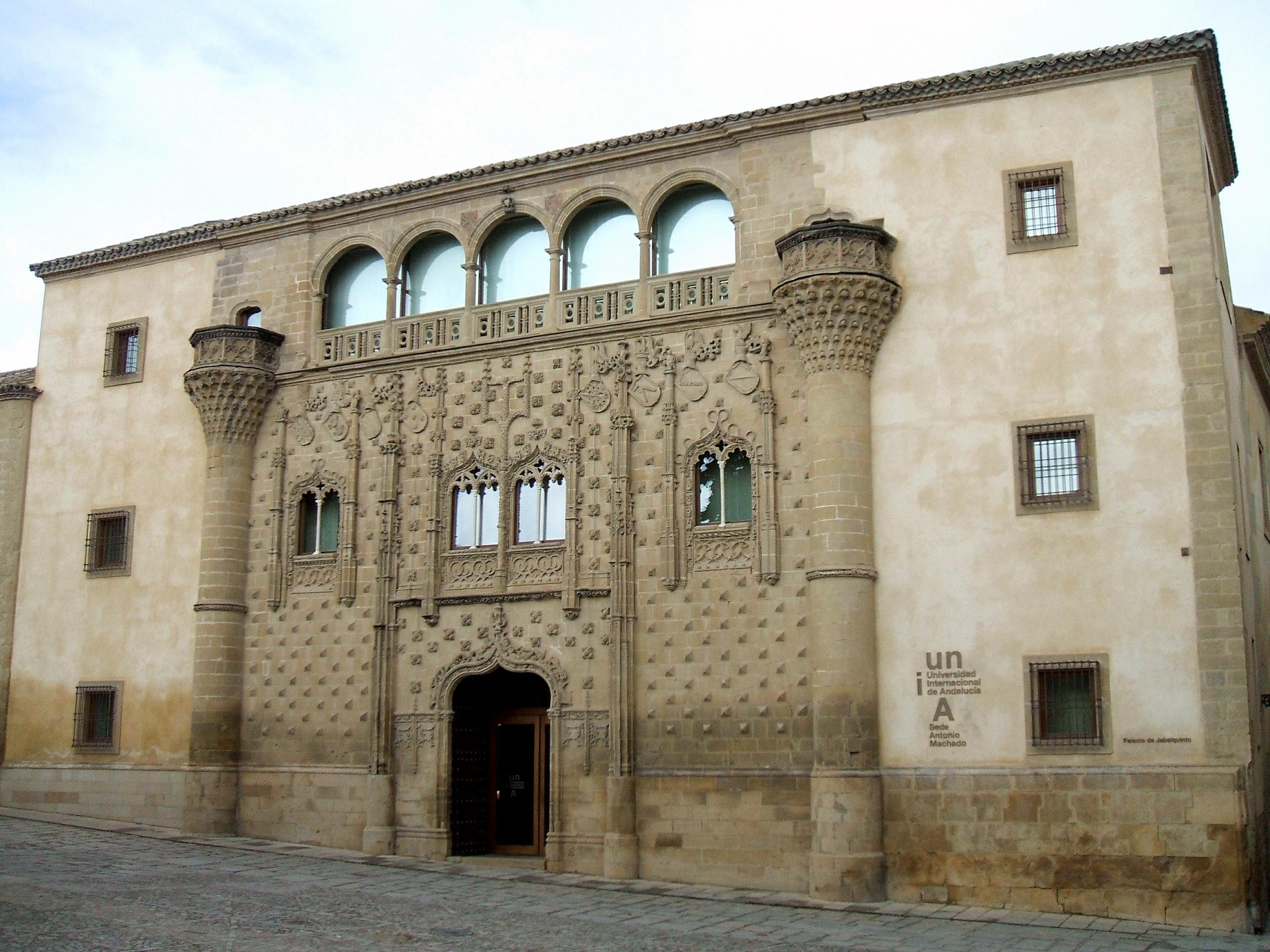
Palacio de Jabalquinto de Baeza, ciudad declarada Patrimonio de la Humanidad junto con Úbeda

La arquitectura tradicional tiene un marcado carácter mediterráneo que hunde sus raíces en la arquitectura romana y árabe y que está fuertemente condicionada por el clima. Las viviendas tradicionales urbanas suelen construirse adosadas unas a otras para aislarlas de las altas temperaturas exteriores. Predominan los muros sólidos encalados sobre los vanos para evitar la insolación excesiva del interior. En función de la climatología y de la tradición de cada zona, las cubiertas de las casas pueden ser aterrazadas, formando azoteas, o tejados a varias aguas construidos con tejas árabes. Uno de los elementos más característicos es el patio interior. Entre los patios andaluces son célebres los cordobeses. En las viviendas suelen utilizarse las rejas de hierro forjado y los azulejos como elementos decorativos. Las plantas, flores y el agua, son parte fundamental de la arquitectura tradicional andaluza, tanto suntuaria como popular. Más allá de estos elementos generalizados, existen tipologías arquitectónicas singulares, como la arquitectura alpujarreña y las cuevas de la Hoya de Guadix y del Sacromonte o la arquitectura tradicional del Marquesado de Zenete, entre otras.
En el ámbito de la arquitectura rural destacan las casas o caseríos de labor, como son los cortijos, haciendas y alquerías.

#### Escultura

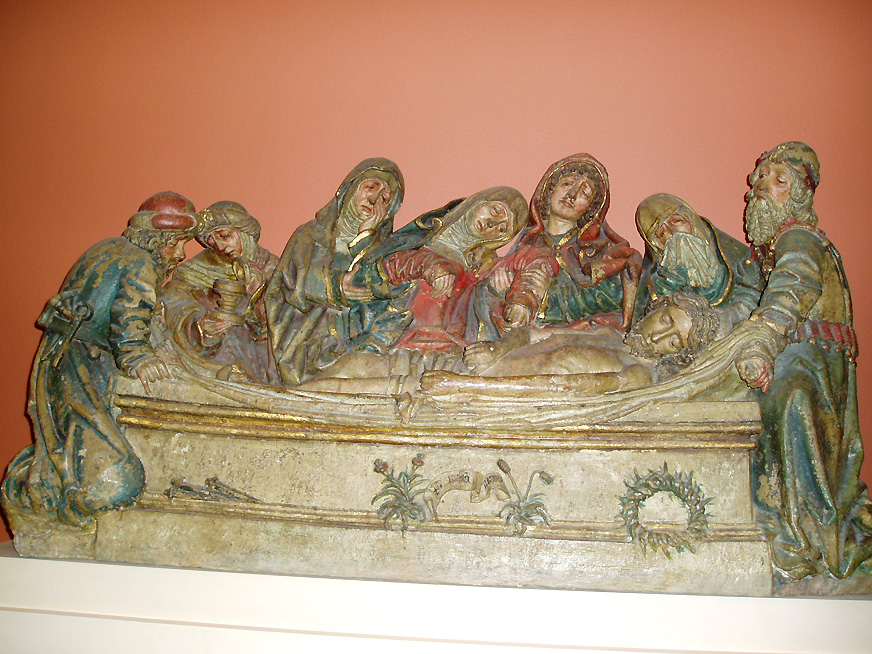
Llanto sobre Cristo Muerto, de Pedro Millán, Museo de Bellas Artes de Sevilla

Los relieves íberos de Osuna, la Dama de Baza, el León de Bujalance, los sarcófagos fenicios de Cádiz y las piezas de escultura romana provenientes de ciudades béticas como Itálica, dan testimonio del cultivo de la escultura en Andalucía desde la Antigüedad. Del tiempo de al-Ándalus apenas se conservan esculturas dignas de mención, pues el islam es una religión mayoritariamente iconoclasta, siendo una destacada excepción los leones de la Alhambra y del Maristán de Granada.
Durante la Edad Moderna el papel fundamental lo desempeñaron la Escuela sevillana de escultura y la granadina, con autores como Mercadante de Bretaña, Pedro Millán, Juan Martínez Montañés, José de Mora, Pedro Roldán, José de Arce, Jerónimo Balbás, Alonso Cano y Pedro de Mena. Ambas escuelas se dedicaron principalmente al arte religioso con la creación de imágenes religiosas y retablos realizados mayoritariamente en madera.
La escultura de temática no religiosa existió en Andalucía desde antiguo, como demuestran los mármoles renacentistas de la Casa de Pilatos y las esculturas mitológicas de Diego de Pesquera. Sin embargo no comenzó a generalizarse hasta el siglo XIX, con autores como Antonio Susillo.

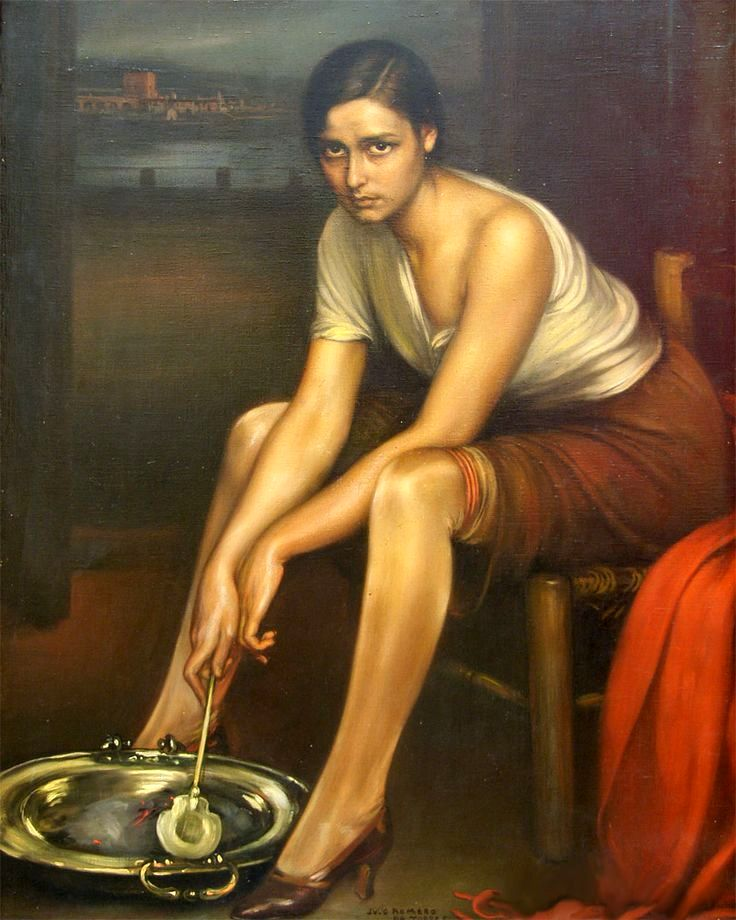
La chiquita piconera. Obra del pintor cordobés Julio Romero de Torres, 1930

#### Pintura

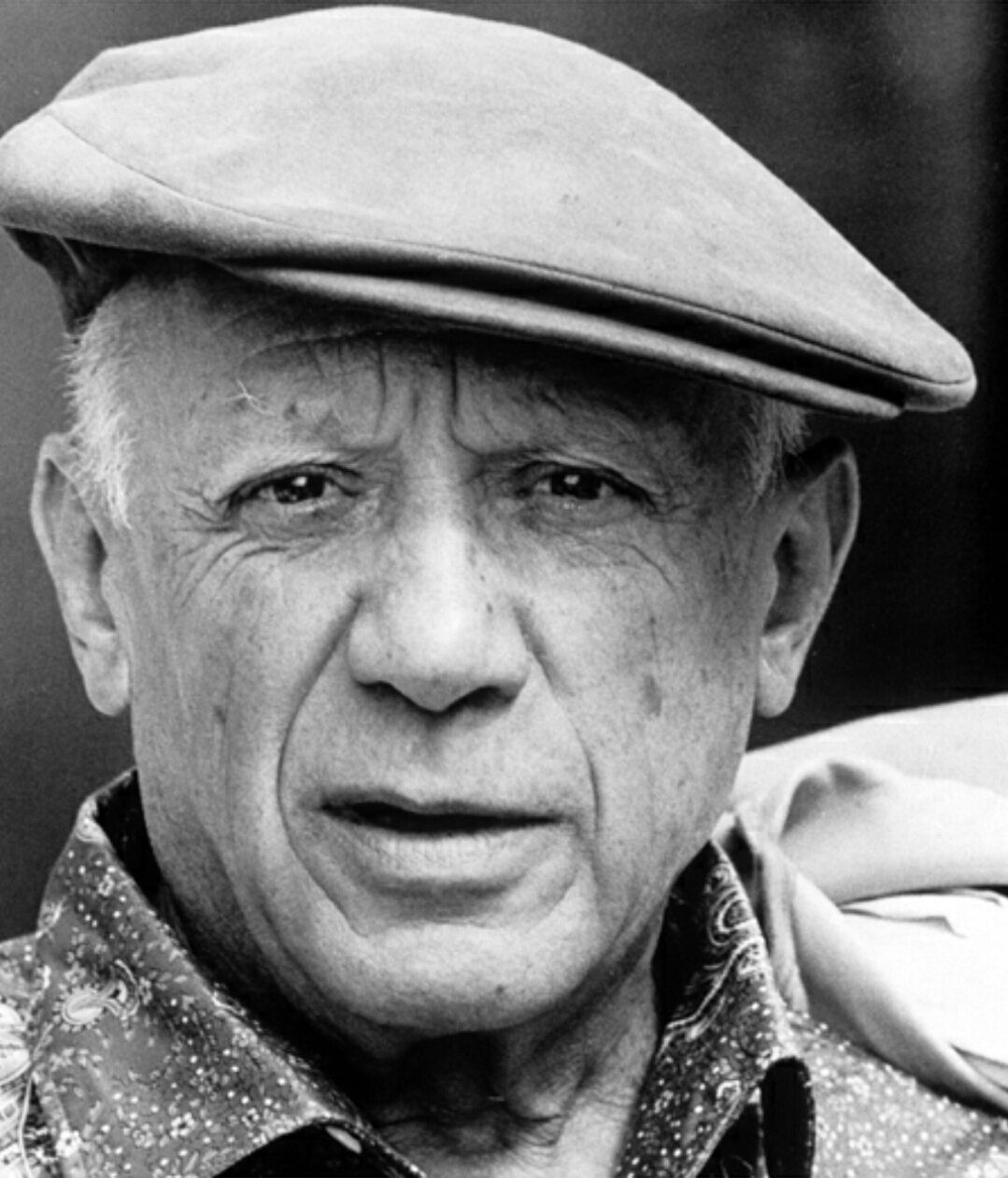
Pablo Ruiz Picasso

En la historia de la pintura en Andalucía tienen un papel fundamental la Escuela granadina y la Escuela sevillana. Esta última es una de las grandes escuelas pictóricas españolas y europeas, que tuvo una larga trayectoria que va desde el siglo XV al XIX y que aportó a la historia del arte importantes creadores como Zurbarán, Velázquez y Murillo así como teóricos del arte como Francisco Pacheco. El Museo de Bellas Artes de Sevilla es fundamental para conocer la historia del arte pictórico sevillano.
Dada su temática, merece una mención especial la pintura costumbrista andaluza, desarrollada a partir del Romanticismo por autores como Manuel Barrón, José García Ramos, Gonzalo Bilbao y Julio Romero de Torres y que está muy bien representada en la Colección Carmen Thyssen-Bornemisza. Buena parte de esta colección puede ser observada en el Museo Carmen Thyssen de Málaga.

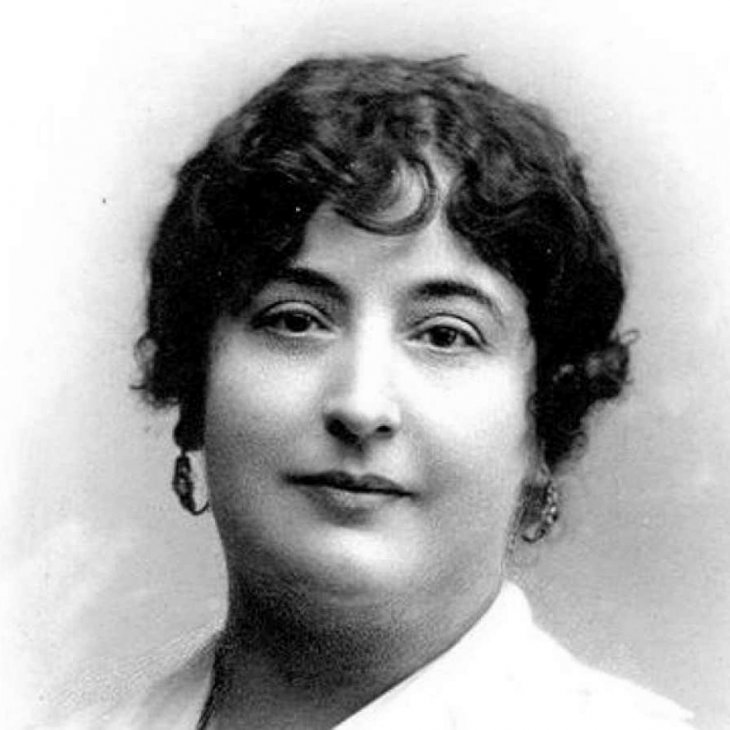
Carmen de Burgos

En el contexto de la pintura contemporánea es fundamental la figura del pintor malagueño Pablo Picasso, cuya obra está ampliamente representada en el Museo Picasso Málaga.

### Literatura y filosofía

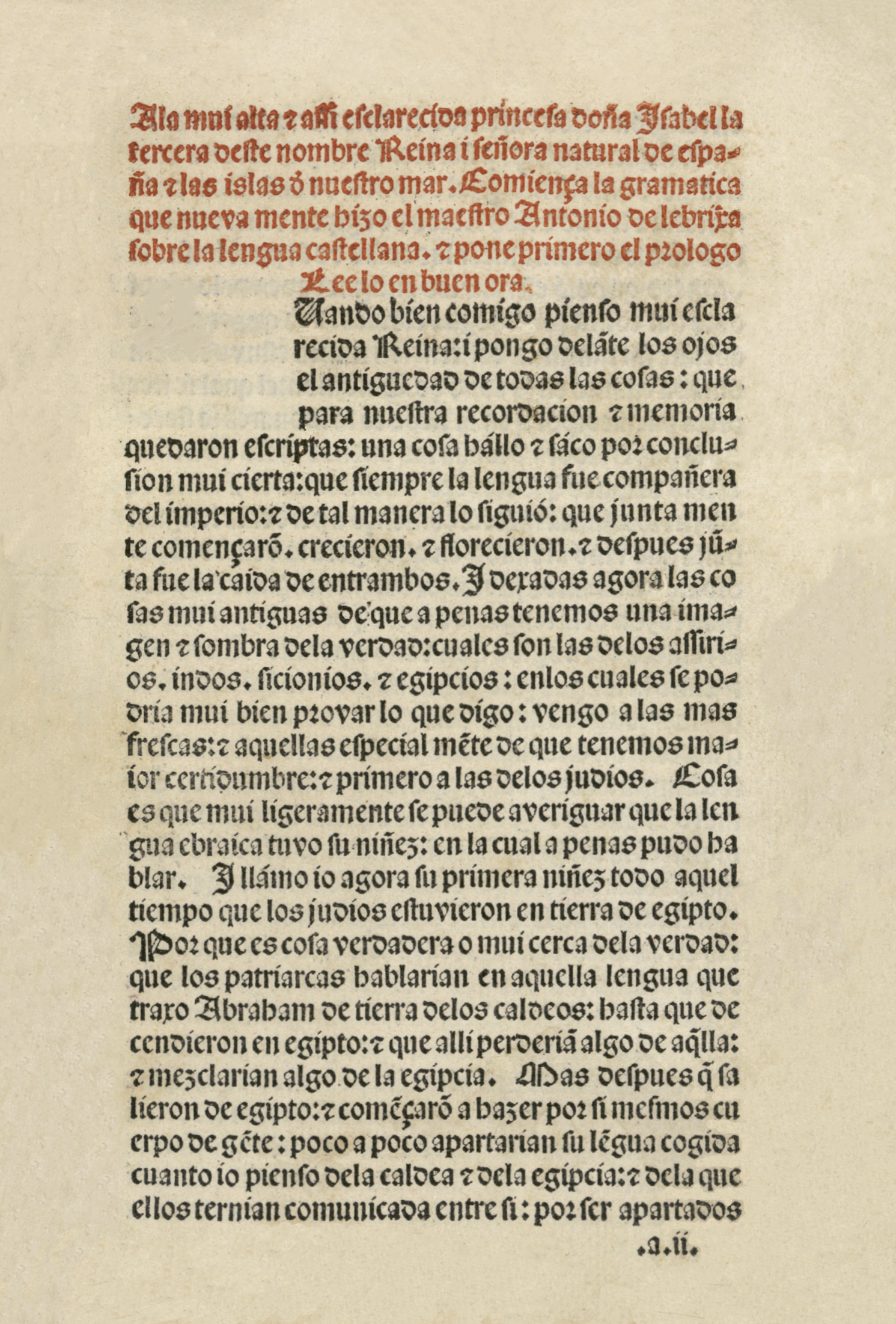
Gramática castellana de Antonio de Nebrija

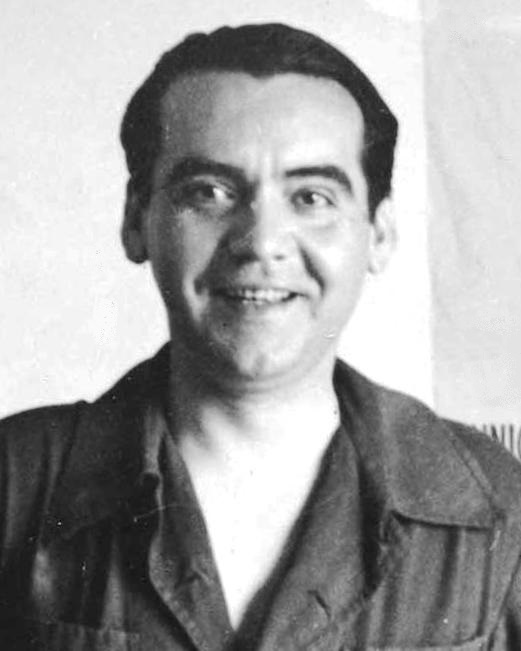
Federico García Lorca

El peso de Andalucía en la historia de la literatura en castellano es muy grande. En 1492 Antonio de Nebrija publicó su célebre Gramática castellana, la primera de una lengua vulgar que se escribió en Europa. En 1528 Francisco Delicado escribió La Lozana andaluza, novela en la órbita de La Celestina, mientras que el sevillano Mateo Alemán escribió Guzmán de Alfarache, la primera novela picaresca de autor conocido.
Asimismo tuvo especial importancia la escuela literaria humanista sevillana con autores como Juan de Mal Lara, Fernando de Herrera, Gutierre de Cetina, Luis Barahona de Soto, Juan de la Cueva, Gonzalo Argote de Molina y Rodrigo Caro, entre otros. Dentro del culteranismo de la poesía barroca del Siglo de Oro el cordobés Luis de Góngora fue el máximo exponente.
El Romanticismo literario en España tuvo uno de sus polos fundamentales en Andalucía, con autores como el duque de Rivas, José Cadalso y Bécquer. El costumbrismo andaluz tiene una de sus máximas expresiones en las Escenas andaluzas de Serafín Estébanez Calderón y en las obras de Pedro Antonio de Alarcón.
A caballo entre el siglo XIX y el XX destacan los escritores andaluces Ángel Ganivet, Manuel Gómez Moreno, Manuel y Antonio Machado y Francisco Villaespesa, tradicionalmente encuadrados en la llamada generación del 98. Dentro de ella, los hermanos Álvarez Quintero como fieles retratistas de la idiosincrasia andaluza en sus entremeses, en que sus personajes usan frecuentemente el dialecto andaluz, recogiendo la estela de su maestro José López Pinillos «Parmeno». Especialmente relevante fue el moguereño Juan Ramón Jiménez, Premio Nobel de Literatura, personalidad singular y trascendental dentro de la poesía española de todos los tiempos.
Gran parte de los miembros de la generación del 27, verdadera Edad de Plata de la cultura española, reunida en torno al homenaje a Góngora en el Ateneo de Sevilla, fueron andaluces, como Federico García Lorca, Luis Cernuda, Rafael Alberti, Manuel Altolaguirre, Emilio Prados y Vicente Aleixandre, quien recibiera el Premio Nobel en 1977.
Asimismo existen varios personajes literarios del ambiente andaluz convertidos en auténticos arquetipos de la literatura universal como Carmen, la gitana de Prosper Merimée, Fígaro, El barbero de Sevilla de Pierre-Augustin de Beaumarchais y Don Juan, El burlador de Sevilla, de Tirso de Molina.
Como en la mayoría de España, el principal vehículo de la lírica popular andaluza es el romance, aunque también existen estrofas propias de Andalucía como la soleá o la soleariya. Los romances, las nanas, los pregones, las retahílas, las canciones de labor, entre otras muchas, son muy abundantes.
Capítulo aparte merece la literatura hispanoárabe en dialecto andalusí, con autores nacidos en el actual territorio andaluz, como Ibn Hazm, Ibn Zaydun, Ibn Quzman, Abentofail, Al-Mutamid, Ibn al-Jatib, Ibn al-Yayyab e Ibn Zamrak.
Entre los filósofos y pensadores nacidos en Andalucía destacan Séneca, Ibn Gabirol, Maimónides, Averroes, Fernán Pérez de Oliva, Sebastián Fox Morcillo, Ángel Ganivet, Francisco Giner de los Ríos y María Zambrano.

### Música

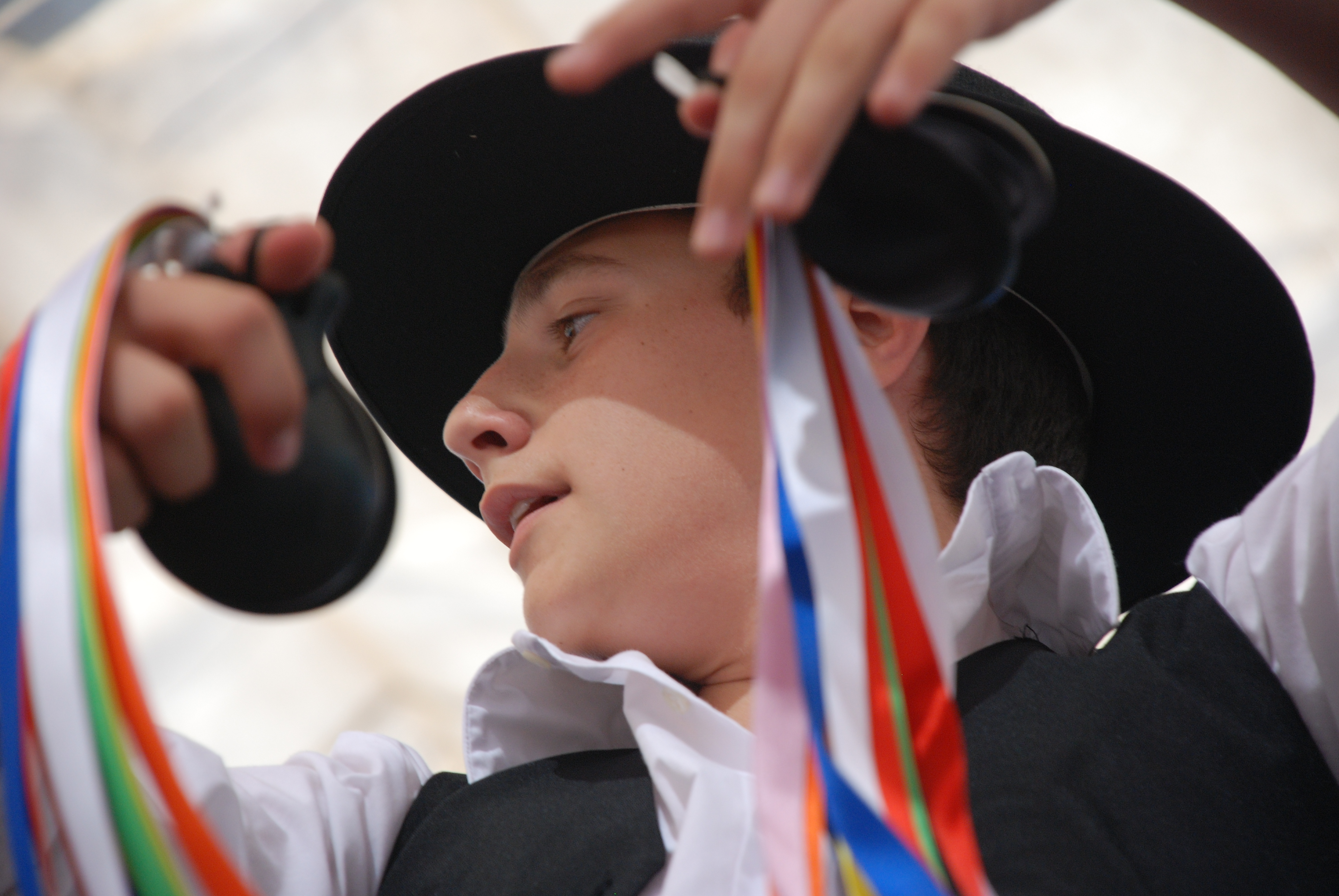
Bailaor malagueño de verdiales

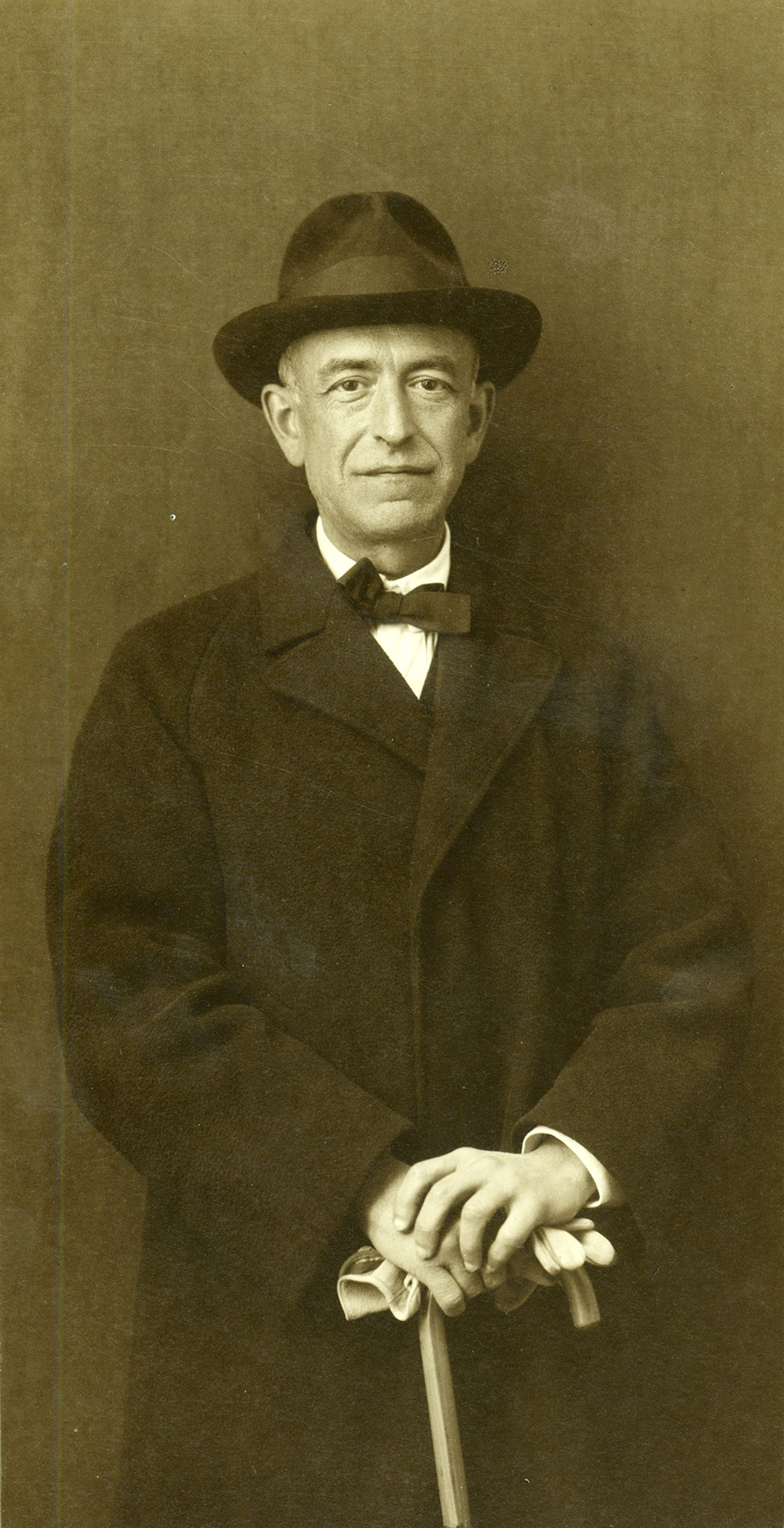
Manuel de Falla

Se conoce como música andaluza, no solo a la música tradicional propia de Andalucía, sino a un tipo de música específico, tanto de género popular como culto, definido por unas características propias en el ámbito métrico, melódico y armónico. Por ello, puede hablarse con propiedad de música andaluza compuesta por compositores no andaluces. En el ámbito de la musicología, a esta tendencia suele llamársele andalucismo musical.
El flamenco está considerado actualmente como Patrimonio Cultural Inmaterial de la Humanidad y es Patrimonio Cultural Etnológico Inmaterial de Andalucía. El flamenco es un género de música y danza que se originó y desarrolló en Andalucía que data tal y como lo conocemos actualmente del siglo XVIII, que tiene como base la música y la danza andaluza y en cuyo desarrollo han influido notablemente los andaluces de etnia gitana. El cante, el toque y el baile son las principales facetas del flamenco el cual se ha convertido en uno de los principales referentes de la cultura andaluza y española en todo el mundo. Actualmente la ciudad andaluza de Jerez de la Frontera está considerada como la cuna del flamenco actual.

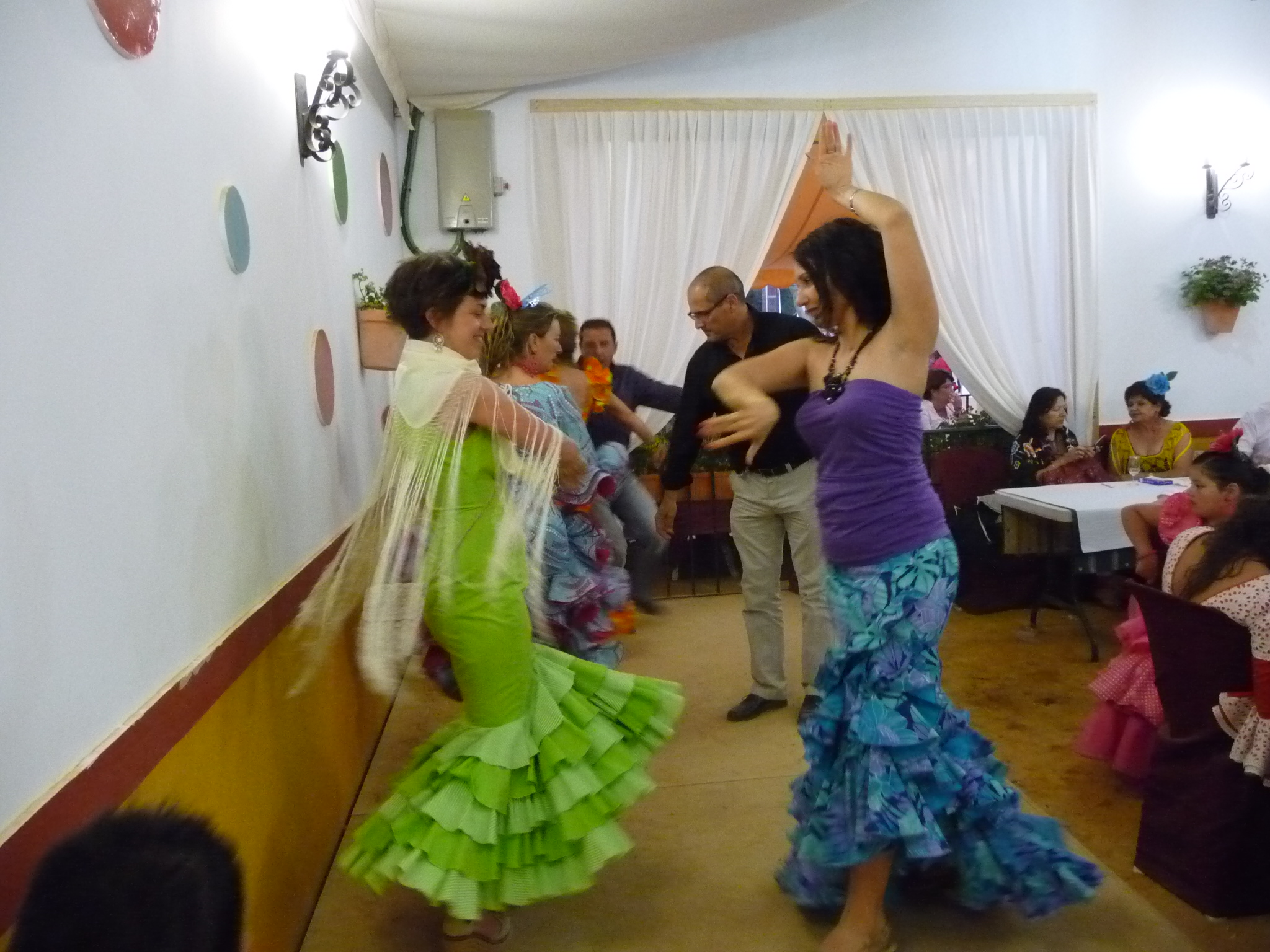
Baile por sevillanas

El Estatuto de Autonomía de Andalucía refleja la importancia del flamenco en sus artículos 37.1.18.º y 68:

Principios rectores de las políticas públicas: 18º La conservación y puesta en valor del patrimonio cultural, histórico y artístico de Andalucía, especialmente del flamenco.
Extracto del art. 37.1.18º

Corresponde asimismo a la Comunidad Autónoma (Andaluza) la competencia exclusiva en materia de conocimiento, conservación, investigación, formación, promoción y difusión del flamenco como elemento singular del patrimonio cultural andaluz.
Extracto del art. 68

Fundamentales en la historia de la música en Andalucía son los compositores Cristóbal de Morales, Francisco Guerrero, Francisco Correa de Arauxo, Manuel García, Manuel de Falla, Joaquín Turina, Manuel Castillo y el guitarrista Andrés Segovia, padre de la guitarra clásica moderna.
Contemporáneamente cabe hacer mención a grandes artistas folclóricos de la copla y el cante hondo, como Estrellita Castro, Rocío Jurado, Lola Flores (reconocida por su temperamento y personalidad artística como La Faraona), Juanito Valderrama y el revolucionario Camarón de la isla, considerado por gran parte de la crítica especializada como uno de los mejores cantaores de la historia. Entre los guitarristas de flamenco cabe mencionar a Paco de Lucía.
En ámbitos de música moderna destaca en el campo del rock andaluz, el grupo Triana, máximo exponente de este género. También destaca el grupo de Medina Azahara y más reciente, el grupo Califato ¾ que fusiona música folclórica andaluza con rasgos electrónicos. El dúo Los del Río se hizo mundialmente popular con su tema Macarena, el cual se escuchó en la final de la Superbowl estadounidense y que fue utilizado como música de campaña electoral por el Partido Demócrata de los Estados Unidos. También cabe destacar al cantautor y poeta Joaquín Sabina, al granadino José Ignacio Lapido (líder de la banda 091), a Isabel Pantoja y a Rosa López, la cual representó a España en el festival de Eurovisión en el 2002 y a David Bisbal y al cantaor flamenco granadino Juan Pinilla.

### Cine

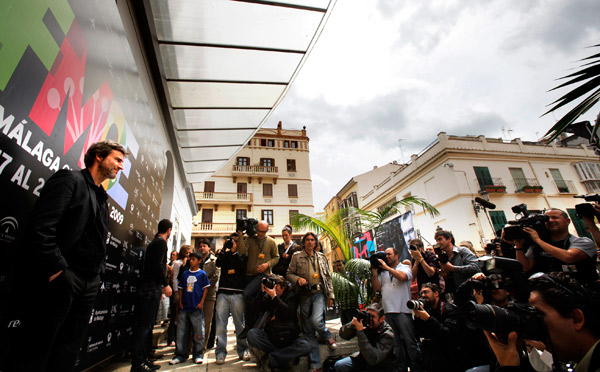
Festival de Málaga de Cine Español

La historia del cine en Andalucía ha estado reducida históricamente al uso del arquetipo de lo andaluz (el flamenco, las corridas de toros, la religión, los bandoleros, el típico señorito andaluz, los emigrantes o la imagen del andaluz gracioso y vago), que se explotó sobremanera especialmente durante las décadas de 1940 a 1960 y que terminó consolidando en gran medida la imagen tópica de Andalucía. Por otro lado, la provincia de Almería fue el plató de legendarias películas western, donde productores estadounidenses e italianos encontraron un escenario idóneo para sus creaciones, que constituyeron la única actividad cinematográfica de relevancia hasta la llegada de la democracia.
Sin embargo, el cine andaluz hunde sus raíces en los principios del siglo XX, con José Val del Omar como referente y actualmente vive una etapa floreciente con directores como Antonio Cuadri (El corazón de la tierra), Jesús Ponce (15 días contigo), Chus Gutiérrez (Poniente), Chiqui Carabante (Carlos contra el mundo), Alberto Rodríguez (7 vírgenes), Antonio Banderas (El camino de los ingleses), Benito Zambrano (Solas) o Manuel Martín Cuenca (La flaqueza del bolchevique), respaldados por la crítica nacional e internacional.
En el año 2007 se realizaron en Andalucía más de mil rodajes. Aunque el cine es el género más emblemático, desde el punto de vista industrial los rodajes de publicidad y televisión son los que permiten considerar a la industria audiovisual como un sector creciente de la economía andaluza.
La Filmoteca de Andalucía, con sede en Córdoba, es el órgano público encargado de la investigación, recopilación y difusión del patrimonio cinematográfico andaluz, actividad esta última, a la que también contribuyen significativamente festivales anuales como: el Festival de Málaga de Cine Español, Fancine, el Festival de Cine Europeo de Sevilla, el Festival Internacional de Cortometrajes Almería en Corto, el Festival de Cine Iberoamericano de Huelva, la Muestra Cinematográfica del Atlántico Alcances de Cádiz, el Festival Internacional de Cine Inédito de Islantilla, el Festival de Cine Africano de Tarifa o el Festival Internacional Música de Cine de Úbeda.

### Televisión
Andalucía cuenta con un ente público de radio y televisión, que emite los canales de televisión: Canal Sur 1, Canal Sur 2, Andalucía Televisión y Canal Sur Andalucía (Satélite) y cuatro emisoras de radio: Canal Sur Radio, Canal Fiesta, Radio Andalucía Información y Flamenco Radio.

### Dialecto andaluz

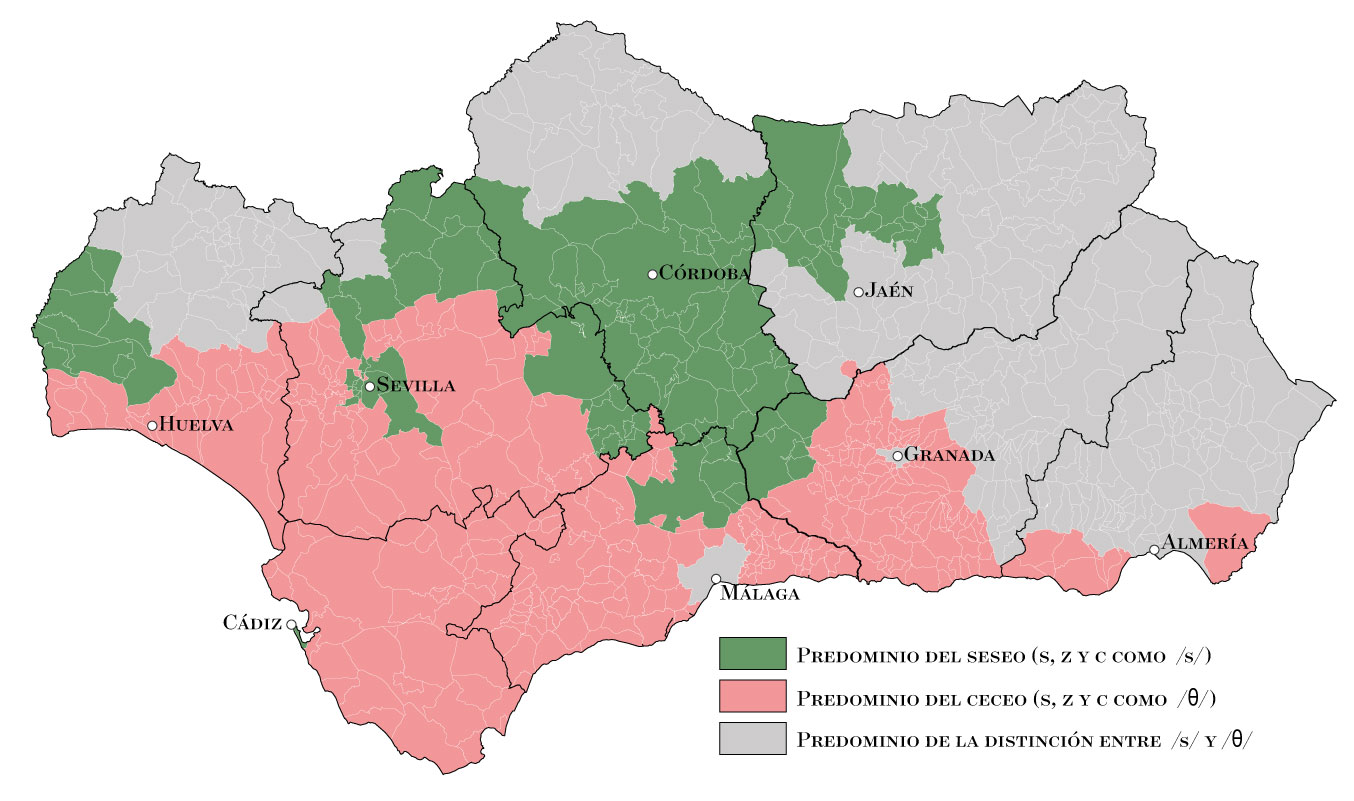
En el mapa pueden verse a grandes rasgos las zonas de Andalucía ceceantes, seseantes y distinguidoras

En Andalucía se habla mayoritariamente el dialecto andaluz o modalidad lingüística andaluza, una forma de hablar el español. El habla andaluza es de gran riqueza y variedad. Conserva muchas palabras originales y procedentes de otras lenguas. No está unificado y presenta una gran diversidad interna de rasgos característicos, que no tienen una distribución geográfica homogénea. Las isoglosas que marcan los límites entre los fenómenos lingüísticos característicos del andaluz se solapan formando un entramado de fronteras divergentes que no permiten establecer límites claros entre ellos y que hacen del andaluz una unidad dialectal variada.

### Mitología y religión

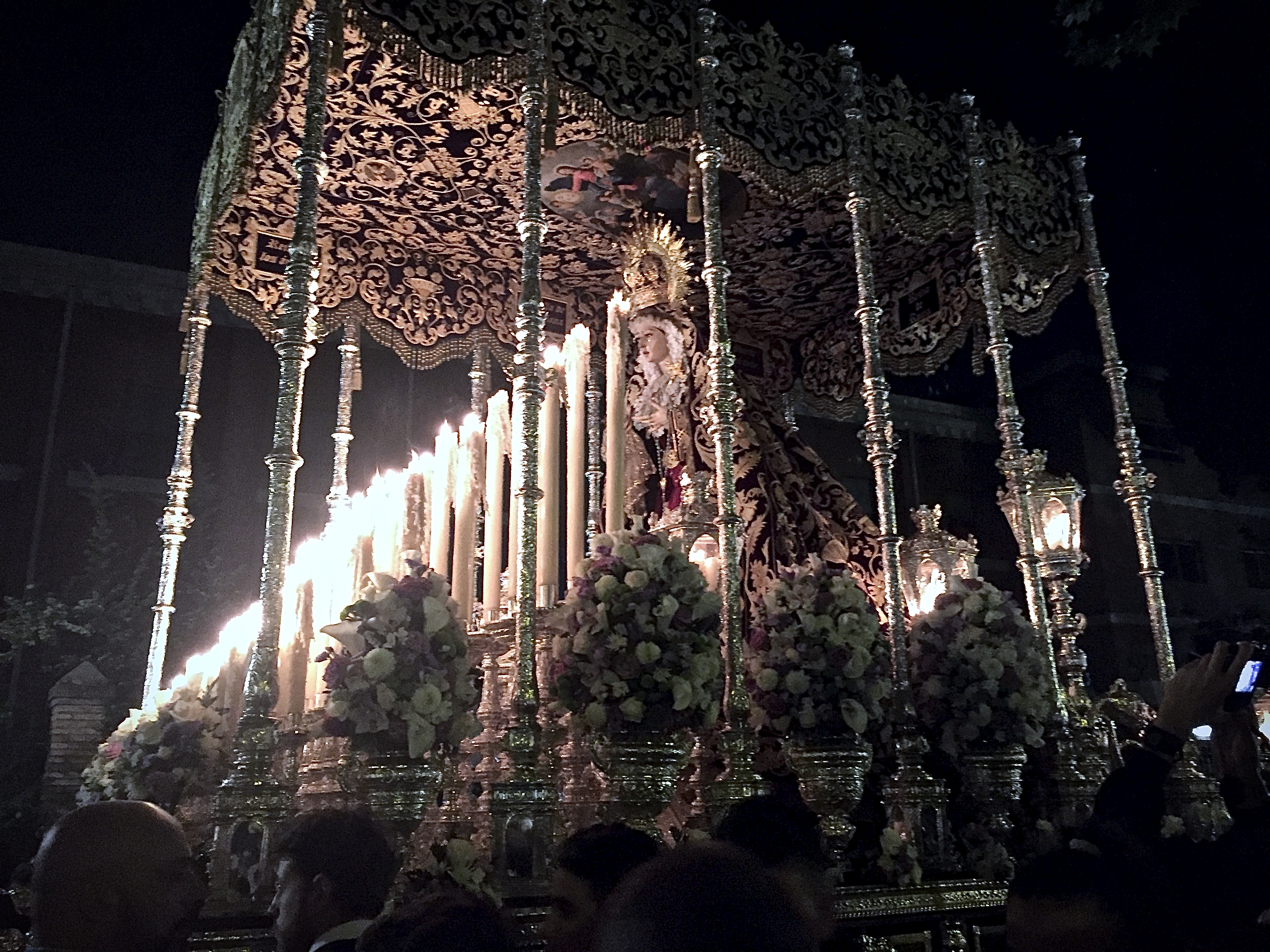
Paso María Santísima del Mayor Dolor, hermandad de los escolapios, en la Semana Santa de Granada

La tierra que hoy conocemos como Andalucía fue escenario de algunos mitos, que varias culturas de la cuenca mediterránea tuvieron en común a lo largo de la historia. Con la colonización fenicia se extendió el culto a Baal y Melkart, que perduró en época romana bajo el nombre de Hércules, fundador mítico de las ciudades de Cádiz y Sevilla, entre otras. Testimonio de la importancia que la adoración a Hércules tuvo en tierras andaluzas fue el célebre Templo de Hércules Gaditano, en el que estaban representados sus doce trabajos, el décimo de los cuales se sitúa tradicionalmente en la actual Andalucía. Se trata del robo de los bueyes de Gerión, personaje que suele considerarse uno de los reyes míticos de Tartessos. Las columnas de Hércules, identificadas mayoritariamente con Calpe y con Abila se han considerado tradicionalmente un monumento o recuerdo de esta hazaña de Hércules. Asimismo la vía romana que unía Gades con Roma recibía el sobrenombre de Vía Heraclea, por suponerse que fue el camino de vuelta de Hércules tras el robo del rebaño de bueyes de Gerión. Actualmente el escudo de Andalucía muestra la figura de Hércules entre dos leones.
La religión mayoritaria en Andalucía es la católica, al igual que en el resto de España. La principal característica de la religiosidad popular es su tradicional devoción a la Virgen María, que hace que Andalucía se conozca como «la tierra de María Santísima». Otro aspecto fundamental son las procesiones de Semana Santa en las que se reúnen miles de nazarenos y se cantan saetas, también son importantes las romerías, como la de la Virgen de la Cabeza, la Romería del Rocío y la romería de la Virgen de Araceli de Lucena, Córdoba. A San Juan de Ávila se le conoce como el Apóstol de Andalucía.

### Tauromaquia
La importancia de la tauromaquia en Andalucía data desde los siglos XV y XVI, período en que la región encabezó la crianza del toro de lidia de casta andaluza. En la actualidad es una de las comunidades autónomas con mayor protagonismo taurino de España contando con 227 fincas de ganado que ocupan una extensión de 146 917 hectáreas. En el año 2000, la comunidad andaluza celebró 1139 espectáculos taurinos a lo largo de 100 plazas de toros que contiene la región. La Junta de Andalucía, cuenta con un programa llamado Rutas de Andalucía taurina.

### Festejos
Arte y costumbre popular tienen un escenario de encuentro en las famosas ferias andaluzas. Entre las más famosas están la feria de abril de Sevilla –extendida a Madrid y Barcelona por el gran número de inmigrantes andaluces–, la Feria del Caballo de Jerez (Fiesta de Interés Turístico Internacional), la Feria de Agosto en Málaga, el Corpus Christi en Granada, la Feria de Nuestra Señora de la Salud de Córdoba, las Fiestas Colombinas de Huelva, la Feria de la Virgen del Mar de Almería o la Feria de San Lucas de Jaén, entre otras muchas. Los festejos de índole religioso tienen una honda tradición andaluza y un gran fervor popular. Destacan la celebración de la Semana Santa en las distintas localidades, la Romería de El Rocío –llega a tener un millón de visitantes durante la romería– y la Romería de Nuestra Señora de la Cabeza de Andújar en el mes de abril.
Otros festejos de gran tradición y proyección son los carnavales de Cádiz, la Fiesta de la Vendimia de Jerez de la Frontera, las Cruces de Mayo en Granada y en Córdoba, esta última ciudad que en mayo, además aúna el concurso de patios cordobeses.

### Gastronomía

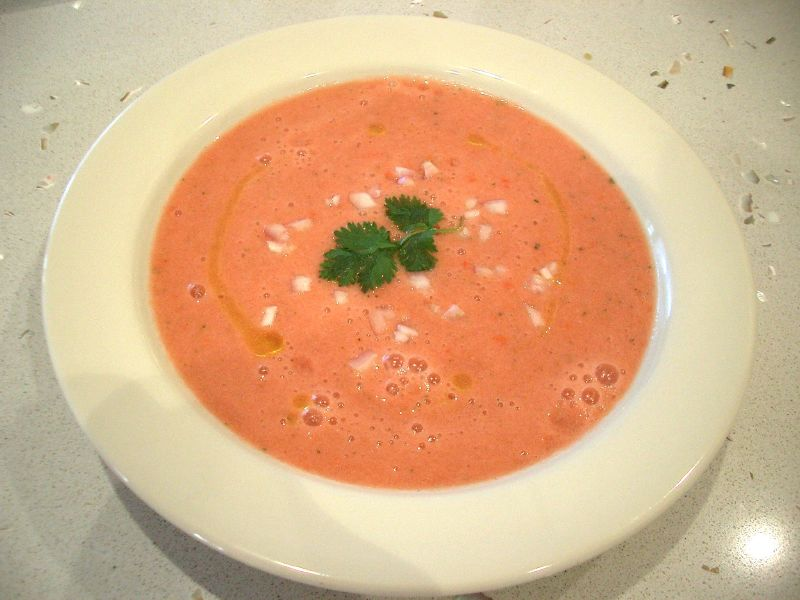
Plato de salmorejo servido con tropezones (huevo cocido y jamón serrano picados)

La gastronomía tradicional de Andalucía es muy variada. Aunque se aprecian diferencias entre la cocina de la zona litoral y la del interior, forma parte de la dieta mediterránea, basada en el aceite de oliva, los cereales, las legumbres, la verdura, el pescado, los frutos secos y la carne; además de una gran tradición en el consumo de vino.
El pescaíto frito y el marisco están muy extendidos por la zona litoral y por el interior bajo su influencia. Destacando el atún rojo en las zonas almadraberas del golfo de Cádiz, el langostino de Sanlúcar, la gamba blanca de Huelva y los boquerones y chanquetes malagueños, este último tiene prohibida su captura debido a la utilización de artes tupidas que atrapan ejemplares inmaduros de otras especies.
El jamón curado se produce en las zonas serranas de Sierra Morena y Sierra Nevada, como el jamón de la Sierra de Huelva, el de Los Pedroches, el de Trevélez. Las tres son denominaciones de origen y tienen una contrastada calidad. En el caso de los jamones de Huelva y de los Pedroches, son de cerdo ibérico y el caso de Trevélez es de cerdo blanco, sin embargo su curado en el microclima de la cara norte de Sierra Nevada le proporciona una calidad excepcional. Asimismo el plato alpujarreño destaca como una de las especialidades serranas más conocidas.
La repostería muestra gran influencia de la cocina andalusí con el uso de almendras y de miel, siendo muy conocidos los dulces navideños elaborados en los conventos de clausura femeninos: los mantecados, polvorones, pestiños, alfajores, yemas, así como los churros o tejeringos, las bizcotelas merengadas y los amarguillos.
En cuanto a los platos elaborados a base de cereales, en Andalucía Oriental están muy extendidas las migas de harina, más próximas a las gachas manchegas que a las migas propiamente dichas. En Andalucía Occidental, sin embargo, son las poleás las que ocupan su lugar.
Las hortalizas son la base de platos como la alboronía y la pipirrana o piriñaca. Especialmente características las sopas frías y calientes elaboradas a base de aceite, vinagre, ajo, pan, tomate y pimiento, como el gazpacho, el salmorejo, la porra antequerana, el ajo caliente, la sopa campera o prescindiendo del tomate y empleando almendras –ajoblanco–.
En la gastronomía andaluza el vino tiene un lugar privilegiado en la mesa. El cultivo de la vid y la elaboración de vino ha gozado de gran prestigio y fama en todo el mundo. Tradicionalmente, los vinos más característicos han sido los generosos y los dulces, elaborados mediante procesos de criaderas y soleras. Son generosos en alcohol pero también delicados. Su enorme diversidad, dentro de un estilo propio, es una de las características actuales en su producción: finos y manzanillas, amontillados, olorosos, palo cortado, dulces y moscateles, entre otros.
La mayoría de los vinos de Andalucía están amparados por alguna de las seis denominaciones de origen: Jerez-Xérès-Sherry, Condado de Huelva, Manzanilla-Sanlúcar de Barrameda, Málaga, Montilla-Moriles y Sierras de Málaga. También existen otros vinos históricos no amparados bajo denominación de origen o indicación geográfica alguna, como son la Tintilla de Rota, el Pajarete, el Moscatel de Chipiona o el Mosto de Umbrete.

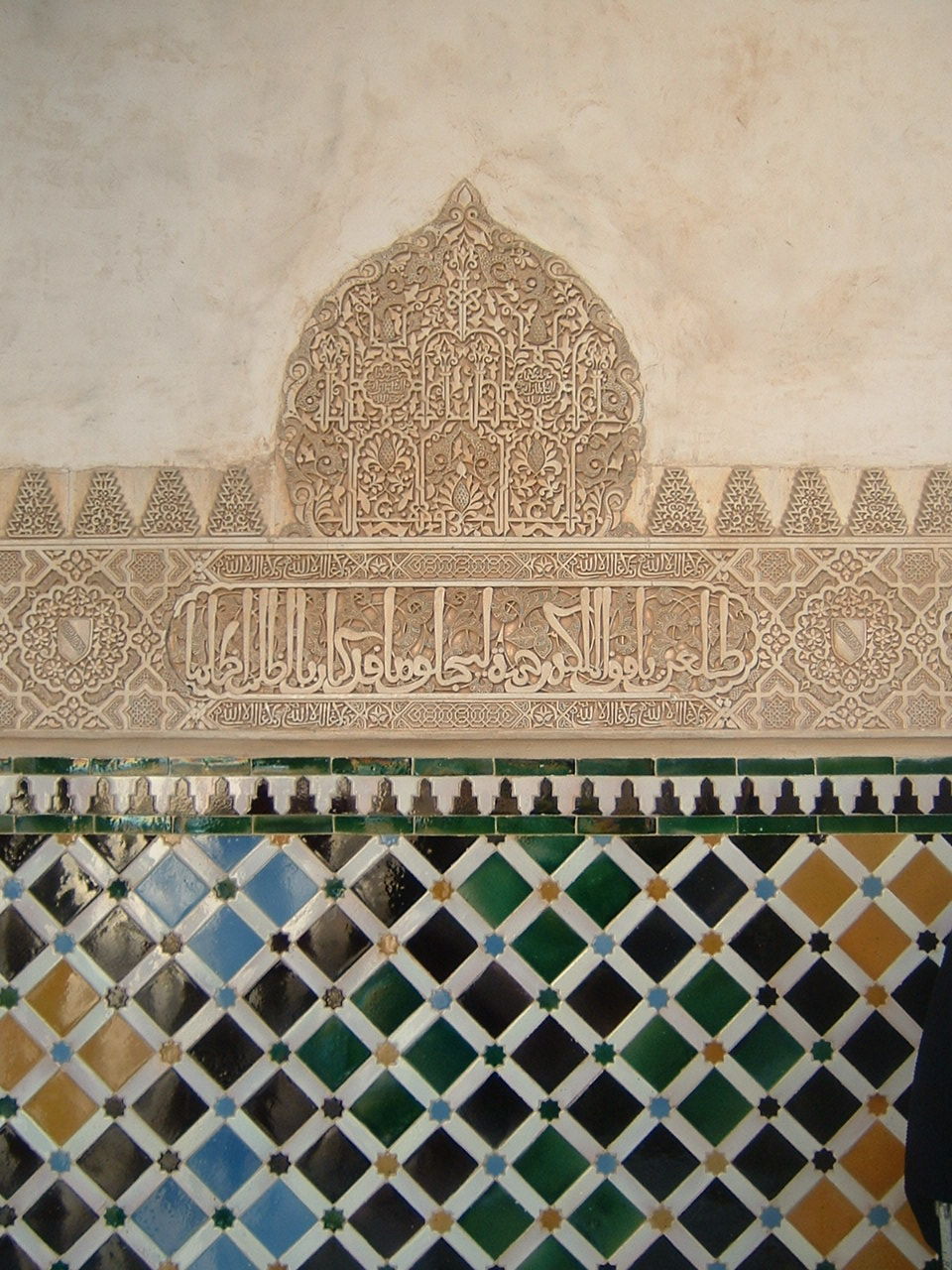
Alicatado de la Alhambra

Asimismo en Andalucía es importante la producción de vinagres y aguardientes, algunos de ellos con denominación de origen propia, como el Vinagre de Jerez, el Brandy de Jerez y el Anís de Rute.

### Otras artes y costumbres
En la vestimenta tradicional de Andalucía del siglo XVIII tuvo una gran influencia la corriente del majismo –dentro del casticismo– gracias al prototipo del majo y la maja asociados a una indumentaria particular, junto con el bandolero andaluz y el atuendo de las mujeres gitanas.
El Museo de Artes y Costumbres Populares de Sevilla recoge gran parte de la historia de la indumentaria andaluza, destacando los distintos tipos de sombrero como el cordobés, el calañés, el de catite o el pavero, así como el traje corto o el de flamenca.
En la artesanía andaluza tienen una gran tradición la azulejería y alicatado, el cordobán, la jarapa, la taracea, la cerámica –Jaén, Granada y Almería–, los encajes de Granada y Huelva, los bordados del Andévalo, la artesanía del hierro, los trabajos en madera o la cestería de mimbre, en muchos casos herencia del largo período de poder musulmán en el territorio andaluz.
El arte ecuestre andaluz, institucionalizado en la Real Escuela Andaluza del Arte Ecuestre localizada en Jerez de la Frontera ha adquirido un gran prestigio en el exterior gracias a la belleza plástica del caballo andaluz manifestada en espectáculos artísticos de gran acogida: Cómo bailan los caballos andaluces.

### Deporte
Deporte por equipos

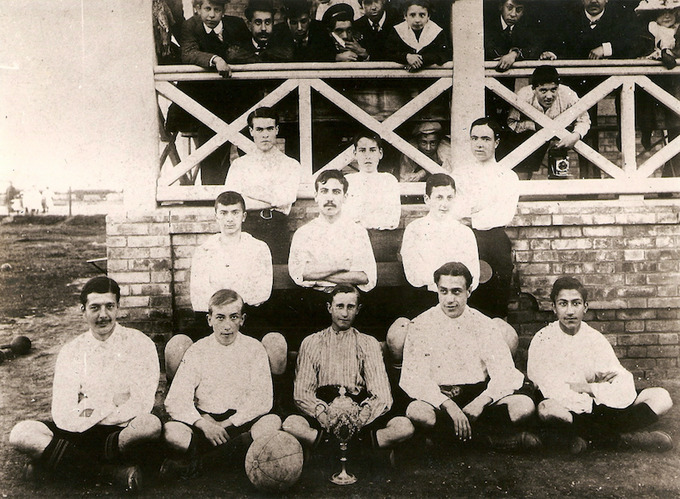
El Recreativo de Huelva, fundado por británicos en el año 1889, fue el primer equipo de fútbol español

El deporte andaluz está marcado, como el resto de España, por el predominio del fútbol sobre cualquier otra modalidad deportiva. Este deporte fue introducido en España por ciudadanos de origen anglosajón que trabajaban en empresas mineras de la provincia de Huelva y que rápidamente difundieron el deporte entre la población local. El Recreativo de Huelva es el club decano de España ya que fue fundado en 1889. El primer equipo andaluz que jugó en primera división fue el Real Betis Balompié en la temporada 1932-33. La primera liga de un equipo andaluz la consiguió el Real Betis Balompié en la temporada 1934-35, también fue el primer club andaluz en participar en la UEFA Champions League en la temporada 2005-06, también el Real Betis ha conseguido proclamarse campeón de copa tres veces; el Sevilla FC le siguió en la temporada 1945-46 y actualmente son los únicos campeonatos ligueros conquistados por equipos andaluces. El Sevilla fue el primer equipo de la comunidad autónoma en clasificarse para la máxima competición europea: la Copa de Europa de la temporada 1957-58, alcanzando los cuartos de final, también se clasificó más recientemente en los años 2007-08 y 2009-10 llegando en ambos años a los cuartos de final y en 2015-16, además de poseer seis UEFA Europa League y una Supercopa de Europa, una Liga, cinco Copas de España y 1 Supercopa de España.
En la primera división española de fútbol militan en la actualidad cuatro equipos: U. D. Almería, Betis, Sevilla Fútbol Club y Cádiz Club de Fútbol y en la segunda división española de fútbol, dos: Málaga Club de Fútbol y Granada. En Segunda B grupo 4.º están los siguientes equipos: Recreativo de Huelva, Balompédica Linense, Marbella, San Fernando, Córdoba, Sevilla "B", Betis "B", Granada "B", Atlético Sanluqueño, Cádiz "B", Algeciras CF, El Ejido 2012, Linares. En la categoría de tercera división, Andalucía cuenta con dos grupos: el IX que engloba a los equipos de las provincias orientales de Jaén, Granada, Almería y Málaga; y el grupo X con los de las provincias occidentales como Sevilla, Córdoba, Cádiz y Huelva. En fútbol sala, hay cuatro representantes andaluces en la máxima categoría es el Jaén Paraíso Interior Fútbol Sala, Córdoba Patrimonio de la Humanidad, Real Betis Futsal y Besoccer UMA Antequera, y en segunda división milita Mengíbar Fútbol Sala.
En baloncesto, la región cuenta con uno de los equipos señeros de España, el Unicaja Málaga, que después de ser subcampeón en la temporada 94-95 y ganar el primer título europeo, la Copa Korać, en 2001, consiguió la primera Liga ACB 2005-06 para Andalucía y también la Copa del Rey 2005. En la actualidad, junto al Coosur Real Betis, son los dos únicos equipos andaluces que militan en la Liga ACB. El Clínicas Rincón, equipo asociado al Unicaja Málaga, participa en la LEB Oro.
A diferencia del baloncesto, el balonmano andaluz no acaba de despegar debido a la falta de equipos que luchen por títulos. En la actualidad, un equipo representa a la comunidad en la Liga ASOBAL, máxima categoría del balonmano nacional y es el Club Balonmano Puente Genil aunque muy lejos aún de tener la misma repercusión mediática de otros deportes y de optar a títulos a máximo nivel nacional. El Balonmano Antequera, Keymare Almería y el Algeciras Balonmano estuvieron hace poco en la élite del balonmano andaluz
En el voleibol andaluz destaca el Unicaja Almería, siendo el equipo más laureado del voleibol masculino en España, con 22 títulos oficiales en su haber. Actualmente compite en la Superliga masculina de voleibol de España.
El tenis de mesa, a nivel de títulos conseguidos, es el deporte donde la región juega un mayor papel a nivel nacional. Hay dos equipos; el Cajasur Priego TM y el Caja Granada TM, máximo exponente y representante de este deporte en España. El club granadino ha ganado más de 20 ligas (casi todas consecutivas) y 14 Copas del Rey (también consecutivas). El enfrentamiento entre ambos es el más importante del país en este deporte ya que estos son los dominadores de la Liga ENEBÉ en los últimos años.
Otra competición disputada en la región es la liga de jábegas, una serie de regatas que tienen lugar durante el verano en las costas de Málaga.
Selección de fútbol
La Selección Andaluza de Fútbol no juega partidos de competición oficial, aunque ha jugado varios partidos amistosos con diferentes países, en los últimos años coincidiendo con el parón liguero en Navidad. No goza de un seguimiento masivo, debido a lo esporádicos de estos partidos amistosos y a su falta de participación en competición oficial alguna.
Juegos Olímpicos
En cuanto al deporte olímpico, han participado deportistas andaluces en 16 ediciones de los Juegos Olímpicos tanto de verano como de invierno alcanzando un total de 220 participaciones. Leopoldo Sainz de la Maza fue el primer andaluz en participar y en conseguir una medalla (plata en polo, Amberes 1920) en unos Juegos Olímpicos.
En total se han logrado para España por deportistas nacidos en Andalucía 6 medallas de oro, 11 de plata y 2 de bronce. Entre los más laureados destacan el púgil cordobés Rafael Lozano (1 medalla de bronce -Atlanta 1996- y otra de plata —Sídney 2000—), la regatista malagueña de adopción Theresa Zabell (dos medallas de oro —Barcelona 1992 y Atlanta 1996—), el tenista granadino Manuel Orantes (dos medallas —en México 1968, el tenis aún era deporte de exhibición—), los jinetes jerezanos Ignacio Rambla y Rafael Soto (plata en doma -Atenas 2004-) y el marchador accitano Paquillo Fernández —plata en Atenas 2004—.
Los andaluces con más participaciones en los Juegos Olímpicos son la nadadora malagueña María Peláez —cinco participaciones—, la esquiadora granadina María José Rienda, el jinete sevillano Luis Astolfi —cuatro veces— y el remero sevillano Fernando Climent —cuatro veces y plata en Los Ángeles 1984—.

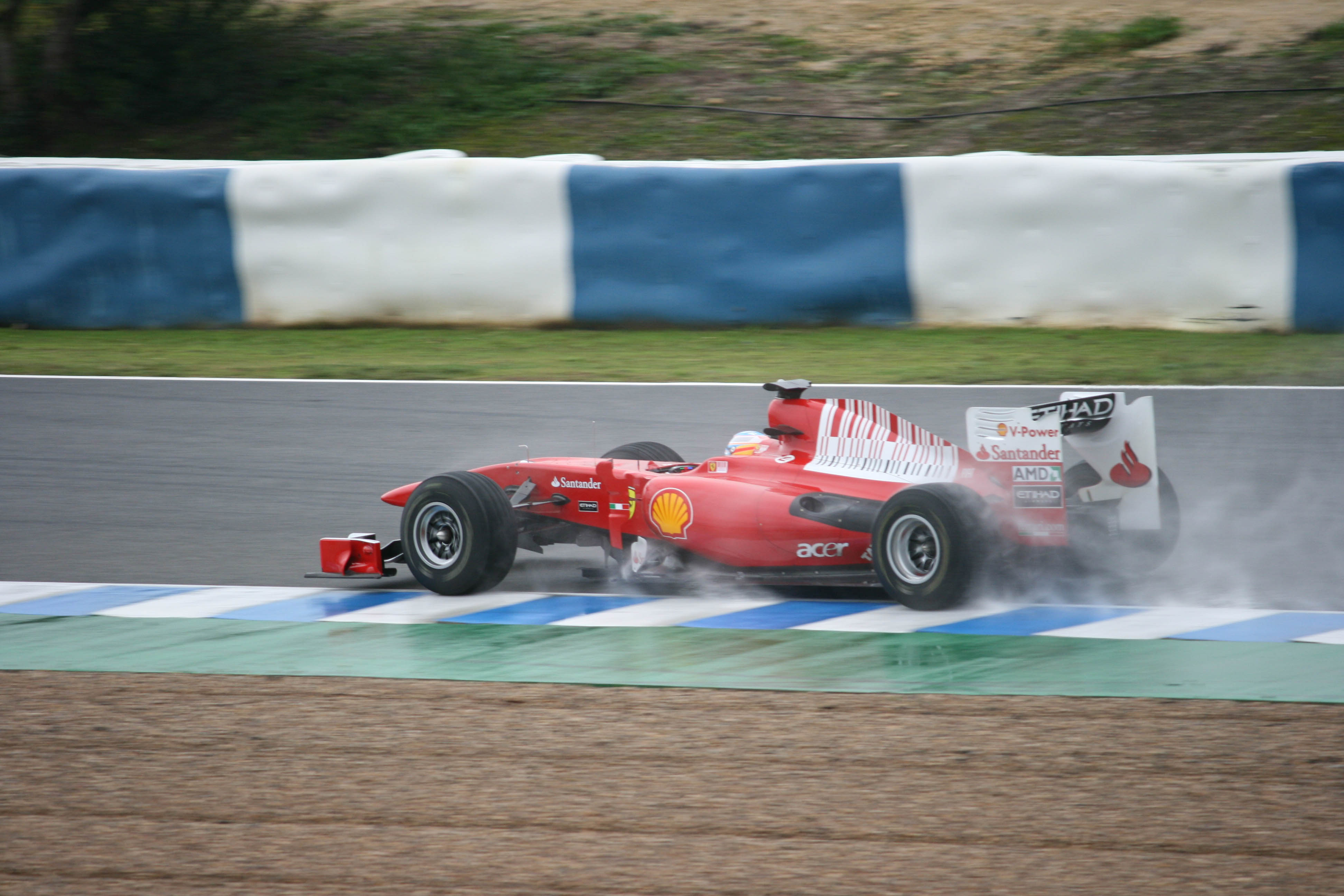
Fernando Alonso probando el Ferrari F10 en 2010 durante una sesión de entrenamientos en Jerez

Además, Sevilla fue precandidata en varias ocasiones para la organización de los Juegos Olímpicos de verano y Granada en la de los Juegos Olímpicos de Invierno.
Otros deportes
Uno de los eventos deportivos importantes es el Gran Premio de España de Motociclismo que se celebra cada año en primavera en el Circuito de Jerez.
Entre los deportes más minoritarios destaca Tarifa como centro de relevancia mundial en competiciones y desarrollo de surf, kitesurf y windsurf. También cabe mencionar otros deportes como el golf en las zonas costeras o la hípica en el interior.
Andalucía también presenta un amplio bagaje en la organización de grandes eventos deportivos. Entre los más destacados están el Campeonato Mundial de Gimnasia Rítmica de Sevilla en 1998, Campeonato Mundial de Atletismo de Sevilla en 1999, los Campeonato Mundial de Remo de 2002, los Juegos Mediterráneos de Almería en 2005, los Juegos Ecuestres Mundiales de Jerez 2002, el I Campeonato del Mundo de Vela en la bahía de Cádiz o el Campeonato Mundial de Esquí Alpino de Sierra Nevada (Granada) en 1996, entre otras. Es destacable también la organización anual de eventos como la Vuelta ciclista a Andalucía o el torneo internacional de ajedrez Ciudad de Linares.

### Medios de comunicación

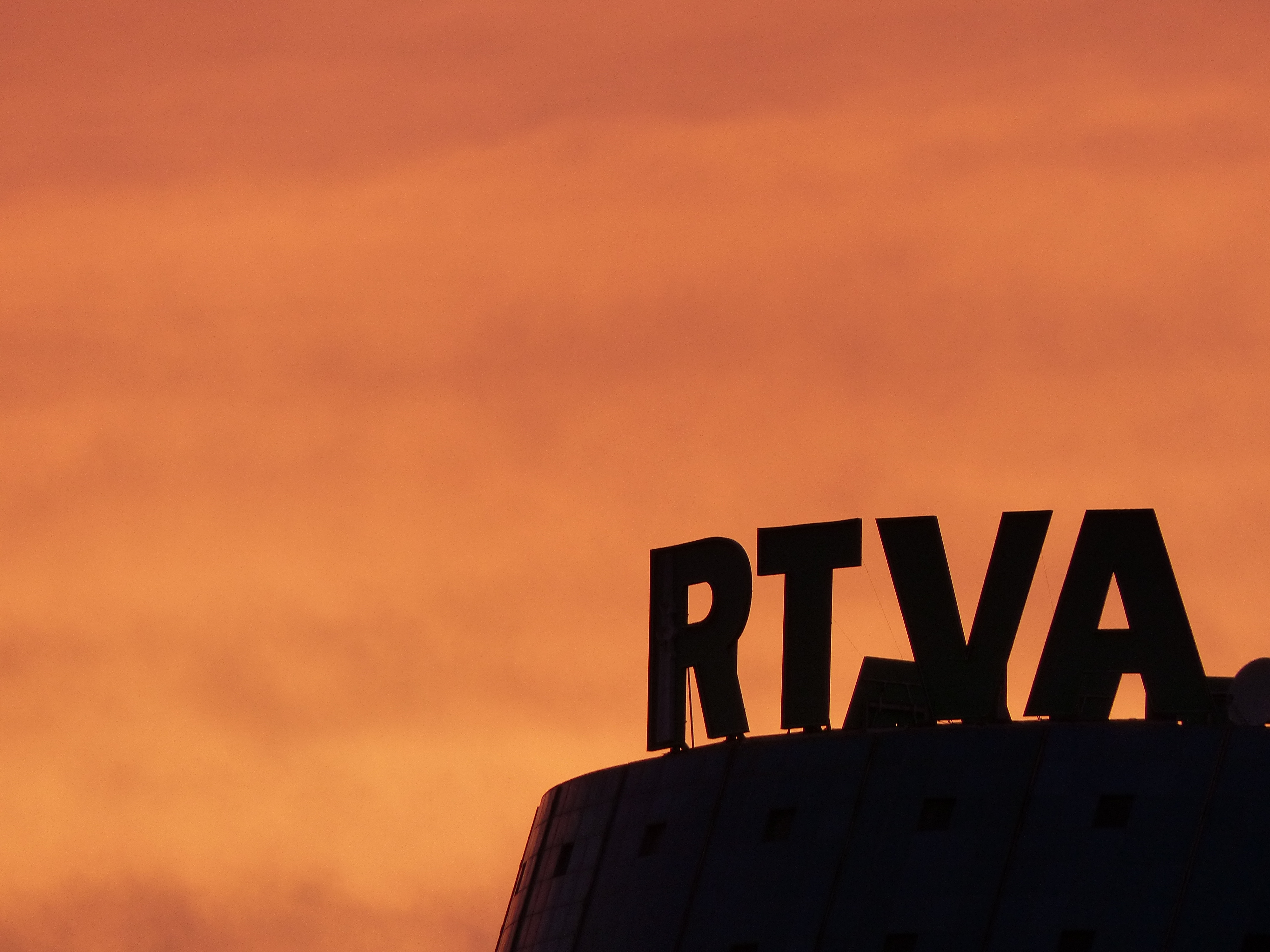
Cartel RTVA visto desde la calle Juan Carlos I, Sevilla

En Andalucía, están representados mediante delegaciones los medios de comunicación internacionales, nacionales o autonómicos, ya sea mediante agencias o mediante delegaciones propias de cada medio.
Pero en el campo de la comunicación destaca la empresa pública Radio y Televisión de Andalucía (RTVA), compuesta en la actualidad por su cadena de televisión autonómica, Canal Sur y por cuatro cadenas de radio, Canal Sur Radio, Canal Fiesta Radio, Radio Andalucía Información y Canal Flamenco Radio, además de varias señales digitales y canales que se emiten mediante plataformas digitales.

#### Prensa escrita
La prensa se encuentra bastante atomizada. Los grupos editoriales suelen lanzar una cabecera para cada capital provincial, comarca o ciudad importante. De este modo no es extraño observar como de un mismo diario se suelen encontrar diversas versiones con mucho contenido en común, que suelen diferenciarse en su cabecera y en la información local que exponen. También se ha hecho bastante popular la prensa gratuita que suele distribuirse con idéntico patrón.
No hay ningún periódico andaluz distribuido globalmente en todo el territorio autonómico. El primer grupo editorial andaluz es el Grupo Joly, que tiene su origen en el Diario de Cádiz, tiene domicilio y capital íntegramente andaluces.
En la zona oriental se distribuye el diario Ideal, perteneciente al grupo Vocento, con ediciones en las provincias de Almería, Granada y Jaén. Los intentos que han existido de crear un periódico global autonómico no han prosperado (el último de ellos fue el Diario de Andalucía). La prensa estatal incluye secciones o ediciones específicas de Andalucía (El País, El Mundo, ABC, etc).

#### Televisión pública

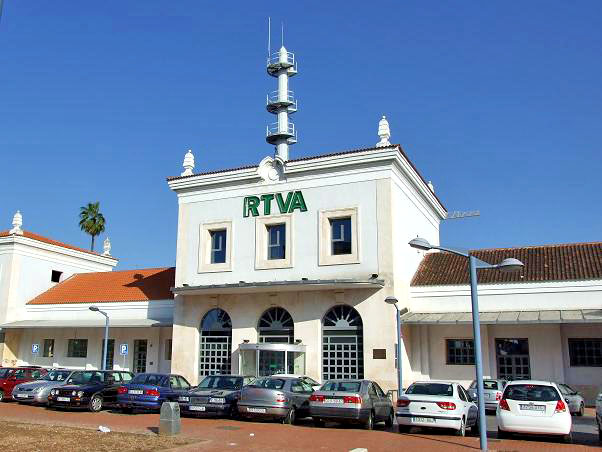
Edificio de Radio y Televisión de Andalucía en Córdoba

Andalucía cuenta con una cadena pública de televisión:
- Canal Sur emitió por primera vez el 28 de febrero (día de Andalucía) de 1989 y emite en alta definición sus contenidos en Canal Sur HD desde febrero de 2010 y otros contenidos para difusión internacional en Canal Sur Andalucía.

Hasta su cancelación en 2012 operaba también Canal Sur 2, que hizo su aparición el 5 de junio de 1998 y cuya programación estaba basada en espacios culturales, deportivos y destinados a un público infantil y juvenil.
En 2015 se puso en marcha un nuevo canal, Andalucía Televisión con programación independiente de Canal Sur 1 y de carácter cultural y generalista.

#### Radio
Destacan las cuatro emisoras autonómicas públicas:
- Canal Sur Radio, desde octubre del año 1988.
- Canal Fiesta Radio, desde enero de 2001.
- Radio Andalucía Información, desde septiembre de 1998.
- Canal Flamenco Radio, desde el 29 de septiembre de 2008.

## Relaciones institucionales

### Hermanamientos
Regiones y comunidades autónomas hermanadas con Andalucía:
- Ciudad Autónoma de Buenos Aires, Argentina, (2001).[186]

- Córdoba, Argentina.

### Convenios
Regiones que tienen un convenios de colaboración:
- Guerrero, México (2008).[187]
- Melilla, España (2024).[188]